# Geschichte der Eisenbahn in Deutschland

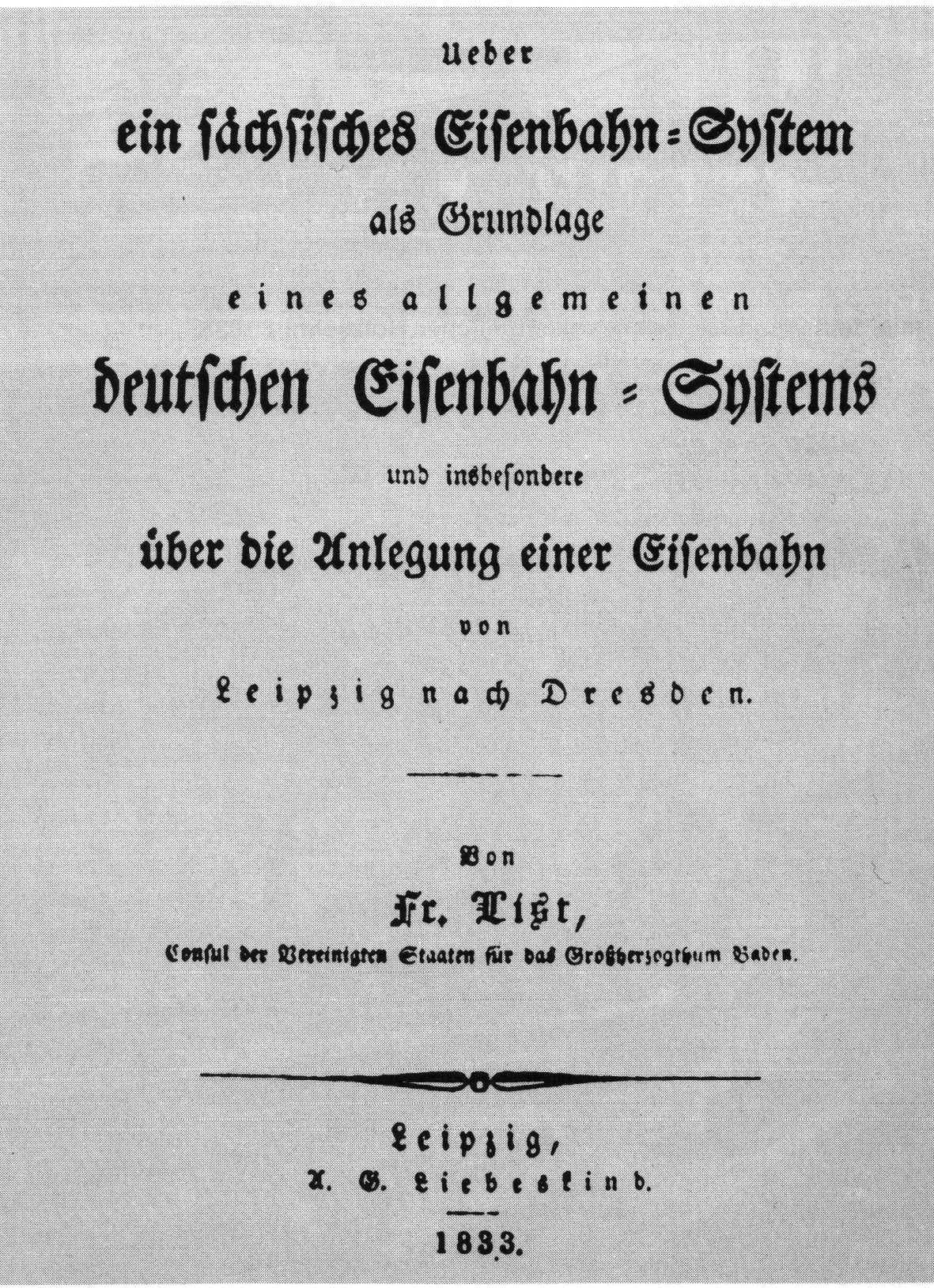
Titelseite von Friedrich Lists Schrift Über ein sächsisches Eisenbahn-System als Grundlage eines allgemeinen deutschen Eisenbahn-Systems und insbesondere über die Anlegung einer Eisenbahn von Leipzig nach Dresden. Leipzig 1833

Die Geschichte der Eisenbahn in Deutschland umfasst die organisatorischen und technischen Entwicklungen des Eisenbahnverkehrs auf dem Gebiet des (späteren) Deutschen Reiches, auf dem Gebiet der Bundesrepublik Deutschland und der Deutschen Demokratischen Republik bis 1990 und seither des wiedervereinigten Deutschland bis zur Gegenwart (für Österreich, das bis 1866 zum Deutschen Bund und 1938–45 zum Deutschen Reich gehörte, siehe Geschichte der Eisenbahn in Österreich).
Als erste mit Lokomotiven betriebene Eisenbahn in Deutschland nahm die Ludwigseisenbahn am 7. Dezember 1835 den öffentlichen Personenverkehr auf. Diese fuhr zwischen Nürnberg und Fürth. Sie hatte die bis heute übliche Spurweite von 1435 mm (Normalspur). Am 11. Juni 1836 kam es erstmals zu einem vorerst einmaligen Gütertransport, zwei Fässer Bier wurden in einem Waggon der dritten Klasse transportiert. Ab Herbst 1839 kam es nach dem Umbau von zwei Personenwagen zum regulären Gütertransport. Der Neubau von Eisenbahnstrecken erfolgte zuerst durch private Gesellschaften – Privatbahnen – sowie bald auch durch Staaten – Staatsbahnen.
Nach der Reichsgründung 1871 betrieben die einzelnen Gliedstaaten des Deutschen Reiches eine Reihe von Staatsbahnen als Länderbahnen mit eigener Verwaltung. Die zahlreichen in dieser Zeit gebauten Privatbahnen dienten in der Regel dem Regional- und Nahverkehr. Nach dem Ersten Weltkrieg wurden die Länderbahnen im Deutschen Reich der Weimarer Republik zunächst 1920 als Deutsche Reichseisenbahnen in die Verwaltung des Reiches überführt und in der 1924 gegründeten Deutschen Reichsbahn-Gesellschaft zu einem einzigen Staatsunternehmen zusammengefasst, das den größten Teil des Eisenbahnverkehrs in Deutschland übernahm.
Nach dem Ende des Zweiten Weltkrieges entstanden als Folge der Deutschen Teilung mit der Deutschen Bundesbahn in der Bundesrepublik Deutschland sowie der Deutschen Reichsbahn in der Deutschen Demokratischen Republik zwei Staatsbahnen. Nach der Deutschen Wiedervereinigung 1990 wurden die beiden Staatsbahnen durch die Bahnreform 1994 zur Deutschen Bahn AG zusammengefasst, privaten Bahnunternehmen ein Zugang zum Eisenbahnnetz verschafft sowie der Schienen-Personennahverkehr durch die Regionalisierung den Bundesländern übertragen.

## Bahnstrecken und Bahngesellschaften

### Die Vorläufer

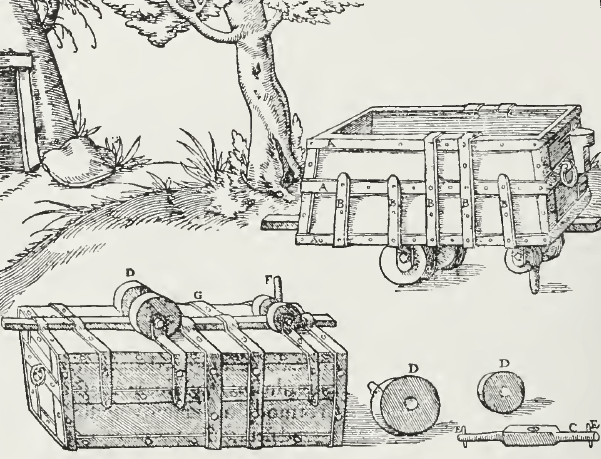
Deutscher Hunt mit Leitnagel (in der Abb.: F), nach einer Darstellung aus dem Jahre 1556 von Georgius Agricola (De re metallica libri XII), gleichzeitig Vorgänger aller neuzeitlichen Schienenfahrzeuge.

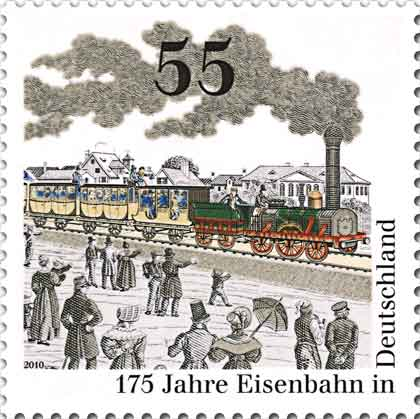
Der „Adler“ auf einer Briefmarke 2010

Die Vorläufer der Eisenbahn sind in Deutschland ebenso wie in England vor allem im Bergbau zu finden. Unter Tage liefen die bei der Förderung benutzten Loren anfangs auf Holzschienen und wurden entweder durch einen Spurnagel bzw. Leitnagel zwischen den Schienen oder durch Spurkränze an den Rädern geführt.
Im Ruhrkohle-Bergbau entstand ab 1787 ein ca. 30 km langes Netz von Pferdebahnen, um auch über Tage den Transport der Kohle zu den Verladestellen an der Ruhr zu rationalisieren. Das damalige Streckennetz im Ruhrgebiet diente jedoch nicht dem öffentlichen Verkehr. Ein Teil dieser Bahnen lief bereits auf Eisenschienen – daher trifft der Ausdruck „Eisenbahn“ nach deutschem Verständnis bereits auf diese zu. Der Rauendahler Schiebeweg in Bochum (1787) oder die Schlebusch-Harkorter Kohlenbahn (1829) aus jenen Anfangsjahren können heute noch besichtigt werden. In Österreich und Böhmen entstand zwischen 1827 und 1836 die Pferdeeisenbahn Budweis–Linz–Gmunden.
Wesentliche Anstöße für die Eisenbahn in Deutschland gaben die Entwicklung der ersten betriebstauglichen Lokomotiven in England (Richard Trevithick 1804, John Blenkinsop 1812) und die Eröffnung einer ersten öffentlichen Bahn, der Stockton and Darlington Railway 1825. Auch in Deutschland gab es, noch bevor die ersten wirklichen „Eisenbahnen“ fuhren, Versuche, den Bahnbetrieb mit Lokomotiven aufzunehmen. So baute Johann Friedrich Krigar mit den Dampfwagen der Königlichen Eisengießerei Berlin 1815 eine Kopie der Dampflokomotive von Blenkinsop für die Königshütte in Oberschlesien und 1818 eine weitere Lokomotive für den 1,8 km langen, 1821 von hölzernen auf eiserne Schienen umgerüsteten Friederiken-Schienenweg, eine Kohlenbahn bei Geislautern im Saarland, die zwar fahren konnte, jedoch wegen zu geringer Leistung die Erwartungen nicht erfüllte.

### Bahnen im späteren deutschen Reichsgebiet von den Anfängen im frühen 19. Jahrhundert bis 1870
In der ersten Hälfte des 19. Jahrhunderts wurden die entstehenden Eisenbahnen in Deutschland von den Menschen unterschiedlich aufgenommen. Während unternehmerisch denkende Menschen wie Friedrich Harkort und Friedrich List in der Eisenbahn eine Möglichkeit zur Belebung der Wirtschaft und zur Überwindung kleinstaatlicher Bevormundung, speziell in Deutschland, sahen und sich deshalb bereits in den 1820er und frühen 1830er Jahren für den Bau von Eisenbahnen einsetzten, fürchteten sich andere vor Qualm und Rauch der Lokomotiven oder sahen durch sie ihr eigenes Einkommen gefährdet. Vor allem unter Bauern kam es zu gewalttätigen Widerständen, aus Angst ihr Land und ihre Arbeit zu verlieren. Friedrich List war der Vordenker eines Deutschland-weiten Eisenbahnwesens, das die Wirtschaft ankurbeln sollte. Außerdem wollte er so die deutschen Kleinstaaten einigen. List begann sein Vorhaben im Königreich Sachsen, das damals Deutschlands am weitesten entwickelte Industrieregion war. Dort gründete List eine Aktiengesellschaft für den Bau der ersten Fernbahn in Deutschland. Bereits nach zwei Tagen waren die für den Bau benötigten 1,5 Mio. Taler zusammengekommen und die 115 Kilometer lange Bahnstrecke zwischen Dresden und Leipzig wurde ohne staatliche Subventionen gebaut.
In Sachsen entstand auch die erste in Deutschland gebaute funktionsfähige Lokomotive, die Saxonia. Sie absolvierte auf der Strecke Leipzig–Dresden im April 1839 ihre Jungfernfahrt und brauchte für die 115 Streckenkilometer drei Stunden. Der Bau neuer Eisenbahntrassen bot zudem neue Beschäftigungsmöglichkeiten, wenn auch unter teils erbärmlichen Lebensumständen für die zu Akkordlöhnen beschäftigten Arbeiter. In den kommenden Jahrzehnten verlegten zehntausende Arbeiter jährlich bis zu tausend Schienenkilometer. Die Arbeit war hart, weil es noch kein Dynamit gab und weil die damaligen Lokomotiven Steigungen von mehr als 2 % nicht überwinden konnten. Es dauerte oft Jahre einen Tunnel zu bauen. In den Jahrzehnten des Eisenbahnbaus wurden mehr Brücken gebaut als in den Jahrhunderten zuvor, wobei die neuen Brücken über größere Tragkraft und Spannweiten verfügten. Eine der Meisterleistungen war die Göltzschtalbrücke, bis heute die größte Ziegelsteinbrücke der Welt. Nach großen Fortschritten in der Metallurgie (1878 Verbesserung des Bessemerverfahrens durch Sidney Thomas und Percy Gilchrist) wurden mehr Eisenbahnbrücken als Stahlkonstruktionen gebaut.
Im Jahr 1837 gründete August Borsig in Berlin eine Maschinenbauanstalt mit Eisengießerei. 1847 war das Unternehmen bereits Preußens führender Lokomotivenproduzent. Zunächst wurden hier englische und amerikanische Dampflokomotiven repariert und von Borsig verbessert nachgebaut. Seine erste Dampflok, die Borsig 1, verließ 1841 die Werkshallen. Schon im Jahr 1851 feierte Borsig seine 500. Lokomotive.
Trotz technischer Fortschritte war die Arbeit für das Lokpersonal hart. Zu den bis zu 80 Dienststunden pro Woche kamen Wind und Wetter hinzu, weil die Konstrukteure der Ansicht waren, Schutzvorrichtungen könnten die Sicht behindern. Die Arbeitsjahre der Personale zählten allerdings doppelt. Im Jahr 1845 existierten bereits 1400 Streckenkilometer, die Reisegeschwindigkeiten betrugen 30 bis 35 km/h. Bis 1850 gab es noch keine Nachtzüge. Von 1845 bis 1850 wurden viele Strecken verknüpft und das Schienennetz wuchs auf 6000 Kilometer Strecke an, wodurch die Eisenbahn zum wichtigsten Fernverkehrsmittel wurde. In den nächsten 50 Jahren verdreifachte sich die Länge der Züge und die Geschwindigkeit verdoppelte sich.

#### Anfänge

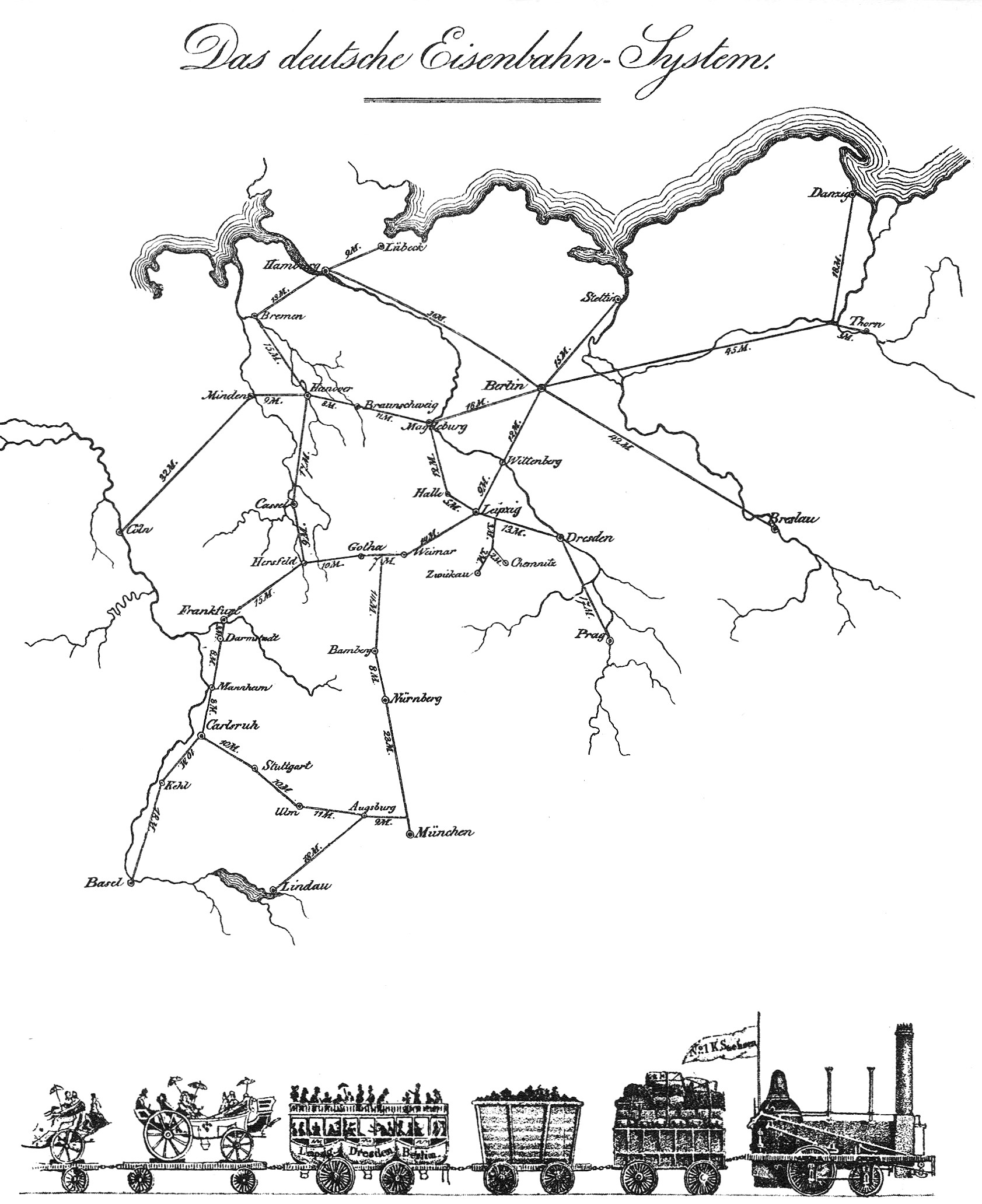
1833 veröffentlichte der Nationalökonom Friedrich List (1789–1846) in Leipzig einen Entwurf für ein deutsches Eisenbahn-Schienennetz

Friedrich Harkort gründete 1820 ein Konsortium mit dem Ziel, eine Pferdebahn vom Kohlerevier Schlebusch nach Haspe zu bauen. Die Schlebusch-Harkorter Kohlenbahn mit einer Länge von einer preußischen Meile, ca. 7 1⁄2 Kilometer, wurde im Wesentlichen 1828 fertiggestellt und war die erste Bahn, die auf dieser Länge ihren Betrieb aufnahm. Der Kohletransport wurde auf der schmalspurigen Bahn mit Pferden durchgeführt. Am 1. April 1876 wurde der Betrieb mit Dampflokomotiven aufgenommen. Die Bahn ist heute stillgelegt und zurückgebaut. Reste der Strecke sind noch zu sehen. Der Oberbau und die Wagen wurden später etwa baugleich bei der Errichtung der Deilthaler Eisenbahn verwendet.
Die 1828 gegründete Deilthaler Eisenbahn Aktiengesellschaft baute südlich von Essen die erste heute noch benutzte Eisenbahnstrecke auf deutschem Boden. Der Oberbau dieser Bahn bestand einer Beschreibung zufolge aus Eichenschwellen, auf denen paarig sogenannte Straßbäume (Holzschienen) mit einer Länge von je 3,30 m mit Holznägeln befestigt waren. Auf den Straßbäumen waren mit Holznägeln Eisenschienen in einer Stärke von 40 mm befestigt. Die Spurweite betrug zunächst nur 82 cm. Die Strecke war eine preußische Meile lang. Am 20. September 1831 weihte Prinz Wilhelm, ein Sohn des preußischen Königs Friedrich Wilhelm II., die Deilthaler Eisenbahn feierlich ein; sie durfte sich seitdem Prinz-Wilhelm-Eisenbahn-Gesellschaft (PWE) nennen. Bis 1844 wurde sie als Pferdebahn zum Kohletransport betrieben. Von 1833 an standen auch Personenwagen „des Vergnügens wegen“ zur Verfügung. 1847 wurde die Bahn normalspurig ausgebaut und zwischen Steele Süd und Vohwinkel als dampfbetriebene Eisenbahn mit der Bezeichnung Steele-Vohwinkler Eisenbahn geführt. Die Trasse der Strecke Essen–Wuppertal wird heute von der S-Bahn-Linie 9 genutzt.

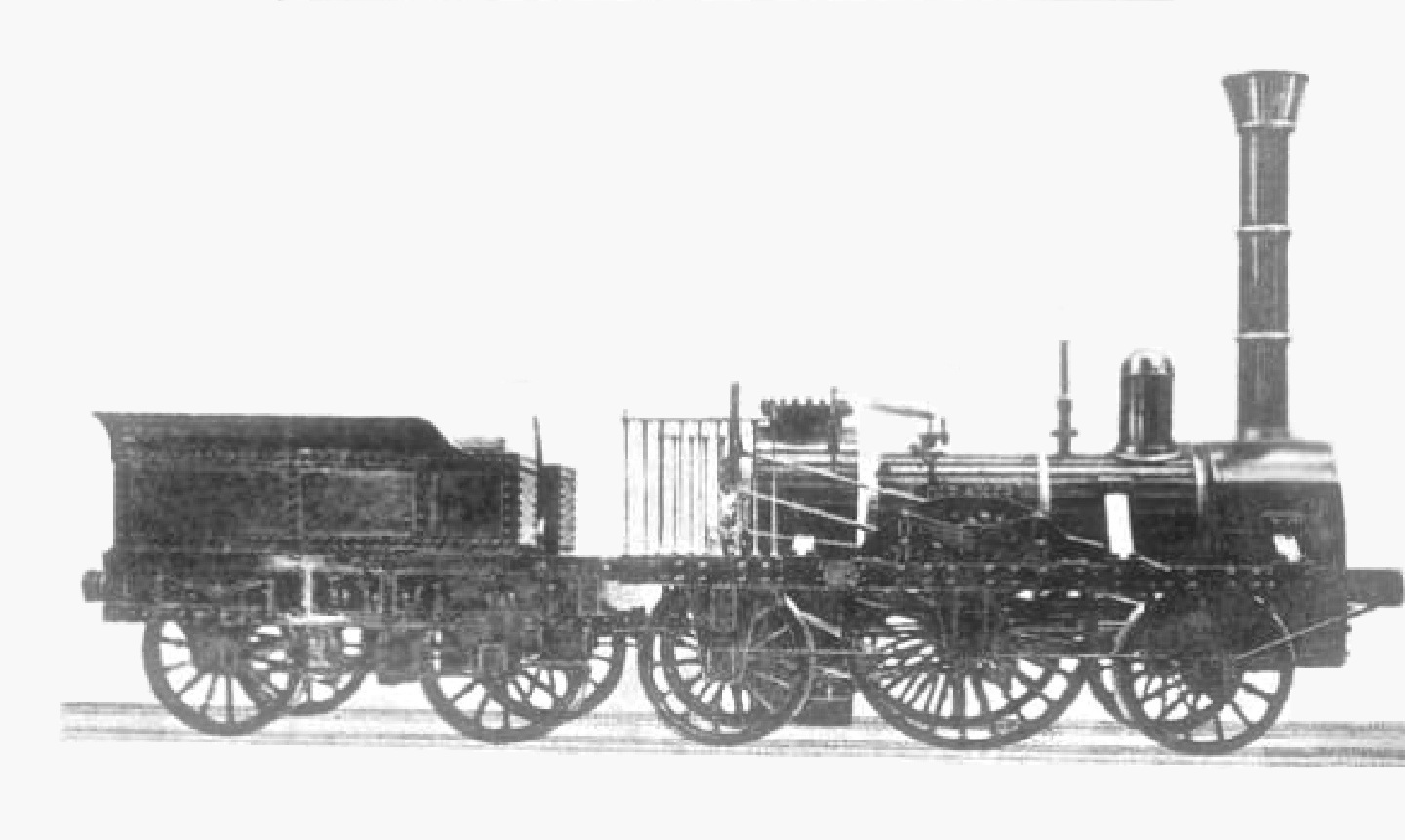
Der „Adler“, Bj. 1835, verkehrte zwischen Nürnberg und Fürth, Foto kurz nach 1850

Mehrheitlich und offiziell wird die 1835 von der privaten Ludwigs-Eisenbahn-Gesellschaft in Nürnberg von dem Ingenieur Paul Camille von Denis erbaute Ludwigseisenbahn als erste Eisenbahn in Deutschland angesehen, weil sie neuartige Dampflokomotiven einsetzte. Sie wurde am 7. Dezember 1835 mit einer Fahrt von Nürnberg nach Fürth offiziell eröffnet; vorher hatten Probefahrten mit der Lokomotive Adler stattgefunden. Der Engländer William Wilson fuhr die Lok; er gilt als der erste Lokführer in Deutschland. In der zeitgenössischen Öffentlichkeit wurde die Fahrt mit einer Dampflokomotive als Beginn einer neuen Epoche angesehen. Die Ludwigs-Eisenbahn-Gesellschaft entschied sich für das englische System mit deren Schienenart und Spurweite, den Spurkränzen, Fahrzeugen und anderes. Später übernahmen auch andere deutsche Bahnunternehmen das offensichtlich betriebstaugliche System. Um den Bau dieser ersten, sechs Kilometer langen Strecke zu finanzieren, wurde die erste Aktiengesellschaft in Bayern gegründet. Der 40 km/h schnelle Adler brauchte für die sechs Kilometer lange Strecke nur 13 Minuten und war damit doppelt so schnell wie die Eilpostkutsche. Dennoch gab es anfangs Skepsis gegenüber der neuen Technik. Bereits am Tag nach der Eröffnung der Strecke wurden Pferde vor die Züge gespannt. Im Jahr 1836 fanden auf der Strecke Nürnberg–Fürth 420 Pferde- und nur 142 Lokfahrten statt. Die Entwicklung des deutschen Streckennetzes ging an dieser Bahn jedoch vorbei; sie wurde nicht mit anderen Bahnstrecken verbunden. Ab 1881 hatte sie zusätzliche Konkurrenz durch die Straßenbahn Nürnberg. Am 31. Oktober 1922 wurde ihr Betrieb eingestellt und die Trasse für eine Schnellstraßenbahn genutzt.

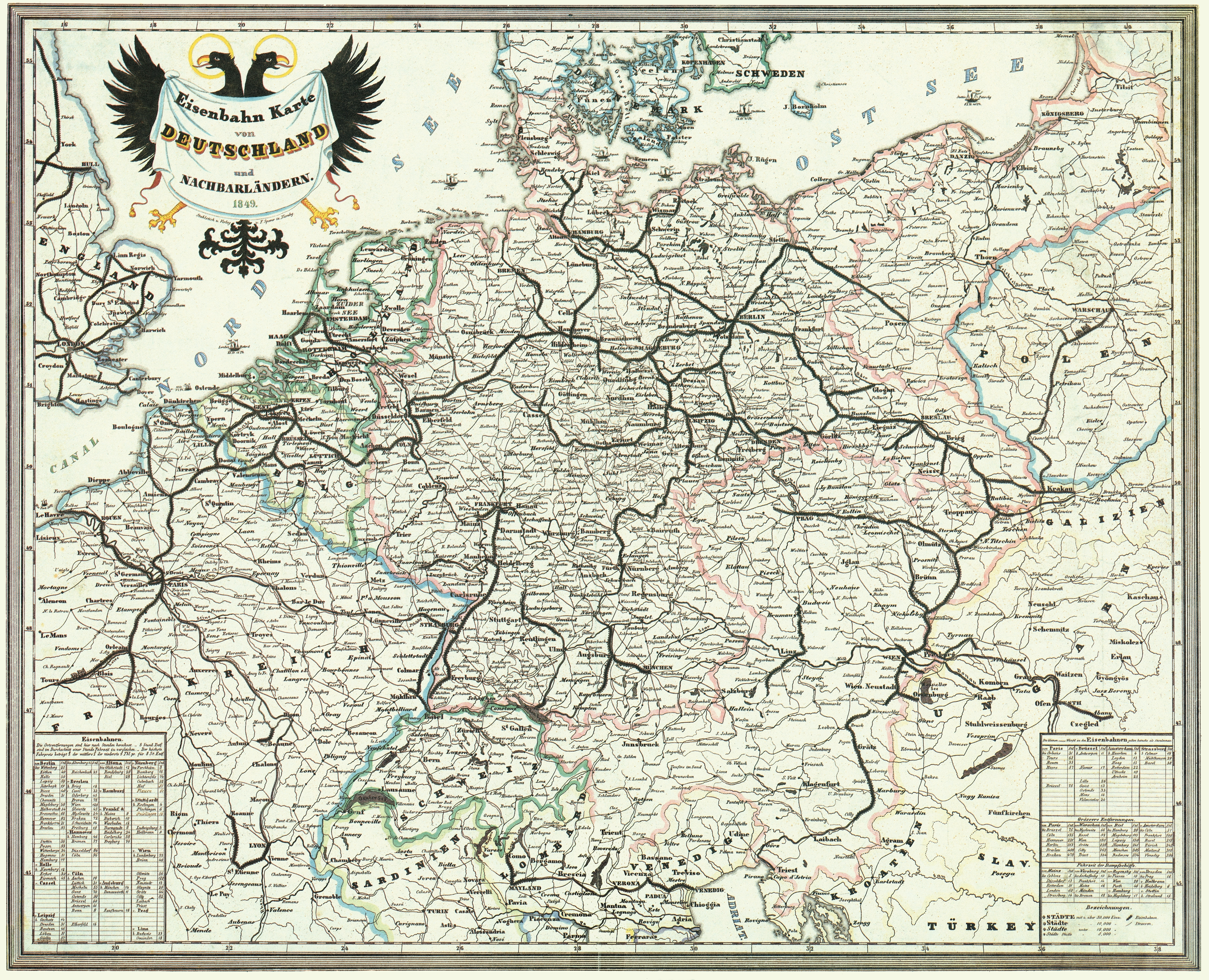
Streckennetz 1849

Es folgte als erste Eisenbahn Preußens die Berlin-Potsdamer Eisenbahn. Die 11 km lange Strecke von Zehlendorf nach Potsdam wurde am 22. September 1838 eröffnet; die 12-km-Verlängerung von Zehlendorf nach Berlin am 29. Oktober 1838. Ab dem 1. Dezember 1838 verkehrte zwischen Braunschweig und Wolfenbüttel die Herzoglich Braunschweigische Staatseisenbahn. Als erste Bahn in Deutschland in staatlichem Besitz, wohl um einer Übernahme durch Preußen vorzubeugen, wurde sie aus Geldnot des Herzogtums 1869 dann doch an Preußen verkauft.
Die am 20. Dezember 1838 mit der Teilstrecke Düsseldorf–Erkrath eröffnete Düsseldorf-Elberfelder Eisenbahn war die erste Dampfeisenbahn im Rheinland bzw. der preußischen Rheinprovinz. Zwei Lokomotiven standen ihr in Düsseldorf zur Verfügung. Ingenieur Friedrich Eduard Wiebe war der Erbauer und der erste Lokführer dieser Bahnstrecke. Über 1300 Menschen waren am Bau dieser Strecke beteiligt und schon bei der ersten Fahrt wurde eine Geschwindigkeit von 42 km/h erreicht. Die erste Bahnstrecke im heutigen Hessen war die 41,2 km lange Taunus-Eisenbahn zwischen der Freien Stadt Frankfurt und Wiesbaden als Hauptstadt des Herzogtums Nassau. Sie wurde zwischen dem 26. September 1839 und dem 19. Mai 1840 in vier Bauabschnitten in Betrieb genommen.

#### Erste Fernstrecken
Die Leipzig-Dresdner Eisenbahn wurde am 24. April 1837 mit dem Teilstück von Leipzig nach Althen als dritte deutsche Bahnstrecke eröffnet und am 7. April 1839 bis Dresden fertiggestellt. Diese war mit einer Streckenlänge von 120 km die erste deutsche Fernbahn und die erste ausschließlich dampfbetriebene Eisenbahn in Deutschland. Zu ihrer Strecke gehörte auch der erste deutsche Eisenbahntunnel und die älteste heute noch in Betrieb befindliche deutsche Eisenbahnbrücke bei Wurzen. Am 29. Juni 1839 wurde das erste Teilstück der Magdeburg-Leipziger Eisenbahn von Magdeburg nach Schönebeck eröffnet, nach dem Ausbau bis Halle und Leipzig 1840 war sie die erste länderübergreifende Fernbahn mit einer Streckenlänge von 116 km.
Mit der 1839/43 von der Rheinischen Eisenbahn erbauten Strecke von Köln zum Grenzbahnhof Herbesthal mit Anschluss nach Antwerpen entstand am 15. Oktober 1843 die erste Bahnstrecke, die eine Außengrenze des Deutschen Bundes überschritt.
Am 12. September 1840 eröffnete das Großherzogtum Baden als Staatsbahn die Strecke von Mannheim nach Heidelberg als erstes Teilstück der 285 km langen Badische Hauptbahn von Mannheim nach Basel, die am 1. August 1845 Freiburg im Breisgau erreichte und im Jahre 1855 fertiggestellt wurde. Im Gegensatz zu allen umliegenden Bahnen verwendete man in Baden bis 1854/55 eine Breitspur mit 1600 mm Spurweite.
Am 12. September 1841 nahm die Berlin-Anhaltische Eisenbahn-Gesellschaft den Verkehr vom Anhalter Bahnhof in Berlin nach Köthen (Anhalt) auf, wo die Trasse mit der der Berlin-Potsdam-Magdeburger Eisenbahngesellschaft zusammentraf. Köthen wurde damit zum ersten Eisenbahnknoten Deutschlands. Am 1. August 1842 wurde die Strecke Berlin–Eberswalde Hauptbahnhof eröffnet, die Verlängerung bis Angermünde erfolgte am 15. November 1842. Mit der Eröffnung der Berlin-Frankfurter Eisenbahn am 31. Oktober 1842 vom Berliner Schlesischen Bahnhof nach Frankfurt (Oder) hatte das erst nur lose geknüpfte deutsche Eisenbahnnetz einen Gesamtumfang von knapp 1000 km erreicht. Am 15. August 1843 wurde die gesamte Strecke Berlin–Stettin feierlich eröffnet, am 16. August 1843 der Betrieb aufgenommen.
Am 22. Oktober 1843 wurde mit der 16 km langen „Kreuzbahn“ von Hannover nach Lehrte die erste Strecke der Königlich Hannöverschen Staatseisenbahnen eröffnet. Lehrte wurde früh ein bedeutender Eisenbahnknotenpunkt, mit Strecken nach Berlin, Köln, Hildesheim und Harburg vor den Toren Hamburgs. Die am 18. September 1844 eröffnete, 108 km lange Bahnstrecke von Altona nach Kiel wurde unter dänischer Hoheit errichtet, befand sich nach dem Deutsch-Dänischen Krieg 1867 auf preußischem Gebiet, wurde 1887 vom preußischen Staat aufgekauft und in die Preußischen Staatseisenbahnen eingegliedert.
Die erste Teilstrecke der Köln-Mindener Eisenbahn-Gesellschaft von Deutz nach Düsseldorf wurde am 20. Dezember 1845, die zweite bis Duisburg am 9. Februar 1846 eröffnet. Im folgenden Jahr erreichte man am 15. Mai über Dortmund dann Hamm, und am 15. Oktober 1847 war die gesamte 263 Kilometer lange Strecke bis Minden zunächst eingleisig fertiggestellt.
Am selben Tag ging auch die Strecke Hannover–Minden der Königlich Hannöverschen Staatseisenbahnen in Betrieb.
Am 1. September 1846 wurden mit der Eröffnung des letzten Abschnitts (Frankfurt (Oder) – Bunzlau) der 330 km langen Niederschlesisch-Märkischen Eisenbahn die beiden größten Städte Preußens, Berlin und Breslau miteinander verbunden. Die gleichzeitig gebaute Hauptstrecke der in Breslau beginnenden Oberschlesischen Eisenbahn erreichte im Oktober des Jahres Gleiwitz. Innerhalb von drei Jahren hatte sich das Streckennetz im Deutschen Bund mehr als verdoppelt. Dreieinhalb Monate später wurde am 15. Dezember 1846 die Berlin-Hamburger Bahn in Betrieb genommen, die 286 km lange Diagonalverbindung zwischen den beiden größten Städten des späteren Deutschen Reichs. Ebenfalls 1846 ging in mehreren Etappen die Main-Neckar-Bahn von Frankfurt am Main nach Mannheim und Heidelberg in Betrieb. Im Norden erreichte am 1. Mai 1847 die Bahnstrecke Lehrte–Harburg der Hannöverschen Staatsbahn das zum Königreich Hannover gehörende Harburg an der Elbe.
Im Herbst des Jahres waren durchgehende Ost-West-Verbindungen vorhanden:
- Am 1. September 1847 nahm die Sächsisch-Schlesische Eisenbahngesellschaft mit der Bahnstrecke Dresden–Görlitz eine Verbindung von Mitteldeutschland zur niederschlesischen Bahn in Betrieb.
- Am 15. Oktober 1847 wurde mit gleichzeitiger Eröffnung des letzten Abschnitts der Köln-Mindener Eisenbahn und des Mindener Astes der Hannöverschen Staatsbahn die erste durchgehende Schienenverbindung vom Rhein über Berlin bis an die Oder geknüpft. Die Route war jedoch komplizierter als heute: Die Verbindung von Braunschweig nach Magdeburg führte ab Juli 1843 über Wolfenbüttel, Jerxheim und Oschersleben nach Magdeburg. Der Zugverkehr aus Berlin endete bis zur Fertigstellung der Buckauer-Eisenbahnbrücke im Jahr 1848 an der Station Magdeburg-Friedrichstadt am östlichen Elbufer. Nach Überquerung der Elbe mussten die Fahrgäste im Bahnhof Schleinufer (Elbbahnhof), dem Endbahnhof der Strecke von Oschersleben, wieder zusteigen. Eine innerstädtische Verbindung der verschiedenen Berliner Kopfbahnhöfe fehlte noch bis 1851, als die Berliner Verbindungsbahn ihren Betrieb aufnahm.

#### Verknüpfungen mit den Nachbarländern

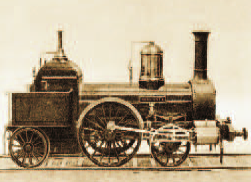
Lokomotive der Köln-Mindener Eisenbahn, 1848 von Borsig ausgeliefert

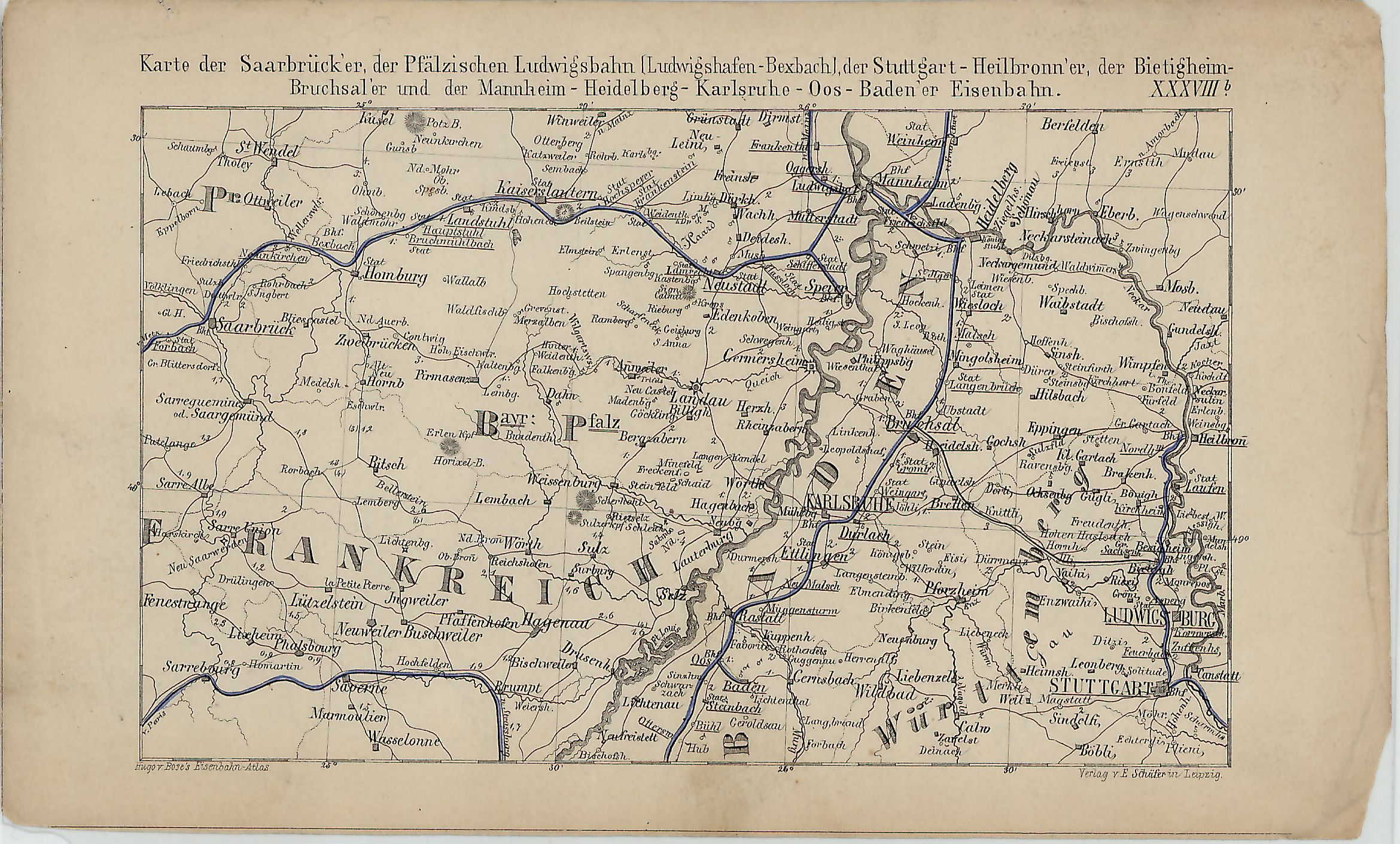
Streckenkarte für Südwestdeutschland 1865

Am 18. Oktober 1847 entstand durch Anschluss der Oberschlesischen Eisenbahn an die Krakau-Oberschlesische Eisenbahn eine durchgehende Verbindung von Breslau nach Krakau. Mit der Fertigstellung des innerstädtischen Verbindungsgleises zwischen den Kopfbahnhöfen in Breslau gab es ab 3. Februar 1848 auch eine durchgehende Schienenverbindung vom Rhein bis zur Weichsel. Mit dem Schluss einer kurzen Lücke zwischen der Wilhelmsbahn in Oberschlesien und der Kaiser Ferdinands-Nordbahn in Österreichisch-Schlesien entstand am 1. September 1848 ein erstes zusammenhängendes mitteleuropäisches Netz, das im Westen bis zum rechtsrheinischen Deutz, im Norden bis nach Harburg, im Osten bis nach Warschau und Krakau und im Süden bis nach Gloggnitz am Nordfuß des Semmering-Passes reichte. Zu den nördlicheren Bahnen klafften noch kleine Lücken in Berlin und Hamburg.
Im Folgejahr 1849 entstand mit der Bahnstrecke Halle–Bebra der Thüringischen Eisenbahn und der kurhessischen Friedrich-Wilhelms-Nordbahn eine Verbindung von Berlin über Halle (Saale)/Gerstungen bis nach Kassel. In Preußen, Österreich und anderen Ländern war die Verpflichtung von Arbeitskräften zum Eisenbahnbau nach 1848 auch ein Mittel der Obrigkeiten, um „Unruhestifter“ fern der Metropolen beschäftigt zu halten.
Die Anbindung der süddeutschen Länder Baden und Bayern brauchte etwas länger. Die Verbindung von Berlin nach Frankfurt am Main über Kassel stellte die Main-Weser-Bahn 1852 her, von wo die Bahnstrecke Frankfurt am Main–Heidelberg der Main-Neckar-Eisenbahngesellschaft bereits weiter nach Süden führte und wiederum an die Großherzoglich Badischen Staatseisenbahnen anschloss. Die Badische Hauptbahn von Mannheim nach Basel und weiter bis Konstanz ging in mehreren Etappen zwischen 1840 und 1861 in Betrieb. Die Verbindung Berlin – München wurde über die sächsisch-bayerische Bahnstrecke Leipzig–Hof (1842–1851) und die bayerische Ludwig-Süd-Nord-Bahn (1844–1849) fertiggestellt.

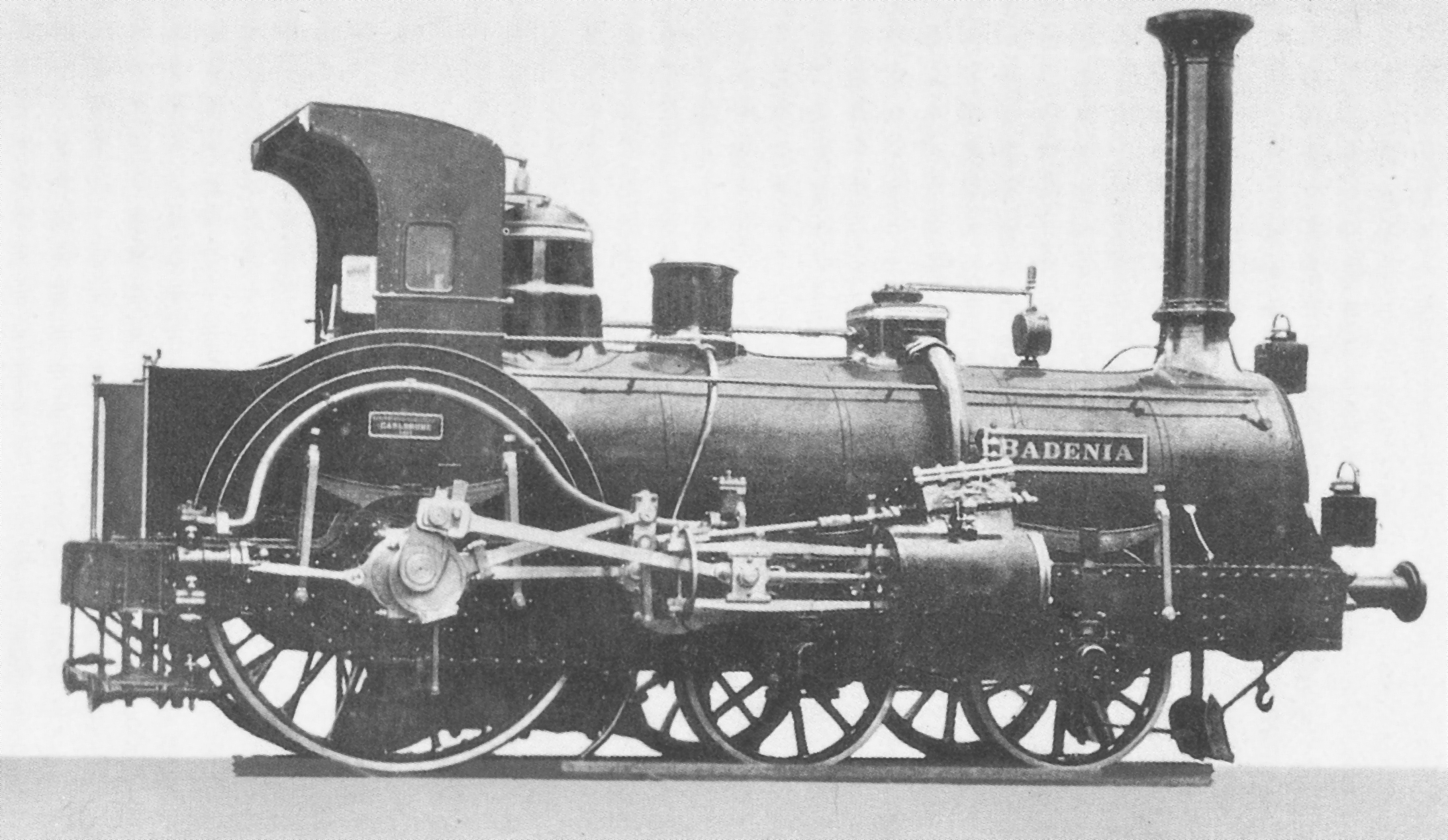
Badische Reihe IX, gebaut 1854–1863

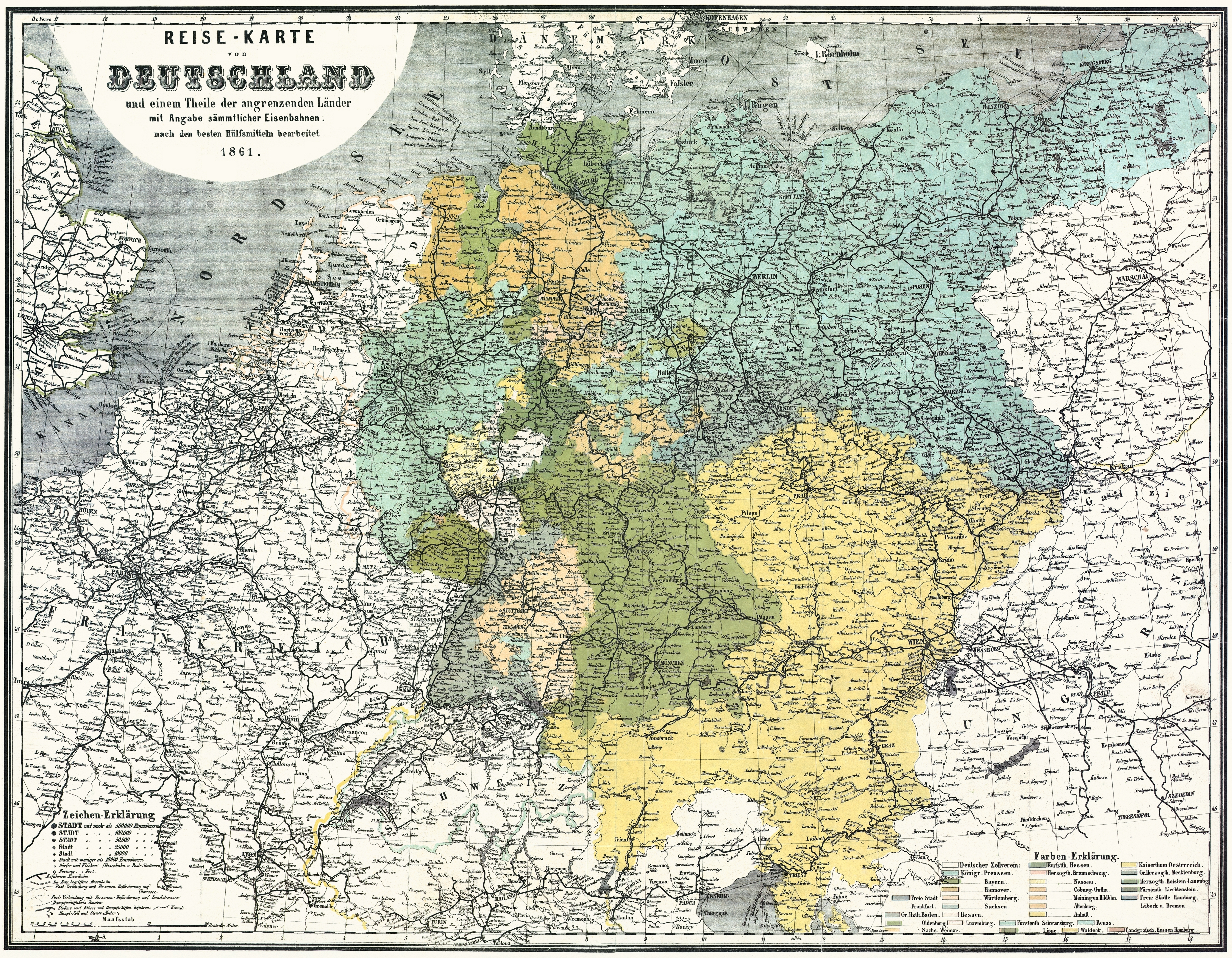
Streckennetz 1861

Nach Übernahme der um die Jahreswende 1855/56 eröffneten Köln-Krefelder Eisenbahn begann die für die Strecke nach Belgien gegründete Rheinische Eisenbahn-Gesellschaft, von Köln aus eine Strecke am linken Rheinufer flussaufwärts zu bauen, die ab 1. Januar 1857 bis Rolandseck befahren wurde, 1859 bis Bingerbrück, heute Bingen Hauptbahnhof, wohin im selben Jahr auch die Stammstrecke der Hessischen Ludwigsbahn verlängert wurde, die seit 1853 Mainz mit Ludwigshafen verband.
Mit der Eröffnung der Kölner Dombrücke am 3. Oktober 1859 wurde das westeuropäische Bahnnetz, bestehend aus dem französischen und dem belgischen Netz und linksrheinischen deutschen Strecken, mit dem mitteleuropäischen Netz vereinigt, das inzwischen bis Flensburg, bis Königsberg (Preußen) (heute Kaliningrad), bis Rzeszów in Galizien, in Ungarn bis über die Theiß und bis nach Triest am Mittelmeer reichte.
1860 wurde die Preußische Ostbahn bis an die russische Grenze hinter Eydtkuhnen (heute Tschernyschewskoje) verlängert. Mit der Eröffnung der Zweigstrecke Wilna (lit.:Vilnius)–Kaunas–Wirballen (russ. Вержболово und poln. Wierzbałowo, lit.: Virbalis) der Petersburg-Warschauer Eisenbahn zu diesem Grenzübergang bei Kybartai entstand die erste Verknüpfung von europäischem Normalspur- und russischem Breitspurnetz.

### Das Streben nach der Staatsbahn
Das Schienennetz im deutschen Reich wuchs rasant an. Bereits in den Jahren 1849/50 existierten schon rund 6.000 Kilometer Schienen auf deutschem Staatsgebiet. Die neue Technologie sorgte für den Beginn der Industrialisierung in Deutschland, und auch ein großes Jobangebot wurde zur Verfügung gestellt. Allein am Streckenbau waren mehrere 100.000 Arbeiter beschäftigt. Der Bau der Eisenbahn ging Hand in Hand mit der industriellen Revolution in Deutschland; in der Nähe von Bahnstrecken siedelten sich immer mehr Industriebetriebe an. 1842 ermöglichte das Streckennetz noch relativ wenige längere Fahrten, immerhin waren Reisen bspw. von Dresden über Leipzig nach Berlin oder nach Magdeburg bereits möglich.
1870, im Jahr vor der Reichsgründung, gab es bereits 18.480 Kilometer Eisenbahnstrecken.
1890 hatte das deutsche Schienennetz eine Streckenlänge von 41.880 Kilometern. Unabhängig von der Schifffahrt (deren Verkehrswege im Winter teils zufroren) konnte die Eisenbahn Massengüter und Stückgut in alle Teile des Landes liefern. Neue Verkehrsachsen, vor allem von Ost nach West, entstanden.
Industrie und Eisenbahn beschleunigten gegenseitig ihr Wachstum; beide waren auf Kohle und Stahl angewiesen. Auch die Eisenbahn war von der Industrie abhängig und prägte die Wirtschaft der damaligen Zeit, weil Fabriken Lokomotiven, Waggons, Schienen und Schwellen herstellten. Die deutschen Werke produzierten jährlich hunderte Lokomotiven. Bis 1855 wurde auch der Nachbau der Loks aus dem Ausland durch eigene Dampflok-Typen verdrängt. Borsig hatte damals bereits über 4.000 Dampflokomotiven geliefert. Auch wollte man neuere, größere und stärkere Maschinen bauen. Die neuen Loktypen besaßen gegenüber den ersten Loks das zwanzigfache Gewicht und die Leistung/Zugkraft stieg auf das Zweihundertfache an. Auch Exporte ins Ausland begannen. Bis zum Ersten Weltkrieg waren die deutschen Lokomotivwerke die größten Lokexporteure der Welt. Ab 1860 konnte die Kohle aus Schlesien auch die Kohle aus Großbritannien ersetzen. Ende des 19. Jahrhunderts verbrauchten die 20.000 in Deutschland verkehrenden Dampflokomotiven täglich rund 100.000 Tonnen Steinkohle. Neben der Schwerindustrie war die Eisenbahn der größte Kohlekonsument. Die Eisenbahn wurde zum größten Wirtschaftsunternehmen in Deutschland. Im Deutsch-Französischen Krieg war die Eisenbahn Preußens entscheidend für den Verlauf, weil sie den schnellen Aufmarsch der preußischen Truppen und ihrer Verbündeten ermöglichte. In nur zwei Wochen fuhren mit 1.200 Zügen 350.000 Soldaten und 87.000 Pferde an die Front. Sieben Monate später, nach der Schlacht bei Le Mans, kapitulierte Frankreich.
Zwischen 1870 und 1880 wuchs das deutsche Streckennetz im Schnitt um über 1500 Kilometer pro Jahr; die Eisenbahn war ein wichtiger Kunde der Stahlindustrie. Führender Finanzmagnat dieser Zeit war Bethel Henry Strousberg, der Besitzer von Fabriken in ganz Deutschland war und mehr als 100.000 Arbeiter beschäftigte. Er ließ Eisenbahnstrecken bauen und stellte auch Lokomotiven, Waggons, Schienen und Schwellen her. Sein Finanzimperium brach im Börsenkrach 1873 (Gründerkrach) zusammen. Aber auch die großen Eisenbahn-Gesellschaften erzielten Millionen-Gewinne.
Aufgrund der militärisch und politisch wachsenden Bedeutung der Eisenbahn für den Staat verfolgte Reichskanzler Otto von Bismarck nach der Reichsgründung das Ziel der Schaffung einer Staatsbahn für das gesamte Reich. Der Gründerkrach von 1873 beförderte diese Pläne zusätzlich. Ende der 1860er Jahre hatten die Privatbahnen einen Anteil von 66,6 % am Streckennetz, wenn auch einige, wie die Bergisch-Märkische Eisenbahn-Gesellschaft, bereits seit Längerem vom preußischen Staat betrieben wurden. 1873 veranlasste Bismarck als ersten Schritt die Gründung des Reichseisenbahnamtes. Albert von Maybach, dessen Leiter ab 1874 verfolgte aktiv das Ziel einer reichsweiten Staatsbahn. Die Bundesstaaten, die teils bereits eigene Staatsbahnen besaßen, lehnten Bismarcks Pläne jedoch vehement ab und letztlich musste er 1877 diese Pläne vorläufig ad acta legen. Preußen verfolgte daraufhin eine forcierte Verstaatlichung der großen Privatbahnen und ihre Überführung in die Preußischen Staatseisenbahnen. Staatsbahnen existierten im neuen Kaiserreich außer in Preußen schließlich in Baden, Bayern, Mecklenburg-Schwerin, Oldenburg, Sachsen und Württemberg.
Das Hauptstreckennetz war um 1885 weitgehend fertiggestellt, in dieser Zeit setzte in großem Umfang der Bau von Nebenbahnen ein. Hatte der Anteil der Nebenbahnen am Gesamtnetz um 1880 etwa 10 % ausgemacht, so wuchs dieser bis 1918 auf knapp 45 %. Hunderte Nebenbahnen verdichteten schließlich Anfang des 20. Jahrhunderts das Staatsbahnnetz. Auf den Neben- und Lokalbahnen betrug die Höchstgeschwindigkeit zwar oft nur 30 km/h. Doch sie erschlossen Märkte für Güter, Rohstoffe und Arbeitskräfte. Die ab 1892 auf den Hauptstrecken eingesetzten Durchgangszüge (D) erreichten immerhin bis zu 100 km/h Höchstgeschwindigkeit. Die Modernisierung und Erweiterung der großen Eisenbahnknoten kostete allerdings um die Jahrhundertwende mehr als 2 Mrd. Goldmark. In Großstädten entstanden Großbahnhöfe mit modernen Glas- und Stahlkonstruktionen. Die wichtigen Fernstrecken des Reiches trafen in der Eisenbahnmetropole Berlin aufeinander, die das politische und wirtschaftliche Zentrum des deutschen Kaiserreiches darstellt. Alleine die preußische Staatsbahn erwirtschaftet jährlich mehrere 100 Mio. Mark. 1918 betrug die Streckenlänge des deutschen Schienennetzes 60.620 Kilometer. Die Eisenbahn beschäftigte 780.000 Menschen, 1,5 Mrd. Fahrgäste wurden jährlich befördert. Auch im Ersten Weltkrieg war die Eisenbahn unverzichtbar.

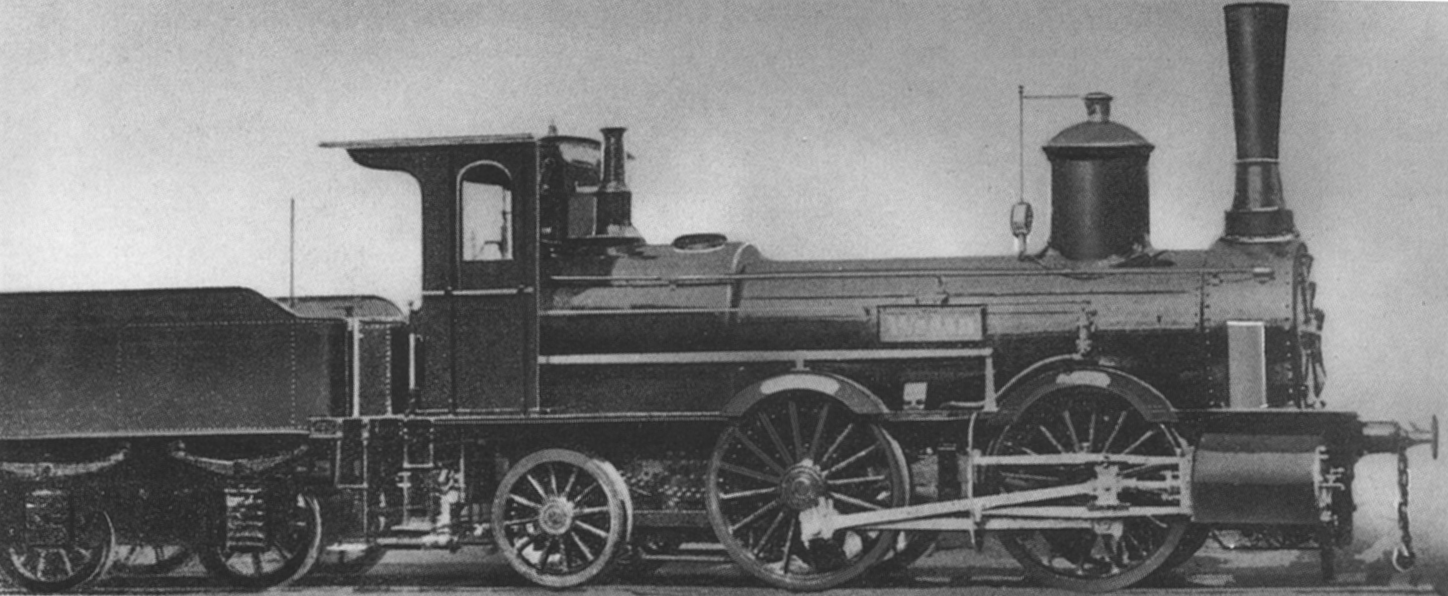
Lokomotive der privaten Mecklenburgischen Eisenbahn, gebaut 1866

Die obrigkeitlichen Organe der deutschen Staaten standen dem neu aufkommenden Eisenbahnwesen mit unterschiedlicher Haltung gegenüber. Teils wurde die Initiative den Unternehmern überlassen, teils wurde versucht, eine staatlich getragene Eisenbahn zu fördern, dies am ausgeprägtesten in den süddeutschen Monarchien Baden, Bayern und Württemberg. Preußen setzte dagegen zunächst auf private Bahnen, übernahm aber später einige in wirtschaftliche Schwierigkeiten geratene Bahnen in staatliche Verwaltung, so etwa die Bergisch-Märkische Eisenbahn-Gesellschaft.

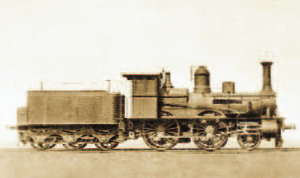
Lokomotive der Berlin-Hamburger Eisenbahn, 1873 von Borsig ausgeliefert

Nach der Reichseinigung 1871 wandelte sich die Einstellung in Preußen; vor allem Otto von Bismarck betrieb die Entwicklung hin zum Staatsbahnsystem. Der Eisenbahn wurde eine große militärstrategische Bedeutung zugeschrieben. Mit zahlreichen Maßnahmen wurde versucht, eine gemeinsame deutsche Staatseisenbahn zu schaffen. Letztlich wurde dies erst in der Zwischenkriegszeit (1918–1939) erreicht: gemäß Weimarer Verfassung wurde die Deutsche Reichsbahn gegründet. Im Einzelnen gab es folgende frühe und bedeutende Ansätze zur Schaffung von „Staatsbahnen“:
- In Baden wurde am 29. März 1838 das „Gesetz über die Erbauung einer Eisenbahn von Mannheim bis zur Schweizer Grenze bei Basel“ erlassen und am 2. April 1838 verkündet. Dem folgten mehrere Einzelgesetze, die die Finanzierung, „Zwangsabtretungen“, die Errichtung einer Eisenbahndirektion sowie Betriebsregelungen betrafen.
- In Württemberg verkündete König Wilhelm I. am 18. April 1843 das „Gesetz, betreffend den Bau von Eisenbahnen“, dem zufolge Eisenbahnen „in die Verwaltung des Staates übernommen oder auf Kosten des Staates gebaut werden“ sollen. Neben den staatlichen Bahnen sollte der Bau weiterer Nebenbahnen den Privatunternehmen überlassen bleiben. In Württemberg entstanden vergleichsweise wenige Privatbahnen.

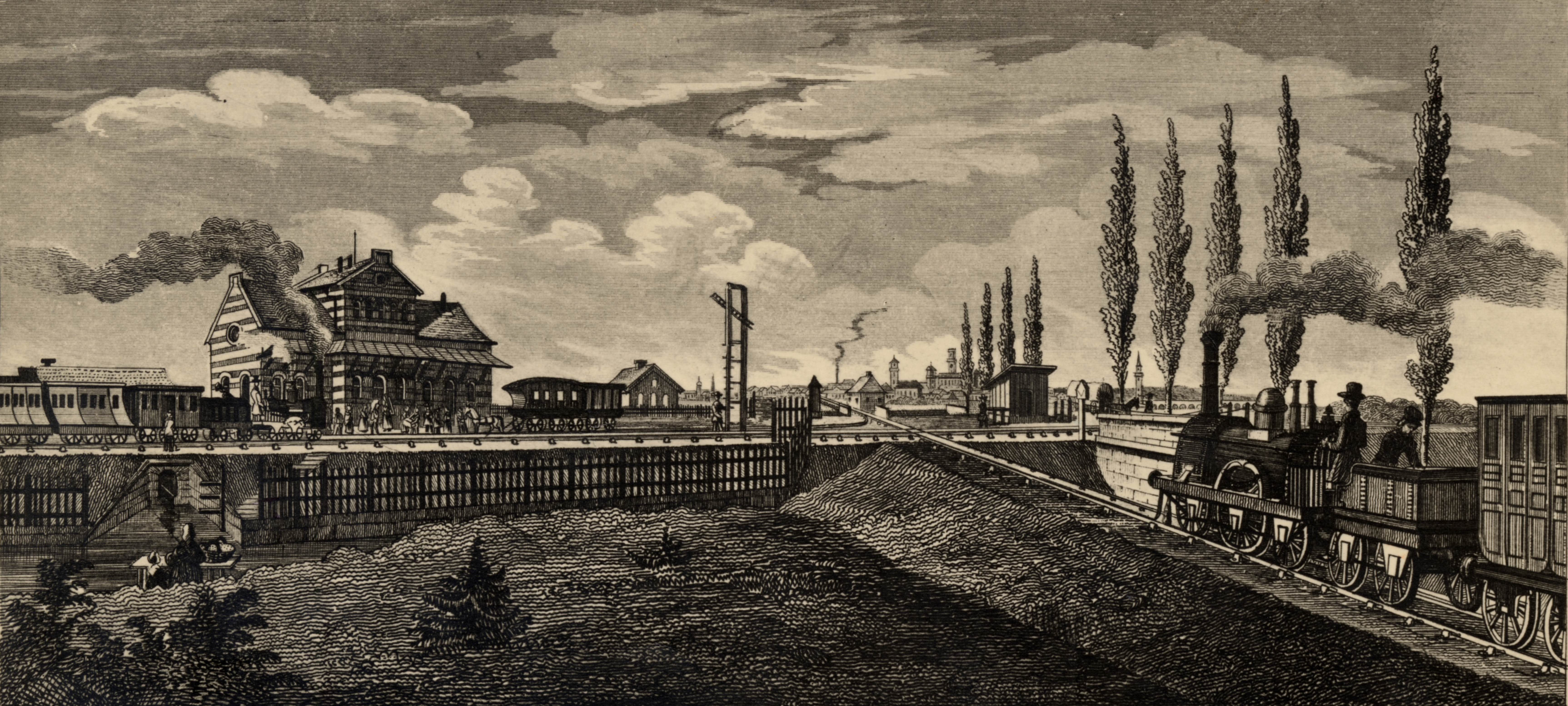
Die Fürther Kreuzung war 1845 die erste Umsteigestation zwischen zwei Eisenbahnlinien in Deutschland (zwischen Ludwig-Süd-Nord-Bahn und Ludwigseisenbahn)

- In Bayern startete die private München-Augsburger Eisenbahn-Gesellschaft mit dem Bahnbau 1839 und eröffnete am 4. Oktober 1840 ihre Strecke zwischen München und Augsburg. Mit ihrer Verstaatlichung begann 1844 die bayerische Staatsbahnzeit. Die Königlich Bayerische Staats-Eisenbahnen bauten von 1844 bis 1853 zunächst die Ludwig-Süd-Nord-Bahn mit 548 Kilometer Länge zwischen Hof und Lindau.
- Die Frankfurter Nationalversammlung beriet 1848/1849 über die Verfassung eines deutschen Reichs als Bundesstaat (Paulskirchenverfassung). Hierbei wurde erwogen, die Eisenbahnen zu verstaatlichen und von der Reichsregierung verwalten zu lassen, um die „Reichsgewalt“ zu stärken. Neben der Besorgnis zu weitgehender Eingriffe wurde dann aber bezweifelt, dass eine zwangsläufig weitverzweigte Bundesbehörde effektiver sein würde als die bisherigen Staatsverwaltungen. Das Ergebnis war der § 28 der Paulskirchenverfassung, womit der Reichsgewalt die Oberaufsicht und das Recht der Gesetzgebung über die Eisenbahnen und deren „Betrieb, soweit es der Schutz des Reiches oder das Interesse des allgemeinen Verkehrs erheischt“, zuerkannt wurde. Die Verfassung trat nie in Kraft; der Partikularismus und das Nebeneinander von Privat- und Staatsbahnen in Eisenbahnwesen Deutschlands gingen weiter.
- Preußen strebte zu Beginn der Eisenbahnära ebenfalls nach einer Eisenbahn in staatlicher Hand, war jedoch durch die verfassungsrechtliche Lage daran gehindert, dies durchzuführen. Für die Aufnahme von Krediten in entsprechendem Umfang zur Finanzierung einer Eisenbahn war die Zustimmung einer „reichsständischen Versammlung“ erforderlich, die jedoch nicht existierte. Die „Provinziallandtage“ lehnten es ab, an die Stelle der reichsständischen Versammlung zu treten. Das preußische Gesetz über die Eisenbahnunternehmungen (prEG) vom 3. November 1838 beschränkte sich daher weitgehend auf aufsichtsrechtliche Bestimmungen, bezüglich der Konzession, Hoheitsrechte und Bahnpolizei etc., behielt jedoch dem Handelsministerium vor, die Zustimmung zu erteilen. Dieses Gesetz führte nicht dazu, dass Privatbahnen im erwünschten Umfang gebaut wurden. Vor allem für die dünn besiedelten Bereiche im Osten Preußens fanden sich keine privaten Bahngesellschaften.

Ein erneuter Versuch 1847, die Provinzialversammlungen zur Zustimmung für die Kapitalaufnahme für den Bau der Preußischen Ostbahn zu bewegen scheiterte, wobei der Landtag grundsätzlich den Bahnbau auf Staatskosten befürwortete. Am 1. April 1847 übernahm das Königreich Sachsen die in finanzielle Schwierigkeiten geratene private Sächsisch-Bayerische Eisenbahn-Compagnie und betrieb sie wie weitere später aufgekaufte Bahngesellschaften fortan als sächsische Staatseisenbahn.
Nach dem Scheitern der 1848er-Bewegung wurde in Preußen der Bankier August Freiherr von der Heydt zum Handelsminister und damit zum Verantwortlichen für die Eisenbahnen berufen. Von der Heydt war ein Anhänger des Staatsbahngedankens und trieb die Verstaatlichung voran. Er veranlasste zunächst, dass die Preußische Ostbahn und weitere Strecken auf Staatskosten gebaut und betrieben wurden. Dann brachte von der Heydt ein Ausführungsgesetz durch das Parlament, in dem die Zweckbindung des § 38 des prEG neu festgelegt wurde. Die Bestimmung des § 38 sah für die privaten Eisenbahnen eine Abgabe vor, die zur Entschädigung der Postverwaltung für das Verdrängen der Postkutschen durch die Eisenbahn dienen sollte. Nach von der Heydts Neufassung sollte damit nunmehr ein Fonds geschaffen werden, der zum Aufkauf eben der Privatbahnen durch den preußischen Staat dienen sollte. Nach heftigen Protesten der Eisenbahnunternehmer wurde diese Bestimmung ganz aufgehoben und die Abgabe in eine allgemeine Steuer umgewandelt. Daneben wurde der § 48 des prEG genutzt, um Privatbahnen aufzukaufen, die in finanzielle Schwierigkeiten geraten waren. Ende der 1850er Jahre setzten sich in Preußen liberale Ansichten durch, die unter anderem auch den Rückzug des Staates aus dem Eisenbahnwesen forderten und das freie Unternehmertum für den Bahnbau forderten. Nach der Entlassung von der Heydts 1869 wurde Graf Heinrich Friedrich von Itzenplitz dessen Nachfolger. Dieser war ein Anhänger des Privatbahngedankens und förderte in seiner Stellung zahlreiche Neugründungen.
Die Bemühungen um eine Staatsbahn in Preußen wurden damals nicht weiter verfolgt, um nach dem von Bismarck beigelegten Verfassungskonflikt um die Militärreform keinen neuen Streitpunkt entstehen zu lassen, wie es die Staatsausgaben für den Eisenbahnbau gewesen wären. Zudem wurden 1866 das Königreich Hannover und mehrere hessische Gebiete annektiert, in denen sich eigene Eisenbahnstrecken befanden, die das preußische Eisenbahnnetz um 1200 Kilometer verlängerten, wodurch die Staatsbahnverwaltung mit der Integration dieser Strecken ausgelastet war.

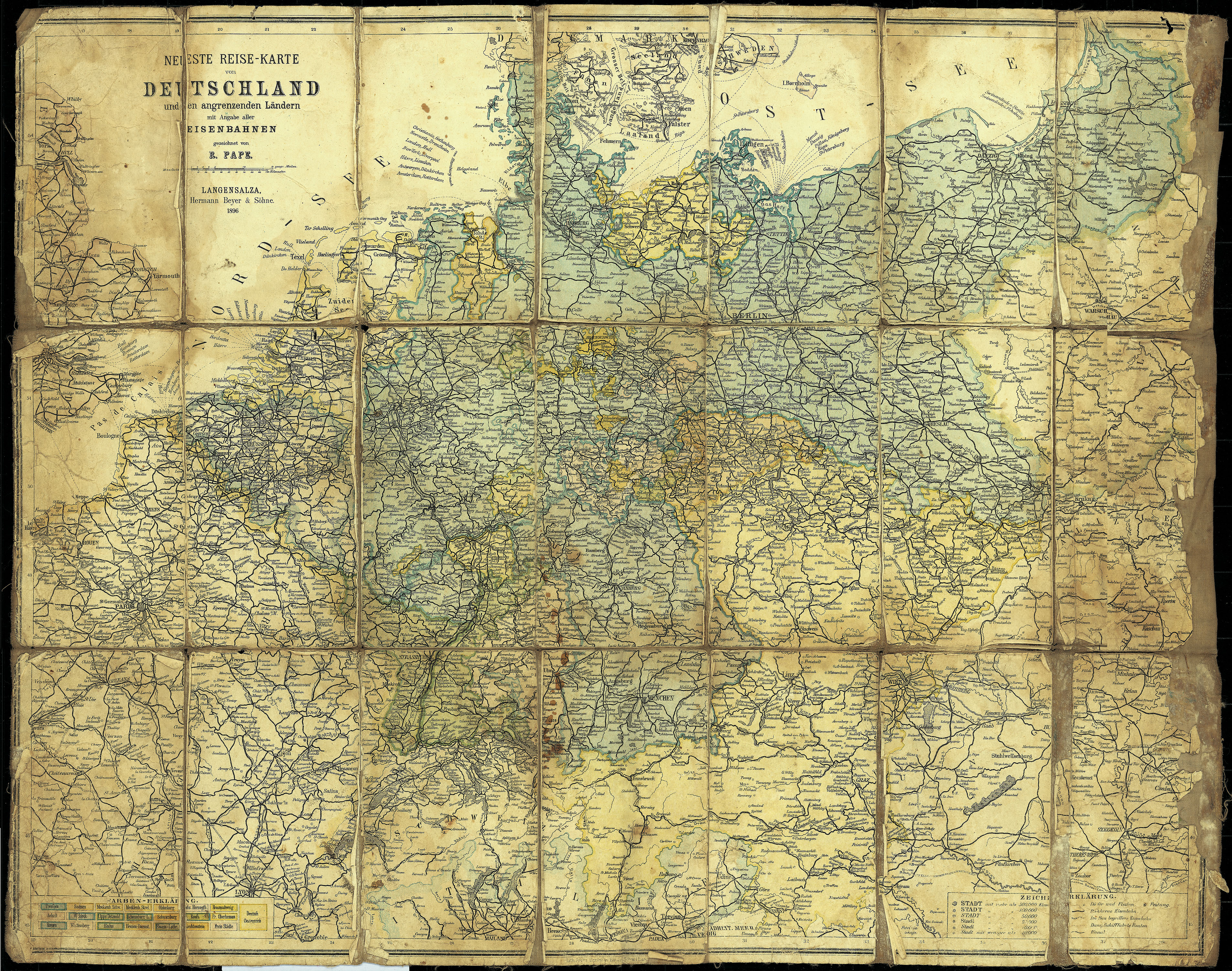
Der Ausbauzustand des deutschen Streckennetzes im Jahr 1896. Zeitgenössische Originalkarte

Bis zur Reichsgründung 1871 entstanden folgende Staatsbahnen:
- Preußische Staatseisenbahnen mit jeweils weitgehend selbständigen Länder-Eisenbahndirektionen
- Badische Staatsbahn (1840–1920, ab 1872 Großherzoglich Badische Staatseisenbahnen (G.Bad.St.E.))
- Königlich Bayerische Staats-Eisenbahnen (K.Bay.Sts.B.)
- Königlich Sächsische Staatseisenbahnen (K.Sächs.Sts.E.B.)
- Königlich Württembergische Staats-Eisenbahnen (K.W.St.E.)
- Großherzoglich Mecklenburgische Friedrich-Franz-Eisenbahn (M.F.F.E)
- Großherzoglich Oldenburgische Staatseisenbahnen (G.O.E., 1867–1920)
- Königlich Hannöversche Staatseisenbahnen (ab 1866 Teil der Preußischen Staatseisenbahnen)
- Herzoglich Braunschweigische Staatseisenbahn (ab 1870 Teil der Preußischen Staatseisenbahnen)
- Nassauische Staatsbahn (ab 1866 Teil der Preußischen Staatseisenbahnen)
- Anhaltische Leopoldsbahn (ab 1882 Teil der Preußischen Staatseisenbahnen)
- Bebra-Hanauer Eisenbahn (Kurhessische Staatsbahn) (ab 1866 Teil der Preußischen Staatseisenbahnen)

### Eisenbahnhoheit
Die Eisenbahnhoheit, also das Recht des Staates, Konzessionen für Bau und Betrieb von Eisenbahnen zu vergeben und den Betrieb zu überwachen, besteht unabhängig davon, wer Eigentümer der jeweiligen Strecke ist und wer den Betrieb durchführt.
Der 1867 gegründete Norddeutsche Bund überließ den Einzelstaaten die Eisenbahnhoheit.
Der bayerische Ministerpräsident Chlodwig zu Hohenlohe-Schillingsfürst schlug 1869 in Anlehnung an den Deutschen Zollverein die Bildung eines deutschen Eisenbahnvereins vor, mit dem sich die beteiligten Staatsbahnen auf eine gemeinsame Betriebsordnung und einheitliche Tarife einigen sollten. Der Vorschlag fand keine Mehrheit.
Nach der Reichsgründung 1871 beließ die Bismarcksche Reichsverfassung den Bundesstaaten weitgehend die Hoheitsrechte über die Eisenbahn. Artikel 43 ermöglichte es dem Reich, die Betriebssicherheit einzelner Bahnen zu beaufsichtigen; Art. 45 ermöglichte die Kontrolle des Tarifwesens.
Art. 42 besagte: „Die Bundesregierungen verpflichten sich, die deutschen Eisenbahnen im Interesse des allgemeinen Verkehrs wie ein einheitliches Netz zu verwalten und zu diesem Behuf auch die neu herzustellenden Bahnen nach einheitlichen Normen anlegen und ausrüsten zu lassen.“ Statt also dem Reich diese Regulierungsaufgabe zu überlassen, wurde mit dieser Formulierung herausgehoben, dass die Befugnisse bezüglich der Eisenbahn weiterhin den einzelnen Ländern zustanden. Er wurde deshalb auch ein „Eisenbahn-Notgesetz“ genannt.
Die auf den Wiener Börsenkrach 1873 folgende internationale Depression erschwerte die bis dahin verbreitete Finanzierung der Privatbahnen mit ausländischem Kapital. Die Gesellschaften waren durch die Investitionen in Bahnstrecken und Rollmaterial hoch verschuldet und durch die Wirtschaftskrise von der Finanzierung an der Börse abgeschnitten. Zugleich wuchs das Interesse der Länder an einer engeren Koordination der Eisenbahnen.
In den 1870er Jahren wurde das vielfältige Nebeneinander privater und staatlicher Bahnen ein immer gravierenderes Problem; unterschiedliche Tarife behinderten die Abwicklung überregionaler Transporte erheblich. Öffentlich wurde immer häufiger eine Vereinheitlichung eingefordert.

Albert Maybach wurde 1873 der erste Leiter des neuen Reichseisenbahnamtes.

Um die Verfassung umzusetzen und dem Reich zumindest teilweise die Eisenbahnaufsicht zu ermöglichen, regte Otto von Bismarck 1873 die Schaffung einer Reichseisenbahnbehörde an. Gegen den Widerstand einiger Länder brachten 130 Abgeordnete einen überparteilichen Gesetzesentwurf zur Einrichtung eines „Reichseisenbahnamtes“ (REA) ein. Dieser Entwurf passierte trotz der Widerstände der Länder Reichstag und Bundesrat. Am 16. September 1873 nahm das Amt in Berlin unter der Leitung von Albert Maybach seine Arbeit auf. Es sollte die dem Reich zustehende Aufsicht über das Eisenbahnwesen wahrnehmen, die in der Reichsverfassung sowie der sonstigen auf das Eisenbahnwesen bezüglichen Gesetze enthaltenen Bestimmungen ausführen und Mängel und Missstände beheben.
Bismarcks Hoffnungen auf die Effizienz dieser Behörde erfüllte sich jedoch nicht, da der § 4 des Gesetzes bestimmte, dass das REA seine Tätigkeit im Rahmen der Verfassung auszuüben hatte, die aber wiederum den Ländern weitgehend die Befugnisse über ihre Bahnen zugestand. Um dem abzuhelfen, sollte ein Ausführungsgesetz geschaffen werden, das die Aufsichtsbefugnisse des Reiches über die Bahnen näher regelte.
Im April 1875 wurde dem Reichstag ein Gesetzesentwurf des REA vorgelegt, der dem Reich im Wesentlichen eine uneingeschränkte Aufsicht über die Eisenbahnen zugestand.
Er wurde jedoch von den Länder-Vertretern abgelehnt. Ein eher taktisch zu verstehender preußischer Vorstoß, seine Staatsbahnen an das Reich abzugeben, fand Mitte der 1870er Jahre keine Zustimmung der übrigen Länder.

### Länderbahnzeit 1871 bis 1920
Da die Einführung eines Reichseisenbahngesetzes nicht erfolgversprechend war, verfolgte Bismarck nunmehr den Plan, eine großangelegte Staatsbahn aufzubauen, die durch ihre schiere Übermacht die anderen Staaten zum Einlenken zwingen sollte. Bismarck übertrug zunächst alle Eisenbahnangelegenheiten im Königreich Preußen dem neu geschaffenen Ministerium der öffentlichen Arbeiten (Gesetz vom 7. August 1878) und ernannte den vormaligen Reichseisenbahnamtsleiter Maybach, nun Preußischer Handelsminister, in Personalunion zum Minister der öffentlichen Arbeiten. Maybach schlug 1879 dem Preußischen Abgeordnetenhaus die Übernahme von vier wichtigen Bahnstrecken mit insgesamt 3.500 km Länge vor. Wegen der günstigen finanziellen Lage Preußens konnten dann innerhalb weniger Jahre die meisten Privatbahnen übernommen werden, sodass 1885 etwa 11.000 km ehemaliger Privatbahnen in preußisches Staatseigentum übergegangen waren. In diesem Rahmen waren die Eisenbahndirektionen in Preußen selbständige Betriebe mit jeweils eigenen Verwaltungen, die beispielsweise auch eigene Fahrzeuge entwickelten („Bauart Hannover“), die bei Bedarf von anderen Direktionen übernommen wurden.

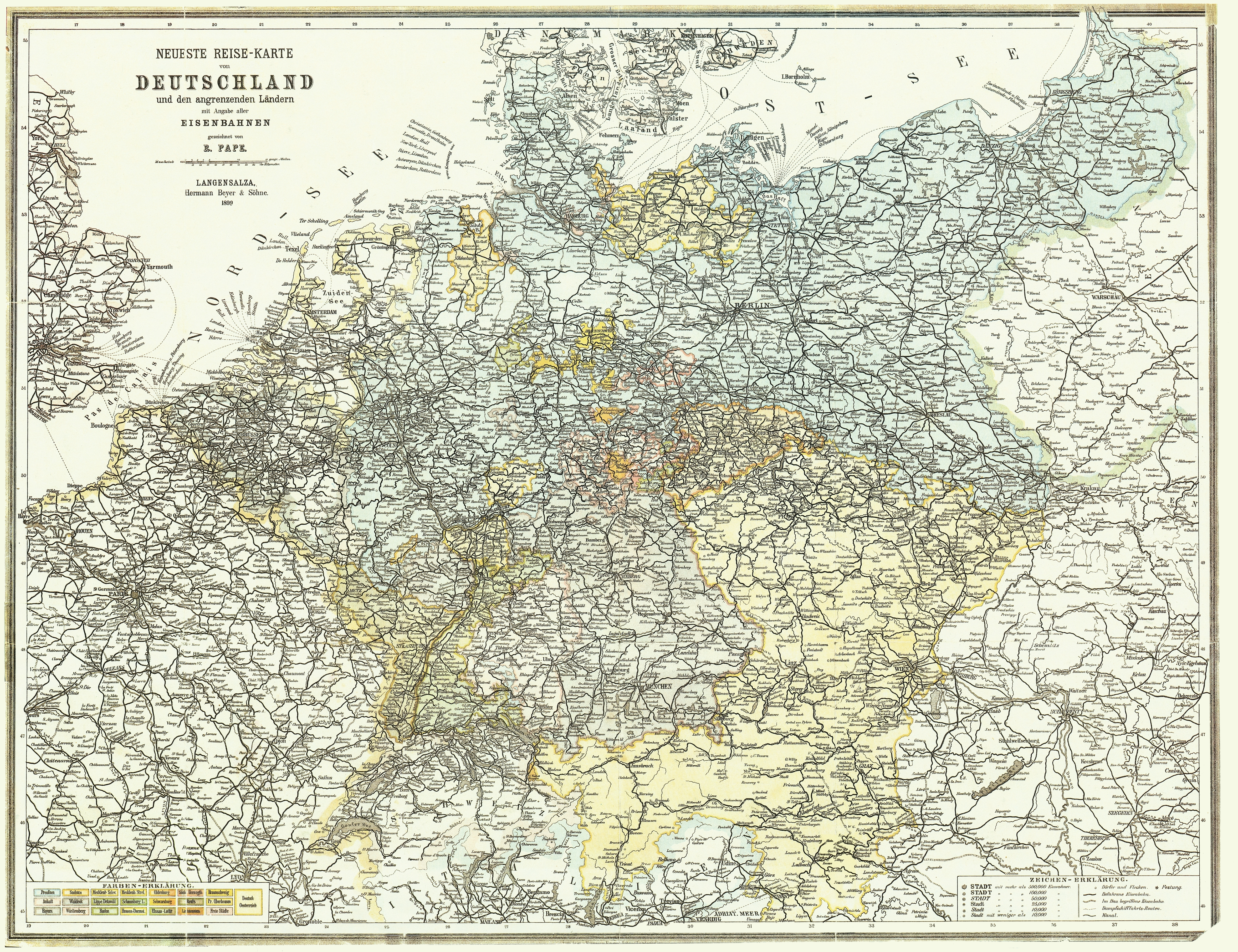
Streckennetz 1899

Obwohl nach der Reichsgründung viele vorhandene Privatbahnen nach und nach verstaatlicht wurden, vor allem in Preußen unter Paul von Breitenbach, entstanden vor allem in der Zeit nach ca. 1880 in ganz Deutschland auch zahlreiche neue Privatbahnunternehmen für den Regional- und Nahverkehr in Gebieten, die das staatliche Eisenbahnnetz nicht abdecken konnte oder wollte. Einer der Pioniere beim Bau dieser Sekundärbahnen war der Bahnunternehmer Herrmann Bachstein (1834–1908), dessen 1879 in Berlin gegründete Centralverwaltung für Secundairbahnen (CV) über 50 Bahnstrecken in ganz Deutschland baute und betrieb. 1895 gründete die CV unter anderem die Süddeutsche Eisenbahn-Gesellschaft AG. Zur 1885 gegründeten Eisenbahn-Bau- und Betriebsgesellschaft Vering & Waechter gehörten zeitweise bis zu 40 Klein- und Nebenbahnen.
Die 1887 in München gegründete Lokalbahn Aktien-Gesellschaft (LAG) war überwiegend im bayerischen Raum tätig.
Im Königreich Preußen bedurften vielfach die landwirtschaftlich strukturierten Bereiche im Norden und Osten einer weiteren Erschließung. Da sich der preußische Staat trotz der hohen Überschüsse seiner Preußischen Staats-Eisenbahnen nicht in der Lage sah, genügend Mittel für den Bau von Nebenbahnen bereitzustellen, wurde am 17. August 1892 das „Gesetz über Kleinbahnen und Privatanschlußbahnen“ erlassen, das den Bau lokaler Eisenbahnen erleichtern sollte. Es diente auch anderen Ländern als Vorbild und löste eine Welle von Bahnstrecken-Neubauten aus. Bis zum Beginn des Ersten Weltkriegs 1914 waren über 300 Eisenbahnstrecken mit einer Gesamtlänge von mehr als 10.000 km fertiggestellt.
Zum bedeutendsten privaten Neben- und Kleinbahn-Konzern in Deutschland entwickelte sich die 1892 unmittelbar nach dem Inkrafttreten des preußischen Kleinbahngesetzes gegründete Eisenbahnbau- und Betriebsunternehmung Lenz & Co., die am Bau und Betrieb von rund 100 Bahnen beteiligt war. Lenz gründete bedeutende Betriebsführungsgesellschaften, darunter 1893 die Ostdeutsche Eisenbahn-Gesellschaft in Königsberg und 1895 die Westdeutsche Eisenbahn-Gesellschaft.
Der preußische Minister für öffentliche Arbeiten, Karl von Thielen, erließ am 5. Januar 1900 neue Bestimmungen über die Dienst- und Ruhezeiten der Eisenbahnbetriebsbeamten. So sollte die Dauer der täglichen Dienstschicht des Zugbegleitpersonals und der Lokomotivführer sechzehn Stunden nicht mehr überschreiten, auch wenn längere Pausen gemacht würden.
Im Jahr 1897 bildeten die preußische Eisenbahndirektion der Provinz Hessen-Nassau und die Großherzoglich Hessischen Staatseisenbahnen eine Preußisch-Hessische Eisenbahngemeinschaft; diese erwarb im selben Jahr auch die damals größte deutsche Privatbahn, die Hessische Ludwigs-Eisenbahn-Gesellschaft. Die Länderbahnen der einzelnen Staaten blieben im Übrigen streng getrennt. An den Landesgrenzen befanden sich Grenzbahnhöfe, an denen die Lokomotiven gewechselt wurden. Preußen und Sachsen etwa kämpften gegeneinander um den Verkehr nach Bayern und Berlin; Württemberg und Bayern um die Verbindung zwischen Frankfurt und München; die Reichseisenbahnen Elsaß-Lothringen und die Großherzogliche Eisenbahn in Baden um den Nord-Süd-Verkehr zur Schweiz.

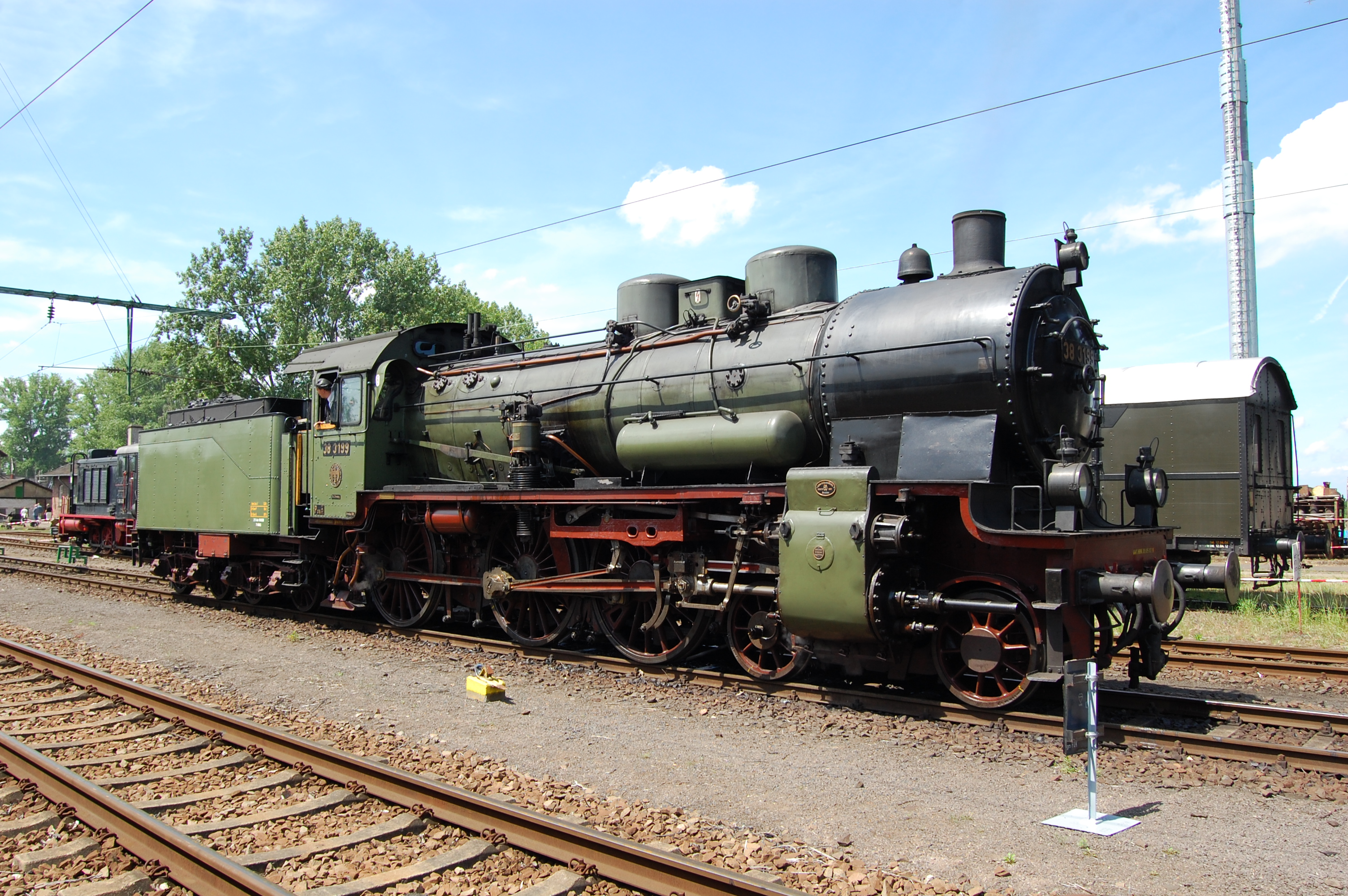
Preußische Baureihe P8, gebaut 1906–1923

Im Jahr 1912 waren nach den Angaben der Eisenbahnverwaltungen (bearbeitet im Reichs-Eisenbahn-Amt – Band XXXIII – Rechnungsjahr 1912 – Berlin 1914) folgende Ländereisenbahnen in Deutschland tätig:
| Name                                                      | Normalspur km | Schmalspur km |
| --------------------------------------------------------- | ------------- | ------------- |
| Großherzoglich Badische Staatseisenbahnen                 | 1.753,71      | 27,53         |
| Großherzoglich Mecklenburgische Friedrich-Franz-Eisenbahn | 1.093,78      |               |
| Großherzoglich Oldenburgische Staatseisenbahnen           | 651,53        |               |
| Königlich Bayerische Staatseisenbahnen                    | 8.034,35      | 115,45        |
| Königlich Sächsische Staatseisenbahnen                    | 2.814,17      | 507,75        |
| Königlich Württembergische Staats-Eisenbahnen             | 1.997,67      | 101,28        |
| Königlich Preußische Militär-Eisenbahn                    | 70,52         |               |
| Reichseisenbahnen in Elsaß-Lothringen                     | 2.021,93      | 78,10         |
| Preußisch-Hessische Eisenbahngemeinschaft                 | 38.790,44     | 239,31        |
| Staatsbahnen (Gesamtstreckenlänge: 58.297,52 km)          | 57.158,10     | 1.069,42      |

Anmerkungen zu der Liste
- Die einbezogenen Strecken lagen teilweise außerhalb der heutigen Landesgrenzen.
- Folgende zuvor eigenständige staatliche Eisenbahnen waren zu diesem Datum von Preußen durch Annexion, Aufkauf oder Vertrag übernommen:
  - die Nassauische Staatsbahn (1866, Annexion)
  - die Königlich Hannöverschen Staatseisenbahnen (1866, Annexion)
  - die Herzoglich Braunschweigische Staatseisenbahn (1886, Aufkauf)
- Folgende zuvor eigenständige staatliche Eisenbahnen waren in der Preußisch-Hessischen Eisenbahngemeinschaft (faktisch die Eisenbahndirektion Mainz) aufgegangen:
  - die Großherzoglich Hessischen Staatseisenbahnen (1896 durch Staatsvertrag) und
  - der nördlich der badischen Staatsgrenze gelegene Teil der Strecken der kondominalen Main-Neckar-Eisenbahn-Gesellschaft, so vor allem die Bahnstrecke Frankfurt am Main–Heidelberg 1902, ebenfalls durch Staatsvertrag.

Für den 31. Dezember 1913 wird die Länge des gesamten Eisenbahnnetzes von Deutschland mit 63.377 km angegeben.
Die Folgen der Verstaatlichung
Durch die Verstaatlichung wurde auch das Umfeld der Bahnen verändert. Legten bisher die einzelnen Gesellschaften größten Wert darauf, die Gleise anderer Gesellschaften möglichst durch Brücken oder mit Unterführungen zu kreuzen, um keine Trassengebühren an die Konkurrenz zahlen zu müssen, so waren diese Überlegungen jetzt überholt. Der Eisenbahnbetrieb konnte infolgedessen rationalisiert werden.
In jener Zeit erfuhren die Dampflokomotiven zahlreiche technische Verbesserungen. Die Zahl der angetriebenen Achsen wurde erhöht und der Wirkungsgrad der Dampfmaschine durch die Einführung der Heißdampftechnik verbessert. Dadurch stieg die Höchstgeschwindigkeit von Schnellzügen von 90 km/h bis auf 120 km/h.
Durch den Wirtschaftsaufschwung und mit steigender Bevölkerungszahl setzte um die Jahrhundertwende ein starkes Städtewachstum ein, das eine wesentlich stärkere Nutzung der Stadt- und Vorortbahnen zur Folge hatte. Allein Berlin verzeichnete täglich eine Million Fahrgäste. (→ Geschichte der Berliner S-Bahn)

### Deutsche Eisenbahn im Ersten Weltkrieg
Im Jahr 1914, vor Beginn des Ersten Weltkrieges, waren die Bahnstrecken im Deutschen Kaiserreich über 64.000 Kilometer lang. Mit Kriegsbeginn im August 1914 trat der Militärfahrplan inkraft, für etwa einen Monat wurde der zivile Verkehr weitgehend eingestellt, um die Truppen an die Front zu befördern. Ab 1916 setzte die Oberste Heeresleitung unter Erich Ludendorff durch, dass die gesamte Industrie in den Dienst des Krieges gestellt wurde (Kriegswirtschaft).
Die Rüstungsproduktion (und damit auch die erforderlichen Eisenbahntransporte) verdoppelte oder verdreifachte sich. Wegen der zu geringen Anzahl an Waggons und Lokomotiven konnte die Eisenbahn die zusätzlichen Transportaufgaben kaum bewältigen. Auch die ab 1917 als „Einheitstype“ von mehreren deutschen Bahnverwaltungen beschafften Lokomotiven der preußischen Gattung G 12 brachten keine ausreichende Abhilfe. Die zahlreichen Versuche, den Grabenkrieg durch massive lokale Vorstöße wieder in einen Bewegungskrieg zu verwandeln, scheitern nicht zuletzt daran, dass es wegen der zerstörten Bahnstrecken im Frontbereich nicht möglich war, schnell genug Nachschub zu den neuen Frontabschnitten zu bringen.
Im Sommer 1918 scheiterte das deutsche Heer zum letzten Mal in der Zweiten Schlacht an der Marne; danach gab es nur noch Rückzugsgefechte. Nach dem Waffenstillstand von Compiègne (11. November 1918) transportierten die deutschen Eisenbahnen Millionen deutsche Soldaten nach Hause. Die Niederlage Deutschlands im November 1918 und das Exil von Kaiser Wilhelm II. markierten auch das Ende der Länderbahnen.
Nach dem Krieg wuchs die Anzahl der beschäftigten Eisenbahner durch von der Front zurückgekehrte Eisenbahner sowie aus den von Deutschland abgetrennten Gebieten stammende Eisenbahner von 700.000 auf mehr als 1 Mio. Männer. Durch den Versailler Vertrags verlor Deutschland in den abzutretenden Gebieten Bahnstrecken von 11.000 Kilometer Länge.
Zuvor hatten die deutschen Eisenbahnen an die Alliierten als Teil der Waffenstillstandsbedingungen bis Mai 1919 rund 5.000 Loks, 20.000 Personen- und 280.000 Güterwagen abgeben müssen.

### Deutsche Reichsbahn 1920 bis 1945
Um die Reparationsabgaben auszugleichen, bestellt die Deutsche Reichsbahn für eine Summe von 500 Mio. Mark mehr als tausend neue Lokomotiven und mehrere 10.000 Waggons bei der Industrie, was infolge der beginnenden Inflation jedoch möglich ist. Folglich gibt es eine Modernisierung des Fahrzeugsparks.

#### Die Weimarer Verfassung und die Deutsche Reichsbahn
Die Notwendigkeit einer Zusammenlegung der Eisenbahnverwaltungen trat während des Ersten Weltkriegs offen zutage. Die Verfassung des Deutschen Reiches von 1919 bestimmte, dass die dem Allgemeinen Verkehr dienenden Eisenbahnen in das Eigentum des Reiches zu übernehmen und als einheitliche Verkehrsgesellschaft zu verwalten seien. Gleichermaßen wurde der Übergang aller Eisenbahnhoheitsrechte sowie die damit verbundene Enteignung geregelt. Durch den Staatsvertrag vom 30. April 1920 zwischen dem Reich und den Ländern Baden, Bayern, Hessen, Mecklenburg, Oldenburg, Preußen, Sachsen und Württemberg wurden die Staatseisenbahnen rückwirkend zum 1. April 1920 auf das Reich übertragen. Zum 1. April 1920 besaß das Deutsche Reich ein Schienennetz mit 53.559 Kilometern Streckenlänge. Für den Fahrzeugpark der Deutschen Reichsbahn wurde ein neues Baureihenschema erstellt, sodass von 1923 bis 1926 alle Lokomotiven neue Nummern bekamen.
Aufgrund ausstehender Reparationsleistungen erfolgt am 8. Januar 1922 die Besetzung des Ruhrgebiets durch französische und belgische Truppen, was eine Verweigerung der Zusammenarbeit der Reichsbahner mit den Besatzern zur Folge hat, woraufhin 15.000 französische und belgische Eisenbahner den Betrieb übernehmen. Aufgrund dessen verliert die Reichsbahn ihre wichtigsten Strecken, auf denen die Hälfte des gesamten Güterverkehrs verlief. Auch Sabotage der Eisenbahn wird von manchen Mitarbeitern verübt, woraufhin 5.000 Eisenbahner mit ihren Familien ausgewiesen und 2.500 weitere verhaftet werden. Der Widerstand der Reichsbahn endet im September 1922. Doch auch mit dem Ende der Inflation im Jahr 1923 betragen die jährlichen Schulden der Reichsbahn 660 Mio. Goldmark.
Nachdem die Reichseisenbahnen 1923 nur noch ein Drittel ihrer Kosten selbst erwirtschaften konnte, erging der Vorschlag, sie vom Staatshaushalt zu entkoppeln und ihr im Gegenzug alle Zuschüsse zu streichen. Demzufolge erging dann im Februar 1924 eine Verordnung, die ihrer Verwaltung weitgehende Autonomie von der Staatsverwaltung gewährte.
Der 1924 entwickelte Dawes-Plan sah unter anderem vor, die Reichseisenbahnen komplett an die Reparationsgläubiger zu verpfänden. Die Reichsregierung erließ daraufhin am 12. Februar 1924 die Verordnung zur Schaffung der Deutschen Reichsbahn als staatlichem Unternehmen. Da den Reparationsgläubigern diese Maßnahmen noch nicht weit genug gingen, wurde am 30. August 1924 das Gesetz zur Gründung der privatwirtschaftlichen „Deutschen Reichsbahn-Gesellschaft“ (DRG) zum Betrieb der Reichseisenbahnen erlassen. Gleichzeitig mit diesem Gesetz wurde die Gesellschaft mit einer Schuldverschreibung zugunsten der Sieger in Höhe von elf Milliarden Goldmark belastet. Die Weltwirtschaftskrise und die ständigen Geldabflüsse durch die Reparationsleistungen (etwa 660 Millionen Reichsmark jährlich) belasteten die Reichsbahn erheblich. Erst nach 1931 wurde die Reichsbahn durch das Lausanne-Abkommen von den finanziellen Verpflichtungen befreit.

#### Rationalisierungsversuche und Schienennetz
Die Deutsche Reichsbahn-Gesellschaft versuchte in dieser Zeit, durch Neubeschaffung von Fahrzeugen den bestehenden, heterogenen Fahrzeugpark zu rationalisieren: so entstand 1925 das Einheitslokomotiv-Programm. 1928 wurde die Eisenbahn-Bau- und Betriebsordnung (EBO) erlassen, die die Beschaffenheit der Bahnanlagen „für alle dem allgemeinen Verkehr dienenden Eisenbahnen Deutschlands“ regelt.
Nach dem Ende des Ersten Weltkrieges im Jahre 1918 besaß die Deutsche Reichsbahn rund 33.000 Dampflokomotiven, von denen ca. 8.000 als Reparationsleistungen ins Ausland abgegeben werden mussten. Die Reparationsleistungen waren enorm. Nach Waffenstillstand am 11. November 1918 musste das Deutsche Reich in nur wenigen Monaten 5.000 Dampfloks und 130.000 Güterwagen an die Siegermächte übergeben. Insgesamt waren von den Reparationsleistungen 8.000 Lokomotiven, 13.000 Personenwagen und 280.000 Güterwagen betroffen. Zu den 70.000 km² Gebietsverlust kamen mehr als 7.600 Kilometer Eisenbahnstrecken.
Um die Wirtschaftlichkeit der Eisenbahn zu steigern, wird im Lokbau die Vereinheitlichung der über 200 Länderbahnloktypen zum Ziel gesetzt. Es entstehen die sogenannten Einheitslokomotiven, die leistungsfähiger gegenüber den älteren Lokomotiven sind. Auch das Design wird einheitlich und die neuen Baureihen können überall gewartet werden. Die Lackierung wechselt von der Länderbahnfarbe grün zur Reichsbahnfarbe schwarz. Als Folge der finanziellen Lage können zunächst aber nur geringere Stückzahlen neuer Baureihen produziert werden. So waren im Jahre 1930 erst 500 neue Einheitslokomotiven geliefert worden, was nur 2 % des Gesamtbestandes von rund 25.000 Dampflokomotiven entsprach. Dies hing auch mit den höheren Achslasten zusammen, wie bei den Baureihen 01 und 44, wofür viele Strecken nicht ausgelegt waren. Statt große Summen und viel Zeit in den Ausbau dieser Strecken zu investieren, konstruierte man leichtere Versionen der neuen Baureihen, wie zum Beispiel die Baureihe 03. Jedoch haben die stärkeren, neuen Lokbaureihen den Vorteil, dass längere Züge gezogen werden können, weshalb weniger Loks und Personal erforderlich sind. Die neuen Baureihen gehen Hand in Hand mit einem Rationalisierungsschub für die Eisenbahn. Auch die Waggons werden mit neuen Bremsen und Bremsleitungen versehen. Die durchgehende Druckluftbremse wird eingeführt, welche auch größere Zuglängen im Güterverkehr ermöglicht. In dieser Zeit sinkt die Mitarbeiterzahl wieder von 1 Mio. auf 700.000 Beschäftigte.
Ab 1924 beschäftigten sich Ingenieure mit Methoden, wie Steinkohle eingespart werden könnte. Von 1928 bis 1930 wurden dann sechs Maschinen der Baureihe 58 und zwei Maschinen der Baureihe 56.20 mit Braun-Kohlenstaubfeuerung Bauart AEG und STUG ausgerüstet. Diese komplizierten Feuerungssysteme bewährten sich jedoch nicht, und als alle deutschen Kohlegrubenbesitzer die Preise für Braun- und Steinkohle ansteigen ließen, wurde die Weiterentwicklung eingestellt. Vor dem Ersten Weltkrieg gab es auch schon elektrische Lokomotiven, welche weniger Energie und keinen Heizer benötigten, weshalb sie der Dampftraktion überlegen waren. Da allerdings die Kosten pro Kilometer elektrifizierter Strecke 200.000 Mark betrugen, konnten nur 3 % des Streckennetzes elektrifiziert werden.
Die deutschen Staatsbahnen stellten viele Dampfloktypen in großen Stückzahlen her. Herausragend waren die Produktionszahlen der preußischen Staatsbahn. Allen voran die Baureihe 55 mit 4.958 Maschinen, gefolgt von der Baureihe 38 mit 3.438 Loks und der Baureihe 57 mit 2.615 Exemplaren. Alle drei Serien stellten in den 1920er und 1930er Jahren trotz Kriegsverlusten und Reparationsleistungen die zahlenstärksten Baureihen der Deutschen Reichsbahn dar. So verfügte sie über 3.164 preußische G 8.1, 2.933 preußische P 8 und 2.358 preußische G 10. Alle drei Baureihen leisteten bei den deutschen Bahnen über 60 Jahre Dienst. Anfang 1939 verfügte die Deutsche Reichsbahn über mehr als 30.000 Dampflokomotiven. Das Schienennetz der Reichsbahn hatte in den 1930er Jahren eine Gesamtlänge von 54.000 Kilometern. Inklusive Schmalspurstrecken und Privatbahnen wurden sogar 68.000 Kilometer Schienennetz zwischen 1930 und 1937 erreicht. Einen Rückgewinn von Strecken erfuhr das Eisenbahnnetz durch die Rückkehr des Saarlandes in das deutsche Reich am 1. März 1935. Auch das Heer der Dampflokomotiven vergrößerte sich um 330 Maschinen.

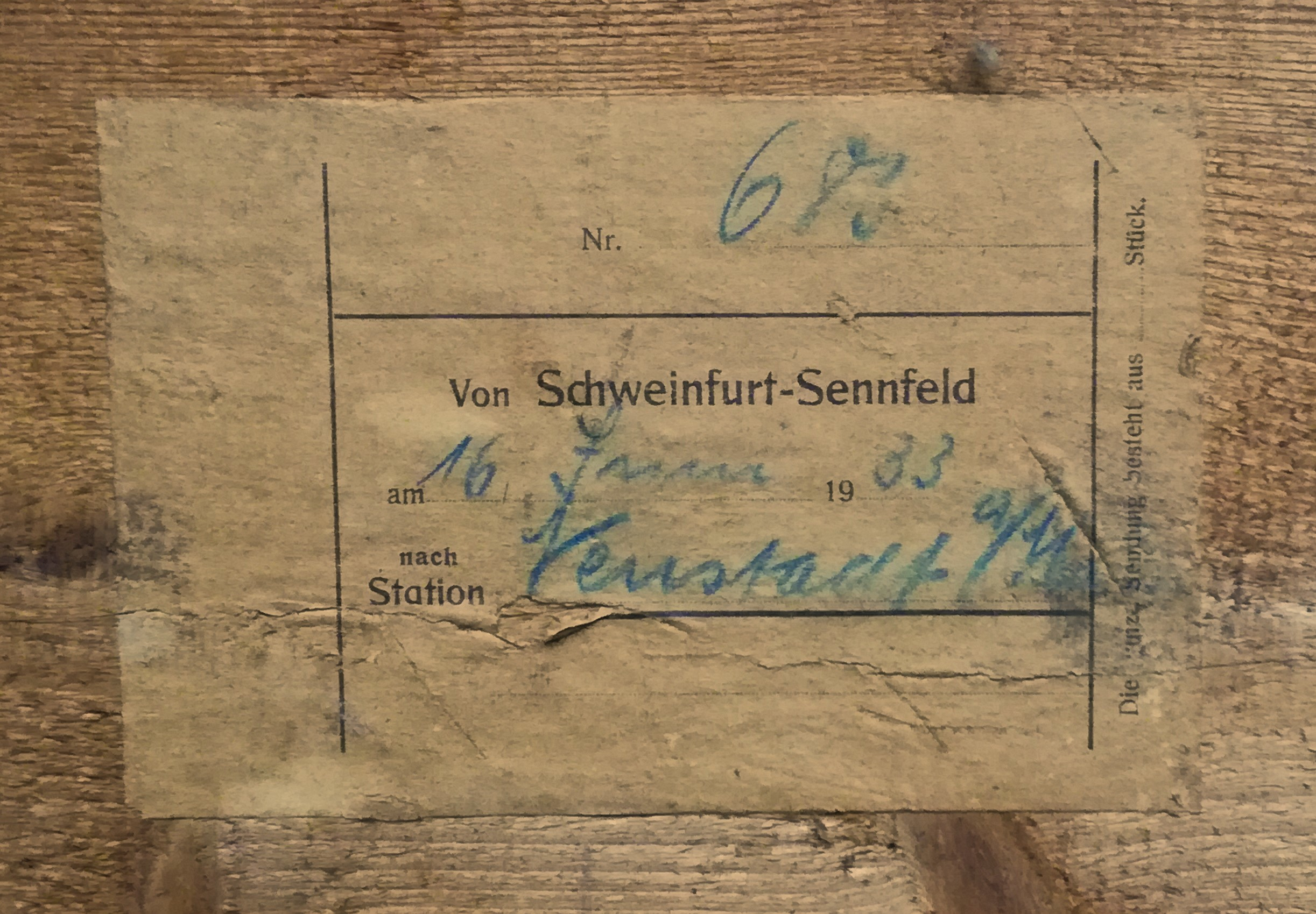
Typische Versandetikettierung bei einer Schienenbeförderung innerhalb von Unterfranken im Jahre 1933.

In den 20er und 30er Jahren war die Eisenbahn noch immer das dominante Verkehrsmittel in Deutschland, auch wenn Autos und Flugzeuge zunehmend zur Konkurrenz wurden. Zudem stellte die Reichsbahn das größte Wirtschaftsunternehmen der Welt und das wertvollste Vermögensobjekt des deutschen Reiches dar. Der Gütertransport der Reichsbahn brachte dem Unternehmen die größten Gewinne. Das Streckennetz wurde nur noch punktuell erweitert, der Schwerpunkt der Investitionen zielte auf die Modernisierung des Streckennetzes. Da jedoch während der Weltwirtschaftskrise 1929 die Zahl der Arbeitslosen in Deutschland auf 6 Mio. anstieg, schrumpfte der Pendlerverkehr und aufgrund der Armut auch der Reiseverkehr bei der Reichsbahn stark zusammen. Die Zahl der abgestellten Loks wuchs von 1.400 im Jahr 1930 auf über 3.000 im Jahr 1931. Die jährlichen 660 Mio. Goldmark schweren Reparationsbeträge blieben bis 1932 eine erhebliche finanzielle Belastung.

##### Erste Jahre des Dritten Reichs
Am 7. Dezember 1935 feierte man in Nürnberg mit einer Fahrzeugparade aus alten und neuen Triebfahrzeugen den 100. Geburtstag der deutschen Eisenbahn. Eröffnet wurde sie mit einem Lokzug aus zehn neuen Einheitsloks der Baureihe 01, angeführt von 01 150. In den 30er Jahren begann das Zeitalter der Hochgeschwindigkeitszüge. Von 1932 bis 1938 wurden 32 Diesel-Triebwagen der Bauarten Köln, Leipzig und Hamburg gefertigt und in Betrieb genommen. Sie erreichten Geschwindigkeiten von 160 km/h. Doch auch die Dampftraktion stellte Geschwindigkeitsrekorde auf. Verteilt auf die Baureihen 61, 05, 06, 01.10, 03.10 und 19.10 verfügte die DR über 123 Stromliniendampfloks. Stromlinienlok Nummer 124 wurde die Lok 03 193. Die Lok 05 002 erreichte 1936 den Geschwindigkeitsrekord von 200,4 km/h.
Allerdings wurde die Straße weiterhin zur Konkurrenz. Die Nationalsozialisten, deren verkehrspolitische Ziele vor allem durch Fritz Todt geprägt wurden, unterstützten das in den 20er Jahren entworfene Konzept des Autobahnbaus. Vordergründig und in der Öffentlichkeit diente der Bau der Reichsautobahnen als Arbeitsbeschaffungsmaßnahme. Intern maßen Todt und andere Nationalsozialisten jedoch den Autobahnen eine erhebliche strategische und militärische Bedeutung bei, obwohl die Führung der Reichswehr das Vorhaben zunächst ablehnte. Die Reichsbahn unterstützte das Projekt dennoch, nicht zuletzt, um ihre Position im internen Kompetenzgerangel des Dritten Reichs zu festigen. Der seit 1926 amtierende Reichsbahn-Generaldirektor Julius Dorpmüller stellte das Startkapital für die Gesellschaft der Reichsautobahn zur Verfügung.

#### Die Verbindung mit den Österreichischen Bundesbahnen
Nach dem Anschluss Österreichs 1938 ergeht am 11. Juli 1939 das „Gesetz über die Deutsche Reichsbahn“. Es bestimmte in § 1:
Das Reich verwaltet unter dem Namen „Deutsche Reichsbahn“ das Reichseisenbahnvermögen als ein Sondervermögen des Reichs mit eigener Wirtschafts- und Rechnungsführung.
in § 1 Abs. 2:
a) Zum Reichseisenbahnvermögen gehören auch das bis zum 17. März 1938 von der Unternehmung „Österreichische Bundesbahnen“ treuhänderisch verwaltete österreichische Bundesvermögen und das Vermögen des Wirtschaftskörpers „Österreichische Bundesbahnen“ einschließlich aller öffentlichen und privaten Rechte und Verbindlichkeiten dieser beiden Vermögen, die auf Grund der Verordnung vom 17. März 1938 (Reichsgesetzbl. I S. 252) von der Deutschen Reichsbahn als Sondervermögen des Reichs verwaltet werden
 b) die Eisenbahnen und deren Nebenbetriebe in den sudetendeutschen Gebieten, soweit sie nach der Verordnung vom 19. Oktober 1938 (Reichsgesetzbl. I S. 1446) Teil des Reichseisenbahnvermögens geworden sind, und die bisherigen Staatseisenbahnen und deren Nebenbetriebe im Memelland.

##### Zweiter Weltkrieg und unmittelbare Nachkriegszeit
Hauptlast im Personen- und Güterverkehr trugen vor allem preußische Dampfloks. Rückgrat im Güterbetrieb bildeten in den 1920er und 1930er Jahren die in großen Stückzahlen eingesetzten Baureihen 55, 56, 57 und 58. Auch zu Beginn des Zweiten Weltkrieges mussten sie gemeinsam mit der Baureihe 44 und den zahlenmäßig noch weit unterlegenen Baureihen 41 und 50 als Kriegsloks fungieren. 1939 begann die Produktion einer neuen Einheitslok. Die Baureihe 50 mit rund 15 Tonnen Achsdruck sollte als Universal-Güterzuglok auf deutschem Gebiet fungieren. 1939 wurden schon über 200 Exemplare abgeliefert. Während des Zweiten Weltkrieges wurde die Produktion dieser Baureihe fortgesetzt; insgesamt wurden 3164 Stück gebaut. Auf dieser Baureihe basierte auch die ab 1942 geplante Kriegslokproduktion. So entstand aus ihr die Baureihe 52, die statt über 6.000 Bauteile nur noch etwas über 5.000 Teile benötigte und ebenfalls überall eingesetzt werden sollte. Der ursprüngliche Plan beinhaltete eine Produktion von 20.000 bis 23.000 Kriegsloks. 15.000 Exemplare der Baureihe 52 und 5.000 bis 8.000 Maschinen der schwereren Baureihe 42. Allerdings wurden von der Baureihe 42 nur noch 3.000 Baulose eingereicht. Die Produktion der Kriegslokomotiven begann 1942, an der sich alle deutschen Lokomotivfabriken und auch alle Lokomotivwerke in den besetzten Ländern beteiligten. Obwohl 1943 Tagesproduktionen von mehr als 50 neuen Loks erreicht wurden, konnte die Produktion von 18.000 Kriegslokomotiven nicht erfüllt werden. Beide Baureihen umfassend waren bis Kriegsende immerhin über 8.000 Kriegsloks gebaut worden. Es war auch eine dritte Kriegslokbaureihe geplant. Die Gelenklok-Baureihe 53, von der Borsig 17 Entwürfe erstellte, aber nie einen Prototyp baute. Die Baureihe 52 wurde die meistgebaute Lokomotive Deutschlands, ihre Stückzahlen bewegten sich zwischen weit über 6.000 und mehr als 7.000 Maschinen. Alle Einheits- und Kriegslokomotiven umfassend waren im Jahr 1945 rund 14.500 Exemplare bei der DR vorhanden, was einem Drittel des gesamten Lokbestandes entsprach. Die weit über 10.000 gelieferten Maschinen der Baureihen 50 und 52 bildeten sowohl bei beiden Deutschen Bahnen als auch in vielen umliegenden Staaten lange Zeit das Rückgrat im Güterverkehr. Viele von ihnen waren über 50 Jahre im Einsatz.
Auch nach dem Zweiten Weltkrieg trafen die DR große Verluste und man war zu hohen Reparationen gezwungen. Die Anzahl von weit über 30.000 Dampflokomotiven von 1939 war bis 1945 infolge der in großen Stückzahlen gelieferten Kriegs- und Einheitslokomotiven auf ca. 43.500 angestiegen. Davon waren auf deutschem Gebiet nach 1945 und Endfertigstellung von Lokomotiven der Baureihen 44 und 52 nur noch 20.000 bis 21.000 Stück übrig. Auch von den Personen- und Güterwagen waren nach dem Ende des Zweiten Weltkrieges über die Hälfte zerstört oder schwer beschädigt. Zudem mussten gegen Kriegsende die Arbeiten an vielen neuen Baureihen, wie den Serien 01.10, 03.10, 23 und 86, eingestellt werden. Von der neuen Baureihe 23 waren 800 Exemplare geplant, aber infolge des Krieges kamen nur noch zwei Prototypen in Betrieb. Sie sollten damals die älteren Maschinen der Baureihe 38 ablösen. Von der Baureihe 86 waren mehr als 1.100 Exemplare geplant, doch bis 1943 wurden nur noch 776 Maschinen in Betrieb genommen, von denen die letzten vereinfachte Übergangs-Kriegslokomotiven waren. Von den Pazifik-Schnellzugdampflokomotiven waren bis 1940 zusammengerechnet 654 Maschinen geliefert worden. Doch von den Baureihen 01.10 und 03.10 kam im Zuge des Zweiten Weltkriegs nur ein Bruchteil der geplanten Stückzahl von zusammengezogen 540 Maschinen in Betrieb. Von den 240 Kondenslokomotiven der Baureihe 52 kamen ähnlich nur noch 169 in Betrieb.
Nach dem Zweiten Weltkrieg existierten auf dem (ehemaligen) Gebiet des deutschen Reichs zwischen 49.000 und 55.000 Kilometer Schienennetz. Die Eisenbahn spielte gerade während des Zweiten Weltkrieges eine wichtige Rolle. Sie transportierte wichtige Rohstoffe wie Kohle und Erze und brachte Soldaten, Panzer, Lastwagen, Munition, Waffen, Sprengstoff, Verpflegung und Treibstoffe für Lastwagen und Panzer an die Front (vgl. z. B. das sogenannte Otto-Programm). Und natürlich auch Panzer, Kettenfahrzeuge, Halbkettenfahrzeuge und Artillerien gehörten zum Frachtgut der immer länger werdenden Güterzüge. Ein Höhepunkt waren die beiden Riesengeschütze Gustav und Dora. Es kam erst relativ spät zur Entwicklung von Kriegslokomotiven, weil Hitler stark auf Straßenverkehr setzte. Schon in den 1930er Jahren wurde der Straßenverkehr zu einer Konkurrenz für die Eisenbahn. Die beiden Weltkriege, die deutsche Teilung und das Automobil führten zum Niedergang des Schienenverkehrs. Denn wie die Baureihe 52 im Zweiten Weltkrieg kam auch die Baureihe 58 für den Ersten Weltkrieg zu spät. Außerdem standen den 30.000 Dampflokomotiven der DRG eine Flotte von 120.000 Lastwagen gegenüber, die statt der Eisenbahn im Krieg zum Einsatz kommen sollten, bis Hitler spät erkannte, dass man im Krieg doch vor allem von einem funktionierenden Eisenbahnsystem abhängig war. Während der deutschen Teilung waren bis zu 49 Bahnstrecken durchtrennt.
„20.000 Züge täglich waren allein für Truppentransporte und Materiallieferungen unterwegs. Die enormen Anforderungen an die Eisenbahner führten zu massivem Arbeitsdruck. Ohne den Einsatz von Zwangsarbeitenden wäre die Maschinerie nicht in Gang zu halten gewesen.“
Mit dem Gesetz zur Neuregelung der Verhältnisse der Reichsbank und der Deutschen Reichsbahn vom 10. Februar 1937 war die Deutsche Reichsbahn wieder unter die Reichshoheit gestellt worden.

#### Leitung der Reichsbahn
Von 1920 bis 1924 lag die Leitung der Reichsbahn beim jeweiligen Reichsverkehrsminister, die einzelnen Abteilungen des Ministeriums bzw. deren Staatssekretäre übernahmen die operative Führung. Mit der Gründung der Deutschen Reichsbahn-Gesellschaft ging die Leitung an den neugeschaffenen Posten des Generaldirektors über. Dieser wurde von mehreren Vorstandsmitgliedern unterstützt.
Erster Generaldirektor der Reichsbahn war von 1924 bis 1926 der frühere Reichsverkehrsminister Rudolf Oeser. Sein Nachfolger ab 1926 war Julius Dorpmüller, der seit 1937 in Personalunion auch Reichsverkehrsminister war. Diese Zusammenführung der beiden Ämter wurde im Reichsbahngesetz vom 11. Juli 1939 auch formal verankert. Es bestimmte in § 3:
(1) Leiter der Deutschen Reichsbahn ist der Reichsverkehrsminister. Er führt als solcher die Bezeichnung Generaldirektor der Deutschen Reichsbahn. Er ist für die Geschäftsführung der Deutschen Reichsbahn verantwortlich.
(2) In der obersten Leitung stehen ihm ein Staatssekretär des Reichsverkehrsministeriums (Stellvertretender Generaldirektor) und Ministerialdirektoren des Reichsverkehrsministeriums (Vorstandsmitglieder) zur Seite. 
Dorpmüller blieb bis zum Ende des Dritten Reichs Verkehrsminister und Generaldirektor der Reichsbahn. Im Gefolge des Berufsbeamtengesetzes (1933) und der Nürnberger Gesetze (1935) veranlasste er auch die Entlassung zahlreicher nicht-regimetreuer (Sozialdemokraten, Kommunisten u. a.) und jüdischer Reichsbahn-Mitarbeiter. Unter Dorpmüller griffen auch schon lange vor Kriegsausbruch Diskriminierungsmaßnahmen gegen 'nicht-arische' Fahrgäste. Sein Vertreter Albert Ganzenmüller (1905–1996) ist der einzige ehemalige leitende Reichsbahner, gegen den aufgrund seiner Mitwirkung an der Deportation von Juden aus Deutschland und anderen Ländern und der NS-Judenverfolgung ein Strafprozess wegen Beihilfe zum (Massen-)Mord eröffnet wurde. Das Verfahren kam nicht zu einem Urteil, da Ganzenmüller von 1973 bis zu seinem Tod als verhandlungsunfähig galt.

### Übergangszeit 1945 bis 1949
1945 übernahmen die vier Besatzungsmächte den Betrieb der Eisenbahn in den jeweiligen Besatzungszonen. Eine einheitliche Deutsche Reichsbahn in ihrer bisherigen Form bestand nicht mehr; bis 1949 gab es mehrere Übergangsregelungen. Die Eisenbahnstrecken östlich der Oder-Neiße-Grenze fielen an die polnische Polskie Koleje Państwowe und, im nördlichen Ostpreußen, an die Sowetskije schelesnyje dorogi. Durch den schnellen Vormarsch der Roten Armee ins deutsche Kernland blieben die Bahnstrecken Schlesiens, Hinterpommerns und Ostpreußens weitgehend intakt, so dass der Betrieb wieder aufgenommen werden konnte. Auf vielen Strecken wurde jedoch das zweite Gleis entfernt und als Reparationsleistung in die Sowjetunion transportiert. Da die Polen über genügend Personal verfügten, setzten die Deutschen ihre Arbeit fort und wurden erst 1946 deportiert. Die Umbenennung der Bahnhöfe dauerte einige Zeit und sorgte oft für Verwirrung, da die verordneten polnischen Namen erneut geändert wurden.
Mit der Bildung der britisch-amerikanischen Bizone zum 1. Januar 1947 entstand die „Hauptverwaltung der Eisenbahn des amerikanischen und britischen Besatzungsgebiets“ in Bielefeld. Sie wurde 1947 in „Deutsche Reichsbahn im Vereinigten Wirtschaftsgebiet“ umbenannt und nach Offenbach am Main verlegt. Sie wurde nach der Gründung der Bundesrepublik Deutschland (Mai 1949) am 7. September 1949 in die „Deutsche Bundesbahn“ umgewandelt. Die „Betriebsvereinigung der Südwestdeutschen Eisenbahnen“ der französischen Besatzungszone blieb bis 1952 noch eigenständig und wurde dann in die Bundesbahn integriert.

### Deutsche Bundesbahn 1949 bis 1994
In den Jahren 1949/50 umfasste das Schienennetz der Bundesbahn nach verschiedenen Angaben zwischen 30.500 und über 40.000 Kilometer. Im Zuge der Deutschen Teilung wurden 47 Bahnstrecken zwischen West- und Ostdeutschland stillgelegt.
Aufgrund der staatlichen Verpflichtung, geflüchtete oder vertriebene Bahnmitarbeiter aus dem Osten einzustellen, beschäftigte die Deutsche Bundesbahn Ende 1949 rund 539.000 Menschen und somit fast ein Fünftel mehr als notwendig.
Nach 1945 waren auf dem Gebiet der BRD rund 14.000 Dampflokomotiven vorhanden, von denen allerdings nur 10 % betriebsfähig waren. Aber in den Ausbesserungswerken und Bahnbetriebswerk-Werkstätte wurden erstaunliche Leistungen erbracht. Jedes der Münchener Ausbesserungswerke hatte schon wenige Monate nach dem Ende des Zweiten Weltkrieges 250 Dampflokomotiven repariert und dem Betrieb übergeben. Die größten Stückzahlen brachten die Dampflokbaureihen 50 mit 2.500 Maschinen, die Baureihe 44 mit 1.246 Exemplaren und die Baureihe 38 mit 1.220 Loks auf. Durch die in großen Stückzahlen vorhandenen Einheitsloks der Baureihen 50 und 44 konnte auf andere Baureihen wie die Baureihe 58 oder die Kriegslokbaureihe 52 bis in die Jahre 1953/54 verzichtet werden. Weitere 593 Lokomotiven waren auf dem Gebiet des Saarlandes verblieben, von denen im Jahr 1957 nur noch 287 in den Bestand der Bundesbahn übernommen werden konnten. Auch im Saarland konnten nicht alle Lokomotiven wieder in Betrieb genommen werden. Aufgrund des Wiederaufbaus fehlten auch anfangs die Mittel für ein Neubauprogramm für die Dampflokomotiven. Geplant war die jährliche Lieferung von rund 470 neuen Dampflokomotiven, da die meisten noch vorhandenen Lokomotiven aus den Länderbahnzeiten stammten. Vor allem die preußischen Loks, wie die Baureihen 38 und 78 sollten durch neue Loks ersetzt werden. Von 1950 bis 1959 wurden dann infolge des Struktur- und Traktionswandels nur noch 168 neue Dampfloks abgeliefert. Sie gehörten den Baureihen 65, 66, 10, 23 und 82 an. Mit der am 2. Dezember 1959 abgelieferten Dampflok 23 105 endete die Beschaffung von Dampflokomotiven bei der DB. Von den erst ab 1956 beschafften Schnellzugloks der Baureihen 10 und 66 wurden nur noch zwei Prototypen geliefert, obwohl von der Baureihe 66 mindestens hundert Maschinen geplant waren. Doch nur die Baureihe 23 erlangte noch die Stückzahl von immerhin 105 Exemplaren. Trotzdem ging die Verbesserung und Ausbesserung von Dampflokomotiven weiter. Von 1957 bis 1961 wurden insgesamt 178 Dampfloks der Baureihen 41, 01 und 03.10 zu Neubaukesselloks umgebaut, indem sie neue Kessel mit Verbrennungskammer erhielten.
Die Produktion moderner Diesellokomotivtypen begann mit den wenigen Maschinen der Baureihe V80 in den Jahren 1951/52. Doch auch in der Diesellokproduktion konnten nicht alle Pläne erfüllt werden. So kamen von der Baureihe V100, von der ursprünglich über tausend Maschinen geplant waren, nur noch 745 in Betrieb. Und von den Baureihen V300 und V320 kam nur noch jeweils ein Einzelstück in Betrieb. Dennoch konnten die Diesellokomotiven in den 1960er Jahren die Dampftraktion stark dezimieren. So lösten sie vor allem im Personenzugdienst viele preußische Dampflokomotiven der Baureihen 38 und 78, aber auch die Neubaudampfloks der Baureihe 65 ab. So schmolz der Bestand der Baureihe 38 von rund 1.000 Loks in den Jahren 1958/59 auf 250 Exemplare in den Jahren 1964/65 zusammen. Im Rangierdienst machte die V60 mit 942 Exemplaren die Dampflokomotiven überflüssig. Die über 800 gelieferten Maschinen der Baureihenfamilie V160 eroberten dann ab 1964 auch den Güterzug- und Schnellzugdienst. Die Lokomotiven dieser, auf die Baureihen 215, 216, 217 und 218 verteilten Diesellokgattung wurden als die erfolgreichsten Diesellokomotiven der DB bezeichnet. Mit der Ablieferung der Lok 218 499 im Jahre 1979 endete jedoch die Beschaffung von Streckendieselloks bei der DB. Nur die Großdieselloks der DR-Baureihen 130, 131 und 132 kamen in den 1990er Jahren noch hinzu. Bestärkt wurde die Dieseltraktion auch noch mit den 408 Maschinen der Baureihe V90.
Im Jahr 1955 wurde das für die Deutsche Bundesbahn typische Logo eingeführt, der sogenannte DB-Keks. Das Logo blieb in Verwendung bis 1993.
Die auch Holzklasse genannte 3. Klasse wurde 1956 abgeschafft – wobei im engeren Sinne die vormalige erste Klasse abgeschafft und die alte zweite und dritte Klasse nach einigen kosmetischen Verbesserungen (u. a. Ersatz von ungepolsterten Holzbänken) entsprechend heraufgestuft wurde. Aus vielen alten Abteil- und Schnellzugwagen der Länderbahnzeit entstanden ab Mitte der 1950er Jahre in dreiachsigen und vierachsigen Varianten die sogenannten Umbauwagen.
Am 1. Januar 1957 erweiterte sich das Schienennetz der Bundesbahn mit der erneuten Rückangliederung des Saarlandes an die BRD um 534 Kilometer Schienen.
Von über 11.000 Lokomotiven der DB im Jahre 1958 wurden noch rund 10.300 mit Dampf betrieben. Insgesamt rüstete die DB 110 Dampflokomotiven mit Ölfeuerung aus. Anders als die DR in Ostdeutschland hatte die DB auch nach dem Zweiten Weltkrieg wieder durchgehend große Mengen Steinkohle zur Verfügung, durch eigene Vorkommen und Import. Aber auch hier war der Kohleverbrauch enorm. Laut einer Statistik von 1958 verbrauchten die Dampflokomotiven jährlich 10 Mio. Tonnen Steinkohle. In diesem Jahresplan verkehrten auf dem DB-Staatsbahnnetz, welches 31.000 Kilometer Schienen und 7.470 Bahnhöfe umfasste, täglich 20.000 Personen-, D-, Reise- und Triebwagenzüge, mit denen jeden Tag 4 Mio. Menschen reisten. Alle 24 Stunden verkehrten bis zu 56.000 Güterwagen mit Fracht über eine durchschnittliche Strecke von 190 Kilometer. Es ergab sich eine tägliche Summe von 33.000 Zügen zwischen Aachen und Passau, Flensburg und Lindau. Zu diesem Zeitpunkt besaß die DB etwa 580 E-Lokomotiven und 180 Diesellokomotiven. Doch die neuen Traktionen breiteten sich schnell in der deutschen Lokomotivindustrie aus. So wurde in den 1950er Jahren eine E-Lokfamilie für alle Transportbereiche eingeführt, verteilt auf die Baureihen E10, E50, E40 und E41. Später folgten dann auch noch die beiden Nachfolger-Baureihen 111 und 151. Alle sechs Baureihen umfassend waren zwischen 1952 und 1984 insgesamt 2.300 E-Lokomotiven geliefert worden. Am stärksten war die Baureihe E40 mit 879 Loks vertreten. 1957 wurden der DB zehn TEE-Diesel-Triebwagen der Baureihe VT 11.5 geliefert. Im Jahre 1960 wurden fast zeitgleich die 1000. E-Lok und 1000. Diesellok in Betrieb genommen, wobei immer noch 7250 Dampfloks vorhanden waren.
Zum 1. Oktober 1964 waren bei der DB noch ca. 5.110 Dampflokomotiven vorhanden, von denen noch 4.880 im Betrieb waren. Zu Beginn der EDV-Einführung am 1. Januar 1968 gab es letztmals einen Bestand von fast 3.000 Dampfloks. Einschließlich der letzten beiden Schmalspur-Dampfloks konnte am 1. Januar 1968 eine Anzahl von 2.965 Dampflokomotiven festgestellt werden, wovon 1.444 der Baureihe 50 angehörten. Mit den 136 Diesellokomotiven der beiden V200-Varianten konnten schon Anfang der 1960er Jahre die ersten Strecken vollständig mit Dieseltraktion betrieben werden.
Die Dampflokzeit endete bei der DB im Bahnbetriebswerk Rheine, im Oktober 1977. Danach wurde das schon 1976 vorgeschlagene Dampflokverbot durchgesetzt. Den Abschluss des Dampfbetriebs bildeten bei der DB kohlebefeuerte Loks der Baureihen 44 und 50 und ölgefeuerte Dampflokomotiven der Baureihen 41 und 44. Die letzten Loks der Baureihe 50 wurden Anfang 1977 im Bw Duisburg-Wedau ausgemustert. Die letzte kohlebefeuerte 44 vom Bw Gelsenkirchen-Bismarck rollte im Mai 1977 aufs Abstellgleis. Sammelplatz der ölgefeuerten Dampflokomotiven wurde das Bw Rheine, wo im Jahre 1975 mit einer 01.10 auch der letzte Dampfschnellzug der DB planmäßig fuhr. Am 23. Oktober 1977 wurde in Rheine der letzte Dampfgüterzug auf der Emslandstrecke mit den Dampflokomotiven 042 113-4 und 043 196-5 gefahren. Die letzten Schnellzüge des Bw Rheine fuhren am 31. Mai 1975 mit den letzten Lokomotiven der Baureihe 01.10. Die letzten planmäßigen Dampfzüge der DB wurden am 26. Oktober 1977 mit zwei Lokomotiven der Baureihe 043 beim Bw Emden gefahren. Es waren die Loks 043 315-1 und 043 903-4, die am 26. Oktober 1977 die letzten, planmäßigen Dampfzüge fuhren und noch am selben Tag die Dampflokzeit bei der DB beendeten. Einzige Ausnahme war die Heizlokomotive 044 377-0 des Bw Gelsenkirchen-Bismarck, die noch bis zum 17. Januar 1979 im Betrieb war.
Seither konnte man Dampflokomotiven nur noch bei Sonderfahrten antreffen. So zum Beispiel im Jahre 1985, als der 150. Geburtstag der deutschen Eisenbahn gefeiert wurde. Maschine 41 360 war die erste Dampflok, die 1987 wieder Sonderzüge auf Bundesbahngleisen fahren durfte. Nur an Werk-, Privat- und Industriebahnen konnte weiterhin alltäglicher, planmäßiger Dampfbetrieb erlebt werden. Vor allem typische Industrie-Tenderlokomotiven waren vertreten. Vereinzelt konnte man aber auch Dampflokomotiven der Deutschen Reichsbahn, wie die 56 3007 oder Loks der Baureihe 80 antreffen. Am 1. Januar 1993 war auch dieser Dampfbetrieb beendet. Am 31. Dezember 1992 fuhren die letzten Dampflokomotiven auf den Bahnen bei Aachen. Die Dampflokzeit auf den Schmalspurbahnen war schon 1969 mit der Stilllegung der württembergischen Bottwartalbahn und der Ausmusterung ihrer beiden Dampfloks 99 704 am 31. Juli 1969 und 99 651 am 29. September 1969 beendet.
Obwohl die Bahn in den drei westlichen Besatzungszonen (Trizone) bzw. der Bundesrepublik Deutschland bis weit in die 1960er Jahre hinein das wichtigste Verkehrsmittel war, gelang es ihr nicht, schwarze Zahlen zu schreiben.
Mit drastischen Maß- und Gewichtsbeschränkungen für Lkw, die bislang bis zu 20 m lang sein und maximal 40 Tonnen wiegen durften, versuchte der damalige Bundesverkehrsminister Hans-Christoph Seebohm entgegen europäischen Harmonisierungsvereinbarungen den rapide wachsenden Lkw-Verkehr zu beschränken und die Deutsche Bundesbahn wieder konkurrenzfähiger zu machen. Am 21. März 1956 gab es eine Neuregelung der StVZO, inoffiziell die Seebohm’schen Gesetze genannt, wonach für Last- und Sattelzüge nur noch 14 m Länge und 24 t zGG erlaubt waren. Auch im Personentransport musste sich das Staatsunternehmen der zunächst mit Motorrädern beginnenden Massenmotorisierung stellen, und andererseits die Kosten für den Wiederaufbau der im Krieg zerstörten Bahnanlagen tragen. Die Folge dieses Wettbewerbsdruckes war die Stilllegung zahlreicher unrentabler Nebenstrecken vor allem in den 1960er und 1970er Jahren. Im gleichen Zeitraum wurden so gut wie keine Streckenneubauten in Betrieb genommen. Allein Ende der 60er Jahre wurden mehrere tausend Kilometer Schienen stillgelegt und abgebaut. Der Anteil der Eisenbahn im Personenverkehr schrumpfte rapide von 37 % im Jahr 1950 auf 17 % im Jahr 1960. Bis 1990 hatte sich der Marktanteil der Eisenbahn im Personenverkehr auf 6 % verringert. Ähnlich erging es dem Güterverkehr auf der Schiene. Der Anteil von 56 % im Jahr 1950 schmolz bis 1960 auf 37 % zusammen. Im Jahr 1990 waren es nur noch 21 %. Andererseits gelang im Vergleich zu anderen europäischen Ländern (hier ist besonders Großbritannien zu nennen) der Erhalt eines erheblichen Teils auch marginaler Nebenstrecken.
Des Weiteren schritt die Elektrifizierung voran, während anderswo (DDR, Dänemark, UK, Irland) vornehmlich auf Diesel gesetzt wurde. Im Jahre 1977 erreichte das elektrifizierte Streckennetz eine Länge von 10.000 Kilometer. Im selben Jahr wurden die letzten Dampflokomotiven ausgemustert und vollständig durch Elektro- und Diesellokomotiven ersetzt. Im Güterverkehr wurde der Versand von Stückgütern vollständig eingestellt, nachdem der Wettbewerb gegen das Lkw-Speditionsgewerbe nicht mehr durchzuhalten war. Im gleichen Zeitraum ging der Transport von Massengütern wie Kohle oder Eisenerz ebenfalls zurück, hier war auch die Binnenschifffahrt Wettbewerber. Infolge dieser Entwicklung wurden eine große Anzahl von Rangierbahnhöfen stillgelegt.

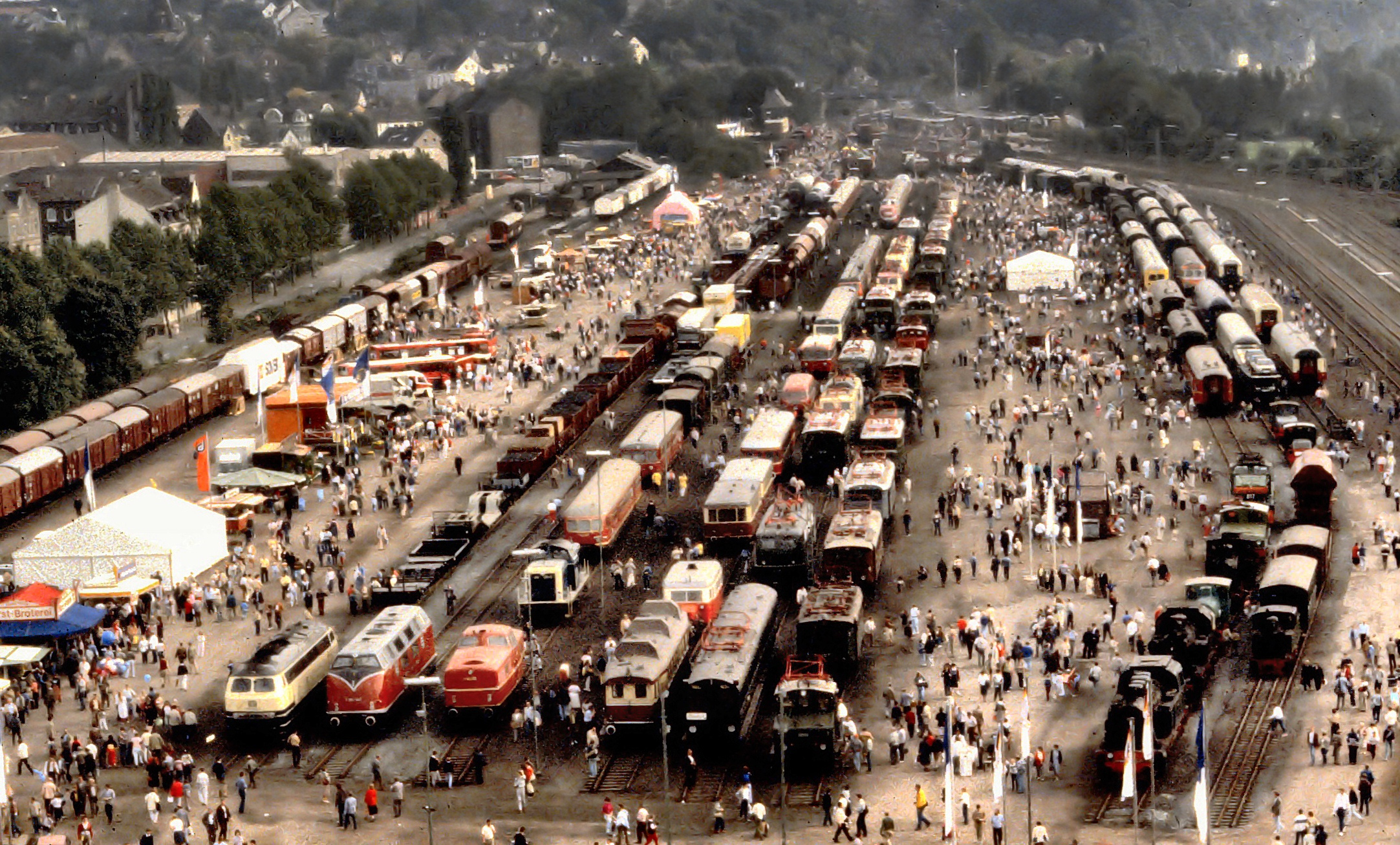
Fahrzeugschau 1985 in Bochum-Dahlhausen anlässlich der Feierlichkeiten zu 150 Jahre Deutsche Eisenbahnen

1985 feierte die Deutsche Bundesbahn 150 Jahre Deutsche Eisenbahnen. Das ganze Jahr über fanden zu diesem Anlass Veranstaltungen und Sonderfahrten mit historischen Lokomotiven statt.
Aufgrund der wirtschaftlichen Schwerfälligkeit des bürokratisch gelenkten Staatskonzernes und der Konkurrenz durch andere Verkehrsmittel wuchs der Schuldenberg der Bahn von 10 Milliarden Mark (1963) auf 30 Milliarden Mark (1978). Im Zuge des Optimierungsprogramms DB 90 sollte die Wettbewerbsfähigkeit des Unternehmens verbessert werden. 1985 war die Deutsche Bundesbahn noch der drittgrößte Arbeitgeber in der Bundesrepublik und beschäftigte 322.383 Mitarbeiter. 1958 waren es noch 530.000 Mitarbeiter, denen die Eisenbahn einen jährlichen Lohnbetrag von 2,8 Mrd. Mark bezahlen musste. Die Belegschaft schrumpfte von ursprünglich 539.000 Arbeitern im Jahr 1949 auf weniger als die Hälfte, nämlich 255.000, im Jahr 1989 zusammen. Das Schienennetz hatte 1989 eine Ausdehnung von 27.000 Kilometern. Der Schuldenberg der DB erhöhte sich zunehmend durch die lange Zeit vernachlässigte Modernisierung des Schienennetzes und der Eisenbahn-Infrastruktur wie Bahnhöfen und Gleisanlagen. 1958 hatte die DB ein tägliches Einkommen von 17 Mio. Mark, dass auf 19 Mio. erhöht werden sollte. Bis 1950 kassierte die BRD von der DB kolossale Gewinne. Der Buchwert der DB betrug 1958 mindestens 11 Mrd. Mark, doch auch die ab 1950 entstandenen Schulden der DB hatten schon Milliardenhöhe.

### Deutsche Reichsbahn (DR) 1949 bis 1994
Die Bezeichnung Deutsche Reichsbahn (DR) wurde für die Staatsbahn in der Sowjetischen Besatzungszone bzw. ab 1949 der Deutschen Demokratischen Republik (DDR) beibehalten. Grund hierfür waren die Betriebsrechte in Berlin, die gemäß einer stillschweigenden Übereinkunft der dortigen vier Besatzungsmächte bei der Deutschen Reichsbahn lagen. Eine Umbenennung hätte den Verlust der Betriebsrechte im Westteil der Stadt zur Folge gehabt. Die DR erhielt ihre Betriebsrechte zum 1. September 1945 durch den Befehl Nr. 8 der Sowjetischen Militäradministration in Deutschland (SMAD). Die Transportabteilung der SMAD war zunächst noch lange Zeit gegenüber der Deutschen Reichsbahn weisungsbefugt. Mit 253.000 Mitarbeitern war die DR der größte Arbeitgeber in der DDR und stellte bis 1989 das dominante Transportmittel für Güterverkehr und Fahrgäste dar. Allerdings waren 1990 erst 30 % des Streckennetzes elektrifiziert und sowohl die Fahrzeuge als auch die Infrastruktur waren in einem veralteten, schlechten Zustand.
Schätzungsweise 15.000 Kilometer Schienen gab es 1945 auf dem Gebiet der DDR, wovon die Sowjetunion bis 1947 als Folge der Demontagen rund 5.000 Kilometer abbauen ließ, sodass die meisten Hauptstrecken nur noch eingleisig befahrbar waren. Durch den Verlust der Gebiete Preußens verlor der Osten insgesamt 10.000 Kilometer Strecke an Polen und die UdSSR. Erst zum Jahreswechsel 1954/55 hatte die DR die frühe Wiederaufbauphase bewältigt. Ende der 70er Jahre gab es wieder rund 14.100 Kilometer Schienen. Beim Gleisbau wurden dabei auch regelmäßig und über Jahrzehnte tausende Strafgefangene eingesetzt.
Nach dem Zweiten Weltkrieg standen der DR in der späteren DDR über 6.000 regelspurige Dampflokomotiven zur Verfügung. Alle bekannten Nachkriegsbestände der DR zusammengerechnet ergab sich eine Anzahl von mindestens 6.350 Normalspur-Dampflokomotiven, wovon fast 1.000 von der Sowjetunion als Kolonnenloks für Reparationstransporte beansprucht wurden, die von der DR zwar unterhalten und mit Personal besetzt werden mussten, aber nicht für den eigenen Zugbetrieb zur Verfügung standen. Am stärksten traf es die Baureihe 52 mit 613 Lokomotiven. Doch auch 71 Tenderlokomotiven der Baureihe 86 und ein Großteil der relativ wenigen bei der DR verbliebenen Schnellzugdampflokomotiven wurden benutzt. Und auch nicht alle der stark beschädigten Loks konnten wieder in Dienst gestellt werden. So konnten von den 730 Dampflokomotiven der Baureihe 38 nur noch 560 für den Zugbetrieb genutzt werden. Auch Sachsen war im Bereich Personenzugloks hart betroffen. Nach dem Krieg musste dort der Betrieb mit etwas mehr als 70 Loks der Baureihe 38.2 aufrechterhalten werden, da infolge des Krieges und Reparationsleistungen 70 sächsische Rollwagen in der Tschechoslowakei verblieben waren. Eigentlich wären für den Betrieb der DR 140 Rollwagen nötig gewesen. Im Jahr 1954 wurde die DDR nochmals sehr stark beansprucht, sodass ihr in diesem einen Jahr nur 505 Kriegslokomotiven der Baureihe 52 zur Verfügung standen, von denen 324 betriebsfähig waren. Damals mussten viele Loks vorübergehend an die PKP in Polen und die CSD in der Tschechoslowakei verliehen werden, kamen aber im Laufe des Jahres 1955 zurück. Die Zeit der Reparationstransporte und Lokomotivkolonnen dauerte bis zum Jahreswechsel 1954/55. Den größten Verlust bildete das Abfahren von etwa 700 Kriegslokomotiven der Baureihe 52 als Kriegsschadensersatz in die UdSSR bis Anfang des Jahres 1955, was fast der Hälfte der insgesamt 1.500 Stück des bei der DR nach 1945 verbliebenen Bestandes entsprach. In den 1960er Jahren kaufte die DR 62 Lokomotiven der Reihe 52 von der Sowjetunion zurück, sodass der Bestand nun mindestens 862 Loks umfasste, was sie auch weiterhin zur zahlenmäßig stärksten Baureihe der DR machte. Auch die 71 Kolonnenloks der Baureihe 86 wurden in der UdSSR behalten, was fast einem Drittel des DR - Nachkriegsbestandes der Baureihe 86 entsprach. Nach 1945 waren die größten Stückzahlen bei der Dampflokbaureihe 52 mit 1.500 Maschinen, der Baureihe 38 mit 730 Exemplaren und der Baureihe 58 mit 540 Loks vorhanden. Und auch der schon relativ geringe Bestand der Baureihe 50, der nach dem Krieg nur 364 Maschinen zählte, schrumpfte weiter zusammen, da Ende 1946 93 Lokomotiven zu den Lokomotivkolonnen gehörten und infolge der Reparationsleistungen gingen bis 1947 28 Lokomotiven an die PKP und die Sowjetunion. Auch durch den Schadpark verringerte sich der Bestand der Baureihe 50 bei der DR auf 324 Exemplare im Jahr 1954.
Da bis Anfang der 1950er Jahre die RAWs stark überlastet waren, mussten viele Lokbrigaden ihre Lokomotiven selber reparieren und pflegen. So setzte sich nach und nach die Lunin-Lokpflege-Methode durch. Im Bahnbetriebswerk Leipzig - Süd bildete sich eine freiwillige Arbeitergruppe, die 500 Dampflokomotiven reparierte. Aber auch in den Ausbesserungswerken wurden spektakuläre Leistungen erbracht. Herausragend war das RAW in Zwickau, dass mit der Dampflok 58 2019 schon im Jahre 1954 ihre 5.000 Lokomotive seit 1945 dem Betrieb übergeben konnte. 1963 wurde mit einem Lokzug aus vier preußischen G12 die 10.000 ausgebesserte Lok seit 1945 in Zwickau gefeiert. Aber auch das RAW Stendal konnte schon kurz nach dem Zweiten Weltkrieg seine 1.000 ausgebesserte Lok feiern. Im Zuge des Neubauprogramms erhielt die DR zwischen 1954 und 1960 noch einmal 325 neue Dampfloks, verteilt auf die Baureihen 50.40, 23.10, 25.10, 83.10 und 65.10.
Mit der am 30. Dezember 1960 ausgelieferten Dampflok 50 4088 endete die Produktion von Dampflokomotiven bei der DR. Da die 113 Exemplare der Baureihe 23.10 auch im schweren Schnellzugdienst eingesetzt werden konnten, wurde mit dieser Baureihe auch größtenteils der Mangel an Schnellzugloks bei der DR beseitigt. Trotzdem mussten bis 1961 auch Loks der Baureihe 38 als Schnellzugloks fungieren. Auch im Güterverkehr war die DR noch lange auf Kriegslokomotiven und Dampflokomotiven der Länderbahnzeit angewiesen, da die meisten Einheitslokomotiven vor Kriegsende in das Gebiet der BRD abgefahren worden waren. So gab es nach 1945 nur 364 Maschinen der Baureihe 50, 335 Loks der Baureihe 44 und alle 35 Exemplare der Baureihe 43. Wie bei der DB gab es aber auch bei der DR infolge des Strukturwandels Stornierungen in der Dampflokproduktion. So kamen von den 350 geplanten Neubauloks der Baureihe 50.40 nur noch 88 Maschinen auf die Gleise. In Form der Baureihe 58.30 gab es auch im Rekonstruktionsprogramm Rückschläge. So entstanden anstelle der 225 geplanten Reko-G12 nur noch 56 Exemplare der Baureihe 58.30, da die DDR-Wirtschaft nicht genug Kesselblech zur Verfügung stellen konnte. Ähnlich verhielt es sich auch mit der Baureihe 52. Im Jahre 1956 war eine Rekonstruktion dieser Kriegslokomotiven abgelehnt worden, weshalb man sich dazu entschloss, 300 Maschinen einer Generalreparatur zu unterziehen, die jedoch nur bei 69 Loks erfolgte. In den 1960er Jahren wurden dann doch noch 200 Maschinen der Baureihe 52 rekonstruiert.
Anfang der 1950er Jahre wurden auch neue Wagen beschafft. Ab 1952 wurde der erste, vierteilige Doppelstockzug in Dienst gestellt. Bis 1957 wurden insgesamt 91 Stück geliefert. Im Jahr 1958 wurde dann für eine Summe von 4 Mio. DM der erste, 210 Meter lange Doppelstockgliederzug in Betrieb genommen. Die Jungfernfahrt startete im Berliner Ostbahnhof und führte nach Frankfurt Oder. Bespannt war er mit zwei neuen Dampflokomotiven der Baureihe 23.10 aus dem Jahre 1958, die als Jugendloks „Fünfter Parteitag“ betitelt wurden. Es waren die Loks mit den Nummern 23 1012 und 23 1020. Wie bei der DB wurden auch bei der DR viele Personenwagen der Länderbahnzeit zu neuen, dreiachsigen oder vierachsigen Reko-Wagen umgebaut.
Erst im September 1955 konnte auf dem Streckenabschnitt Halle–Köthen der elektrische Fernbahnbetrieb wieder aufgenommen werden. Jedoch ließ der Traktionswandel sehr lange auf sich warten. Laut einer Triebfahrzeugstatistik von 1969 bestand der Fahrzeugbestand der DR noch zur Hälfte aus Dampfloks, weshalb auch die Hälfte der Züge noch mit Dampf gefahren wurde. Allein die Baureihe 52 zählte im Jahre 1970 noch über 600 aktive Maschinen. Inklusive der Baureihe 52.80 existierten zur Einführung der EDV-Nummern im Jahre 1970 noch 782 Kriegslokomotiven der Baureihe 52. Und auch die als Donnerbüchsen bezeichneten Personenwagen der 2., 3. und 4. Klasse gehörten bis Ende der 1960er Jahre zum Bestand der DR. Ab 1959 begann bei der DR die Produktion von Diesellokomotiven in großer Stückzahl, die vor allem für den Rangier- und leichten Zugdienst gedacht waren. Vertreten waren vor allem die Baureihe V60 mit 2.256 gelieferten Maschinen, die V100, von der in den 1970er Jahren 1.146 Exemplare abgeliefert wurden und die V15 mit insgesamt 1.301 Exemplaren. Von den Baureihen V100 und V15 konnten zusammengerechnet auch 250 Loks ins Ausland exportiert werden. Die erste Großdiesellok war die Baureihe V180, von der allerdings in den 1960er Jahren nur 375 Stück hergestellt wurden. Richtig beginnen konnte der Traktionswandel erst mit der Lieferung von 1.251 sowjetischen Großdieselloks, verteilt auf die Baureihen 120, 130, 131 und 132. Auch aus Rumänien wurden 200 Diesellokomotiven der Baureihe 119 angeliefert. Wie die DB hatte auch die DR einige Standard-E-Lokomotiven entwickelt, bei denen es sich in den 1960er Jahren um die Baureihen E11 und E42 handelte. Lieferbeginn war das Jahr 1961. Später folgten noch die Baureihen 243, 112, 114 und 250. Alle sechs Baureihen umfassend waren von 1961 bis 1994 insgesamt 1.437 E-Lokomotiven abgeliefert worden. In den 1960er Jahren wurden der DR acht Triebwagenzüge der Baureihe VT 18.16 geliefert.
Die ersten dampffreien Bahnbetriebswerke waren zum Jahreswechsel 1966/67 die Bahnbetriebswerke Berlin-Grunewald in West-Berlin und Reichenbach. Doch auch in den 1970er Jahren waren noch weit über tausend Dampflokomotiven im täglichen, planmäßigen Einsatz. Zum Zeitpunkt der EDV-Einführung im Jahre 1970 konnten noch über 2.700 Normalspur-Dampflokomotiven gezählt werden, von denen noch über 2.200 im Betrieb waren. Zum 1. Juni 1970 wurden etwa 2.724 Normalspur-Dampfloks registriert. Das offizielle Ende der Dampflokzeit bei der Reichsbahn wurde im Oktober 1988 verkündet. Geplant war eigentlich, den Dampfbetrieb zwischen 1975 und den frühen 1980er Jahren einzustellen, was im Zuge der Ölkrise jedoch nicht klappte. Im Auslaufbahnbetriebswerk Halberstadt waren im Oktober 1988 noch drei Loks der Baureihe 50.35 im Dienst. Es waren die Dampflokomotiven mit den Nummern 50 3559, 50 3606 und 50 3662. Der letzte offizielle Dampfzug im Planeinsatz fuhr am 29. Oktober 1988 mit der 50 3559 von Halberstadt über Magdeburg bis in den Harz. Jedoch endeten die letzten Einsätze der Baureihe 52.80 erst im Jahr 1989. Heizlokomotiven leisteten sogar noch bis 1994 Dienst. Anfang des Jahres 1988 waren noch weit über 300 Dampflokomotiven im Betrieb bei der DR. Fast 150 wurden sogar noch im Streckendienst eingesetzt. Am stärksten waren die Baureihe 52.80 mit über 100 Maschinen und die Baureihe 50.35 mit 92 Exemplaren vertreten. Die Heizlokomotiven waren vor allem auf die Baureihen 50.35, 52.80, 41 und 44 verteilt. In kleinerer Anzahl fanden sich auch Loks der Baureihen 86, 01, 03 und 22. Das Ende dieser Gnadenfrist bildete die Abstellung der letzten drei Heizloks der Baureihe 52.80 vom Bahnbetriebswerk Berlin-Schöneweide am 29. Mai 1994. In den 1980er und 1990er Jahren war das DR-Schienennetz auch vieler Orts Schauplatz für Plandampfveranstaltungen.
Ein weiteres Problem für den Dampflokomotivbetrieb stellten in den 1940er und 1950er Jahren die schlechten Brennstoffe in Form von Braunkohle dar, da der Deutschen Reichsbahn nur wenig Steinkohle zur Verfügung stand. Besonders hohe Tenderkastenaufsätze vergrößerten das Brennstoffladevolumen, jedoch waren die Kessel der Lokomotiven nicht auf die Verwendung von Braunkohle ausgelegt, zudem brachte die zu bewältigende Menge die Heizer an die Grenzen ihrer physischen Leistungsfähigkeit. In den 1950er Jahren verbrauchten die Dampflokomotiven der DR pro Jahr 40 % der gesamten DDR-Braunkohle. Zusammen mit dem Verbrauch der Fabriken und Kraftwerke in der DDR entsprach dies jährlich fast der gesamten Braunkohle. Der nur halbe Heizwert der Braunkohle gegenüber der Steinkohle verlangte auf gleicher Strecke die doppelte Menge Brennstoff. Entsprechend groß waren die Asche- und Schlackemengen. Zwangsläufig mussten so durch das Nachladen von Kohle die Fahrzeiten verlängert werden. Nur wenige Dampflokomotiven bzw. Baureihen konnten unter diesem Umständen noch Höchstleistungen erbringen. Zu allem Überfluss führten die großen Braunkohlemengen zu einem raschen Verschleiß der Feuerbüchsen. Vor allem Loks mit kupfernen Feuerbüchsen waren davon betroffen. Bei Loks mit Stahlfeuerbüchsen passierte dies eher selten. Zur Einsparung von Braunkohle ließ die DR von 1949 bis in die 1950er Jahre 110 bis 125 Dampflokomotiven auf Braunkohlenstaubfeuerung Bauart Wendler umbauen. Die erste Lok war im Jahre 1949 eine Lok der Baureihe 17, die im RAW Stendal in Betrieb genommen wurde und neben der Kohlenstaubfeuerung auch einen Kondenstender erhalten hatte. Einen weiteren Verbesserungsvorschlag setzte 1951 der Eisenbahner Oskar König durch. Er entwickelte das sogenannte tote Feuerbett. Eine Schicht aus Schotter bedeckte den Rost der Feuerbüchsen, wodurch auch das Durchfallen von erst teilweise verbrannter Kohle, Asche und Schlacke verhindert werden sollte. So trug er stark dazu bei, dass im Jahr 1951 mehr als 60.000 Tonnen Braunkohle eingespart werden konnte.
Kohleersparnis wurde bei der Nachkriegsreichsbahn Hauptthema. Im Jahre 1951 wurde geplant, innerhalb von fünf Jahren den Kohleverbrauch um 20 % zu senken. Schon das Behindern der Züge durch verspätet gezogene Signale führte zu höherem Kohleverbrauch. Bei rechtzeitig gezogenen Signalen konnte der Zug seine kinetische Energie ausnutzen und mit geschlossenem Regler in den Zielbahnhof fahren. Geschah dies nicht, musste aufs neue angefahren und beschleunigt werden, wodurch jedes Mal 250 Kilogramm mehr Braunkohle benötigt wurden. Auch die Standzeiten unnötiger Unterwegsaufenthalte, über deren Länge die Lokführer oft nicht informiert wurden, verbrauchten pro Minute durchschnittlich 25 Kilogramm Braunkohle. Auch die Auslastung der Züge spielte in dem Thema Kohleverbrauch/Kohleersparnis eine wichtige Rolle. Ein Vergleich: Eine Lok der Baureihe 44 zieht einen Zug von 1.000 Tonnen über 100 Kilometer, so werden sechs Tonnen Kohle verbraucht, was zu einem Ergebnis von 60 Tonnen pro 1 Mio. tKm führt. Dagegen verbraucht eine Lok der Baureihe 44 mit einem nicht ausgelasteten Zug von 500 Tonnen zwar auf 100 Kilometer nur fünf Tonnen, aber pro 1 Mio. tKm ergibt dies ein Ergebnis von 100 Tonnen. Wenig belastete Lokomotiven mit nicht ausgelasteten Züge verbrauchten also mehr Kohle, als belastete Lokomotiven mit ausgelasteten Zügen. Den höchsten Verbrauch hatten leerfahrende Lokomotiven ohne Zug. Darum wurde darauf geachtet, dass vor allem lange Schwerlastzüge fuhren.
Im Juli 1950 hatte der dritte Parteitag der SED für den kommenden Fünfjahresplan erhöhte Transportleistungen der DR gefordert. Im Bahnbetriebswerk Leipzig-Wahren wurde ein Wettbewerb eingeführt, der das Ziel beinhaltete, täglich 500 Kilometer Streckenleistung zu erbringen. Man nannte diese Schwerlastbewegung die 500er-Bewegung. Dadurch wurde oft der Verbrauch unter 30 Tonnen pro Mio tKm gehalten. Aber durch den Wohlstand in der DDR stiegen sowohl der Güterverkehr und die Zahl der Güterzüge, als auch Länge und Gewicht der Züge rapide an. Erst Anfang der 1960er Jahre gab es in der DDR wieder große Mengen Steinkohle, von der allerdings die meiste im Ausland gekauft werden musste. Somit konnte ab 1960 auf Braunkohle als Brennstoff fast vollständig verzichtet werden. Nur bei Heizlokomotiven kam sie noch zum Einsatz, damit keine Steinkohle verschwendet wurde. Doch auch die Steinkohle hatte oft schlechte Qualität. Vor allem Reko-Dampfloks der Baureihen 52.80 und 58.30 mussten oft mit minderwertigen Brennstoffgemischen auskommen, die neben Steinkohle auch Kohlestaub und Steine enthielten. So musste auf den Reko-Loks der Baureihe 58.30 in den 1970er Jahren oft die Rohrwandkratze mitgeführt werden, da die Rohrwand durch die schlechte Kohle schnell Schlacke ansetzte. Noch in den 60er Jahren erforderte der Dampflokomotivbetrieb jährlich rund 6 Mio. Tonnen Steinkohle. So wurden weiterhin Verbesserungsvorschläge zur Einsparung der Steinkohle eingereicht. Ab 1958 kam der Mischvorwärmer bei vielen Dampfloks zum Einbau. Eine Weiterentwicklung wurde ab 1960 eingeführt. Der aus Österreich stammende Giesl-Ejektor mit Mischvorwärmer sollte bei 600 Dampfloks zum Einsatz kommen, tatsächlich wurden aber nur 452 Maschinen so umgebaut. In den 50er Jahren war vor allem bei den Lokomotiven der Baureihe 38 ein ständiges Problem der schlechte Lokzustand, der nach und nach mit der sogenannten Lunin-Methode behoben wurde. Die Lokbrigaden mussten in den 1950er Jahren ihre Lokomotiven oft selbst reparieren, da die Werkstätten überlastet waren. Und auch um die Dampfloks an sich weiterhin für den Betrieb zu erhalten, wurden von 1957 bis 1967 insgesamt 685 Dampflokomotiven einer Rekonstruktion unterzogen, um sie noch viele Jahre für den Betrieb zur Verfügung stellen zu können. Den Abschluss des Rekonstruktionsprogramms bildete die Lok 52 8200 am 22. Dezember 1967. Die 52 Lokomotiven der Baureihe 03, die von 1969 bis 1975 mit gebrauchten Reko-Kesseln der Baureihe 22 ausgerüstet wurden, zählten nicht mehr zum Programm. Die Rekokessel waren Ende der 50er Jahre auch wie vorgesehen der Verfeuerung von Braunkohle in großen Mengen besser gewachsen. Die Rekoloks konnten also auch mit Braunkohle Höchstleistungen erzielen. Bis ins Jahr 1959 wurden viele Experimente in Form von rechtzeitigem Schließen des Reglers und stufenweiser Bremsung durchgeführt, um die kinetische Energie nutzen und Kohle sparen zu können. Im Jahr 1959 wurde auch die Genehmigung erteilt, rund 300 Dampfloks auf Ölfeuerung umzubauen. Doch es wurden nur 237 Öl-Dampflokomotiven dem Betrieb übergeben. Als Folge der Ölkrise mussten von 1980 bis 1982 fast alle Ölloks abgestellt und als Folge dessen viele kohlegefeuerte Dampflokomotiven wieder reaktiviert werden. So mussten 23 Loks der Baureihe 41 nochmals einer Hauptuntersuchung unterzogen werden. Auch einige Exemplare der Baureihe 86 kamen wieder in Betrieb und waren bis 1988 im Einsatz.
Bei den DR-Schmalspurbahnen war anfangs gar kein Strukturwandel auf Dieseltraktion vorgesehen, da auch durch den Straßenverkehr auf viele Kleinbahnen verzichtet werden konnte. Von 1966 bis 1975 sollten fast alle Strecken stillgelegt werden. So wurden ganze Schmalspurnetze stillgelegt, wie das Wilsdruffer Netz und das Thumer Netz.
In den 1970er Jahren sollten dann durch den Ölimport aus der UdSSR doch noch etliche Strecken auf Dieseltraktion umgestellt werden. Dieses Vorhaben wurde jedoch infolge der Ölkrise Anfang der 80er Jahre und Problemen in der Produktion neuer Diesellokomotiven niemals durchgeführt. Also blieb es bei dem Dampfbetrieb. Und manche Strecken, wie das Mügelner Netz wurden auch in den folgenden Jahrzehnten für den Güterverkehr und den Tourismus benötigt. Bis in die heutige Zeit sind die Harzquerbahn, die Brockenbahn, die Selketalbahn, die Fichtelbergbahn, die Lößnitzgrundbahn, die Weißeritztalbahn, die Döllnitzbahn, die Zittauer Schmalspurbahnen, die Bäderbahn Molli und die Rügensche Kleinbahn Rasender Roland erhalten, und werden immer noch mit planmäßigem, alltäglichen Dampfbetrieb betrieben. Die Döllnitzbahn gehörte zum sechs Strecken und 110 Streckenkilometer umfassenden Mügelner Schmalspurnetz. Auch die Schmalspurbahnen waren sowohl von dem Neubau- als auch von dem Umbauprogramm betroffen. So wurden von 1952 bis 1956 auch 43 neue Schmalspur-Dampflokomotiven geliefert, und mindestens 38 Schmalspurloks wurden von 1962 bis 1967 einer Rekonstruktion unterzogen. Das heute größte Schmalspurnetz sind die Harzer Schmalspurbahnen mit 140 Streckenkilometern. Für die sowjetischen Schmalspurbahnen wurden im Lokomotivbau Babelsberg von 1947 bis 1956 noch 417 Lokomotiven des Typs GR geliefert. Drei weitere Loks dieses Typs gingen an die DDR. Ab dem 1. Januar 1992 wurde infolge des gemeinsamen Nummernplan der Triebfahrzeuge von DB und DR auch bei den DR-Lokomotiven das DB-EDV-Nummernsystem eingeführt. Auch sämtliche DR-Schmalspur-Dampfloks wurden durch den Umzeichnungsplan für Schmalspurtriebfahrzeuge 1992 in die neue Baureihenbezeichnung 099 eingefügt, allerdings ohne jeden Bezug zur Originalnummer. Beispielsweise erhielt die Lok 99 731 die EDV-Nummer 099 722-1. Dieses EDV-Nummernsystem blieb bei allen Schmalspurloks unterschiedlich lange bestehen. Die letzten erhielten ihre Original-Nummer erst 2001 zurück. Auch sämtliche noch verbliebene 113 Loks der Baureihe 52.80 wurden nun als Baureihe 052 beschriftet, mit dem Unterschied, dass es sich bei ihnen bis auf die EDV-Änderung noch immer um die Originalnummer handelte und für die Normalspur-Dampfloks die neue Bezeichnung nur bis 1993 verwendet wurde. Für Heizlokomotiven der Baureihen 50.35 und 44 wurden die neuen Baureihen 050 und 044 eingeführt. Auch andere Normalspur-Dampflokomotiven, wie die Museumsloks 50 2740 und 44 397 erhielten die neuen Nummern 052 740-8 und 044 397-8.
Im Rahmen der Verstaatlichung in der DDR übernahm die DR auch den Betrieb fast sämtlicher Privatbahnen in ihrem Bereich. In Anbetracht der geringen Motorisierung der Bevölkerung in der DDR besaßen die Eisenbahnen eine enorme Bedeutung für den Verkehr. Teilweise wurden mehr Güter als auf dem mehr als doppelt so großen Netz der Deutschen Bundesbahn transportiert. 1986 erreichte die Deutsche Reichsbahn einen Beförderungsgrad für Waren (über deren gesamten Transportweg und für alle transportierten Güter betrachtet) von beachtlichen 86 %. Im Personenverkehr wurden moderat bemessene Fahrpreise verlangt. Die Höchstgeschwindigkeit der Züge im Reiseverkehr lag bei 120 km/h, was auch durch den starken Anteil des langsameren Güterverkehrs auf den Gleisen bedingt war. Planungen für Verkehrsgeschwindigkeiten bis 160 km/h zeigten sich als wirtschaftlich nicht realisierbar. Der Schutz der Bahnhöfe und Anlagen der DR erfolgte durch die Transportpolizei, die Teil des Ministeriums des Innern war. Bis Anfang der 70er Jahre herrschte bei der DR wie in Polen und Russland ein strenges Fotografier- und Filmverbot. Erst ab 1973 durften Züge und Bahnanlagen wieder legal fotografiert werden. Trotzdem blieb man weiterhin wachsam um mögliche Spione ausfindig machen zu können. Das Fotografieren und Filmen bei der DR in der DDR wurde weiterhin als sehr gefährlich angesehen, da man befürchtete, der US-Geheimdienst könnte das Eisenbahnhobby missbrauchen. Denn schon im Jahr 1973 wurde ein Agent des US-Geheimdienstes festgenommen, der sich als Hobby-Fotograf ausgab. An wichtigen Industrieanlagen wie dem Uranbergbau des Unternehmen Wismut oder in militärischen Sperrgebieten wurden man beim Filmen weiterhin festgenommen und das Filmmaterial beschlagnahmt.
Nach der Wende verloren auch auf dem Gebiet der DDR mehr als 100.000 Menschen ihre Arbeit und die marode Infrastruktur und die vernachlässigte Modernisierung der Strecken bedurften zur Aufbesserung weit über 100 Mrd. Euro. Bis zur Wende betrug der Anteil der Eisenbahn im Personenverkehr über 40 %, da wegen ständiger Mangelwirtschaft Öl und Benzin oft knapp waren und die Nachfrage die Leistungen in der Autoproduktion weit übertraf. Bewohner der DDR mussten oft Jahre auf ein neues Auto warten. Erst in den Jahren 1989/90, wo die DDR-Bürger Westautos kaufen konnten, sank der Anteil der Züge im Personenverkehr auf 14 % ab. Auch der Güterverkehr ging aufgrund der LKWs von ursprünglich 77 % auf 41 % im Jahr 1990 zurück. Im Jahre 1950 waren der DDR nur etwa 7.170 PKWs geliefert worden. Erst ab 1960 nahm die Produktion der Autos in der DDR wieder Fahrt auf. So stieg die Lieferzahl von 64.000 PKWs und 12.800 LKWs im Jahr 1960 auf 126.600 PKWs und 24.100 LKWs im Jahr 1970. Im Jahr 1989 wurde in der DDR eine Jahresproduktion von rund 217.000 Personenkraftwagen und rund 38.800 Lastkraftwagen erreicht. Im Herbst 1988 existierten 7,5 Mio. Straßenkraftfahrzeuge auf dem Gebiet der DDR.
Auf Anordnung durch die SMAD mussten sämtliche für den elektrischen Betrieb notwendigen Anlagen demontiert und als Reparation in die Sowjetunion geliefert werden. Somit umfasste das elektrifizierte Streckennetz nur wenige lokale Gleichstrombahnen mit zusammen 38,5 km Länge und die Berliner S-Bahn mit 252 km. Die Wiederelektrifizierung begann Anfang der 1950er Jahre. Der Eröffnungszug fuhr am 1. September 1955.
Trotz der hohen wirtschaftlichen Bedeutung als Transportmittel wurde das Schienennetz über Jahrzehnte vernachlässigt. Der Oberbau befand sich teilweise in schlechtem Zustand durch überstrapazierte eingleisige Strecken, bei denen das zweite Gleis als Reparationen für den Zweiten Weltkrieg durch die SMAD abmontiert wurde. Erst ab Mitte der 1970er Jahre wurden die Aufwendungen für Instandhaltungen erhöht. Der Wechsel zu Betongleisschwellen war ein verlustreicher Missgriff, da die Schwellen aufgrund einer fehlerhaften Betonmischung nach wenigen Jahren alkaligeschädigt zerfielen.

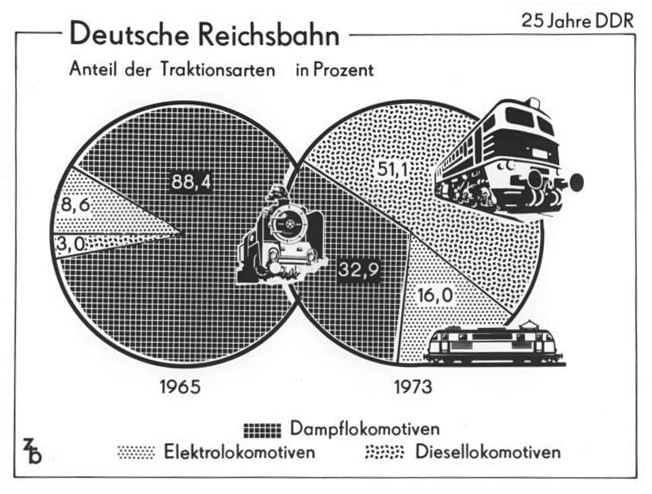
Prozentualer Anteil der Traktionsarten in der Deutschen Reichsbahn (1974)

Zur Ablösung der Dampflokomotiven setzte die DR auf Dieselloks. Jedoch wurde aufgrund der ständig steigenden Erdölpreise bzw. zurückgehenden Importe die Elektrifizierung ab 1975 auf Basis der sicheren und krisenunabhängigen Stromlieferungen aus einheimischen Braunkohle-Kraftwerken intensiviert.
Die Streckenlänge betrug im Jahr 1979 14.164 km, davon waren nur 1.621 km elektrifiziert und insgesamt 290 km bestanden aus Schmalspur-Strecken. Ende der 70er Jahre waren noch ca. 10 % aller Züge mit Dampflokomotiven bespannt. Der Rest war verdieselt oder elektrifiziert. 1988 stellte die DR zehn Jahre nach der Deutschen Bundesbahn ebenfalls den Dampflokomotiven-Betrieb auf ihren Normalspurstrecken ein, lediglich auf den DR-Schmalspurbahnen blieb die Dampftraktion aufgrund ihrer historischen und touristischen Bedeutung und mangels geeigneter Triebfahrzeuge bestehen. Der Betrieb erfolgte dann überwiegend mit Diesellokomotiven, die Elektrotraktion gewann aber zunehmend an Bedeutung.
In West-Berlin hatte die DR die Betriebsrechte für die staatlichen Bahnstrecken und somit auch für den Betrieb der S-Bahn Berlin. Dies wurde trotz organisatorischer Schwierigkeiten auch nach dem Bau der Berliner Mauer 1961 fortgesetzt, da es der DDR-Führung nützlich schien, einen legalen Standort in West-Berlin zu haben, der indirekt für Aktivitäten außerhalb des Bahnbetriebes genutzt werden konnte. Da die Deutsche Reichsbahn das Hausrecht auch mit ihrer eigenen Transportpolizei auf den Anlagen ausübte, bestand nur ein sehr beschränkter Zugang für die Behörden in West-Berlin. Mit den Fahrpreisen für die S-Bahn versuchte die DDR politische Propaganda zu betreiben, indem damit die Tarife der westlichen BVG als kapitalistisch orientiert angeprangert wurden. Gleichzeitig litt die S-Bahn unter dem Boykott durch weite Teile der Westberliner Bevölkerung. Nach einem Streik der Westberliner Reichsbahnangestellten legte die DR Anfang der 1980er Jahre große Teile des Westberliner S-Bahn-Netzes still. Gleichzeitig erklärte sich die DDR bereit, über eine Übergabe der S-Bahn zu verhandeln. Im Jahre 1984 übernahm die Westberliner BVG die Betriebsrechte für die S-Bahn in West-Berlin, die Bedienung der Westberliner Fernbahnhöfe und der Güterverkehr verblieben aber bis zur Gründung der Deutschen Bahn AG in der Regie der Reichsbahn.
Am 1. Januar 1994 wurde die DR im Zuge der Wiedervereinigung Deutschlands zusammen mit der Deutschen Bundesbahn zum Bundeseisenbahnvermögen und mit Eintrag im Handelsregister Berlin-Charlottenburg am 7. Januar in das handelsrechtlich organisierte Unternehmen Deutsche Bahn AG umgewandelt. In Vorbereitung und Durchführung der Zusammenführung beider deutscher Staatsbahnen fand ein massiver Personalabbau statt.

### Deutsche Bahn AG ab 1994
Beide Staatsbahnen galten im Jahr 1991 als stark überschuldet und praktisch insolvent. Beide Bahnen zusammen sollten nach Schätzungen bis zum Jahr 2000 Schulden in Höhe von über 140 Mrd. Euro und Verluste in Höhe von 266 Mrd. D-Mark haben. So übten beide Bahn-Gesellschaften Druck auf die Regierung aus, damit eine umfassende Strukturreform eingeleitet wurde, da nach dem Vertrag zur deutschen Einheit beide Bahnen am 1. Januar 1994 zusammengeführt werden sollten. So verschlechterte sich die ökonomische Lage der Eisenbahn weiter, da weiterhin für die insgesamt 388.000 Beschäftigten weitere 26 Milliarden D-Mark erbracht werden mussten, wogegen 1993 nur 9 Mrd. D-Mark Eigenkapital und fast 16 Mrd. D-Mark Verluste standen. Allein die jährliche Zinslast betrug 4,6 Milliarden D-Mark und in den Bilanzen standen 84 Milliarden D-Mark Kredite und Rückstellungen. Da die Staatsbetriebe als offenbar nicht reformierbar angesehen wurden – 1993 hatte die westdeutsche Bundesbahn 9,4 Milliarden Mark Verlust und die ostdeutsche Reichsbahn 6,1 Milliarden Mark Verlust, wurden die beiden Staatsbahnen in eine Aktiengesellschaft überführt. Der Bundesrat billigte nach dem Bundestag am 17. Dezember 1993 die Bahnreform. Am 1. Januar 1994 fusionierten die Bundesbahn und die Reichsbahn zu einem privatwirtschaftlichen Unternehmen mit dem Namen Deutsche Bahn AG. Eine ursprünglich geplante Teilprivatisierung beschränkt sich zwar auf die Regionalbereiche, doch hat sich die Struktur des Eisenbahnverkehrs erheblich gewandelt. Der Wandel wurde in der Öffentlichkeit kritisch und mit gemischten Gefühlen betrachtet. Am 5. Januar 1994 wurde die Deutsche Bahn AG als Nachfolger der Bundes- und Reichsbahn ins Handelsregister eingetragen. So werden Leistungen des Regionalverkehrs inzwischen durch die Länder ausgeschrieben und DB Regio ist nunmehr einer von vielen Wettbewerbern. Den Fernverkehr betreibt bis auf wenige Ausnahmen DB Fernverkehr eigenwirtschaftlich, wobei es inländischen und ausländischen Bahnen freisteht, selbst Fernverkehr anzubieten. Alle Nutzer der Eisenbahninfrastruktur wiederum zahlen für diese Nutzung Gebühren an DB Netz bzw. andere Eisenbahninfrastrukturunternehmen. Über Höhe und Gestalt dieser Gebühren herrscht wiederholt politische Uneinigkeit vor. Trotz des neuen Eisenbahn-Unternehmens kommen weitere Verluste hinzu. Von 1994 bis 2001 sinkt die Mitarbeiteranzahl von 331.000 auf 214.000, da in dieser Zeit bundesweit 117.000 Arbeitsplätze gestrichen werden. Auch das Schienennetz schrumpft weiter zusammen. Infolge veralteter Schienen mussten seit Gründung der DB AG bundesweit 6.000 Kilometer Strecke stillgelegt werden. Von den fast 60.000 Kilometern Schienennetz vor dem Ersten Weltkrieg sind im Jahr 2005 nur noch rund 38.000 Kilometer übrig. Das ist das längste Schienennetz Europas. Im Jahr 2020 sind es nur noch 33.399 Kilometer. Der Anteil der Eisenbahn im Güterverkehr betrug 2021 knapp 19 %.
| Streckenlänge aller Bahnen in den deutschen Ländern | |
| | Jahr Länge in km 1835 1840 1845 1849 1855 1860 1865 1870 1875 1885 1895 1900 1905 1912 1920 1929 1930er 1945 1976 1985 2005 2020 6 548 2300 6000 8289 11660 14690 über 19000 27930 37650 45560 51000 56980 58297 53660 54059 54000 49313 43247 41112 ~38000 33399 |
| Anmerkung: Diagramm und Tabelle berücksichtigen auch die geschichtliche Entwicklung der Größe Deutschlands. Der Deutsche Bund hatte eine andere Ausdehnung als das Deutsche Reich und nach beiden Weltkriegen standen umfangreiche Gebietsabtretungen an die Nachbarn Deutschlands an, die selbstverständlich auch das Netz der Eisenbahnen betrafen. Die Zeit beider Weltkriege mit den umfangreichen deutschen Annexionen in den Kriegsgebieten wurde komplett ausgespart. | |
| Jahr | Länge in km |
| 1835 1840 1845 1849 1855 1860 1865 1870 1875 1885 1895 1900 1905 1912 1920 1929 1930er 1945 1976 1985 2005 2020 | 6 548 2300 6000 8289 11660 14690 über 19000 27930 37650 45560 51000 56980 58297 53660 54059 54000 49313 43247 41112 ~38000 33399 |

## Technische Entwicklung

### Erste Fahrzeuge und deren Weiterentwicklung

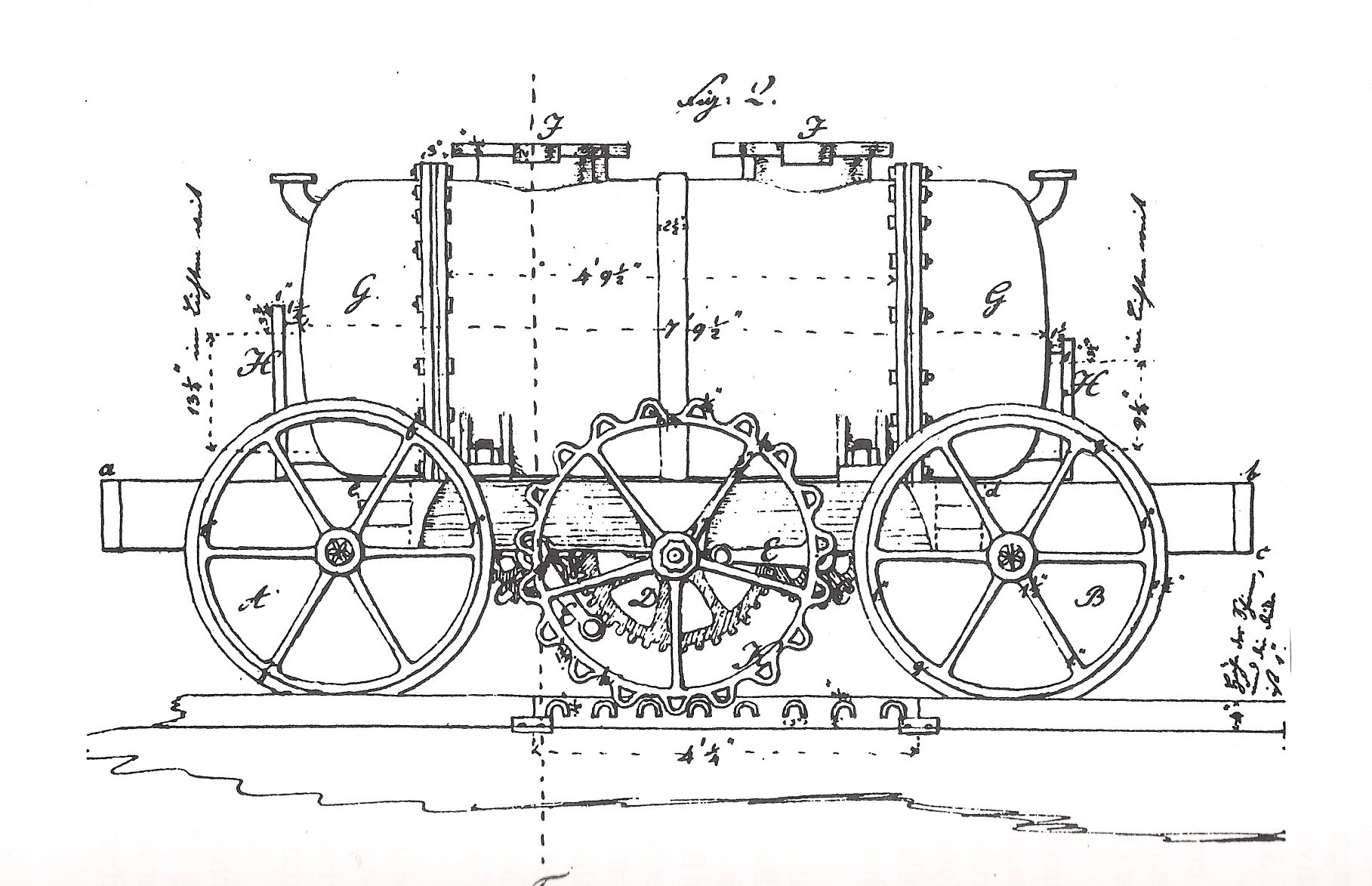
Zeichnung des Geislauterner Dampfwagens von 1819

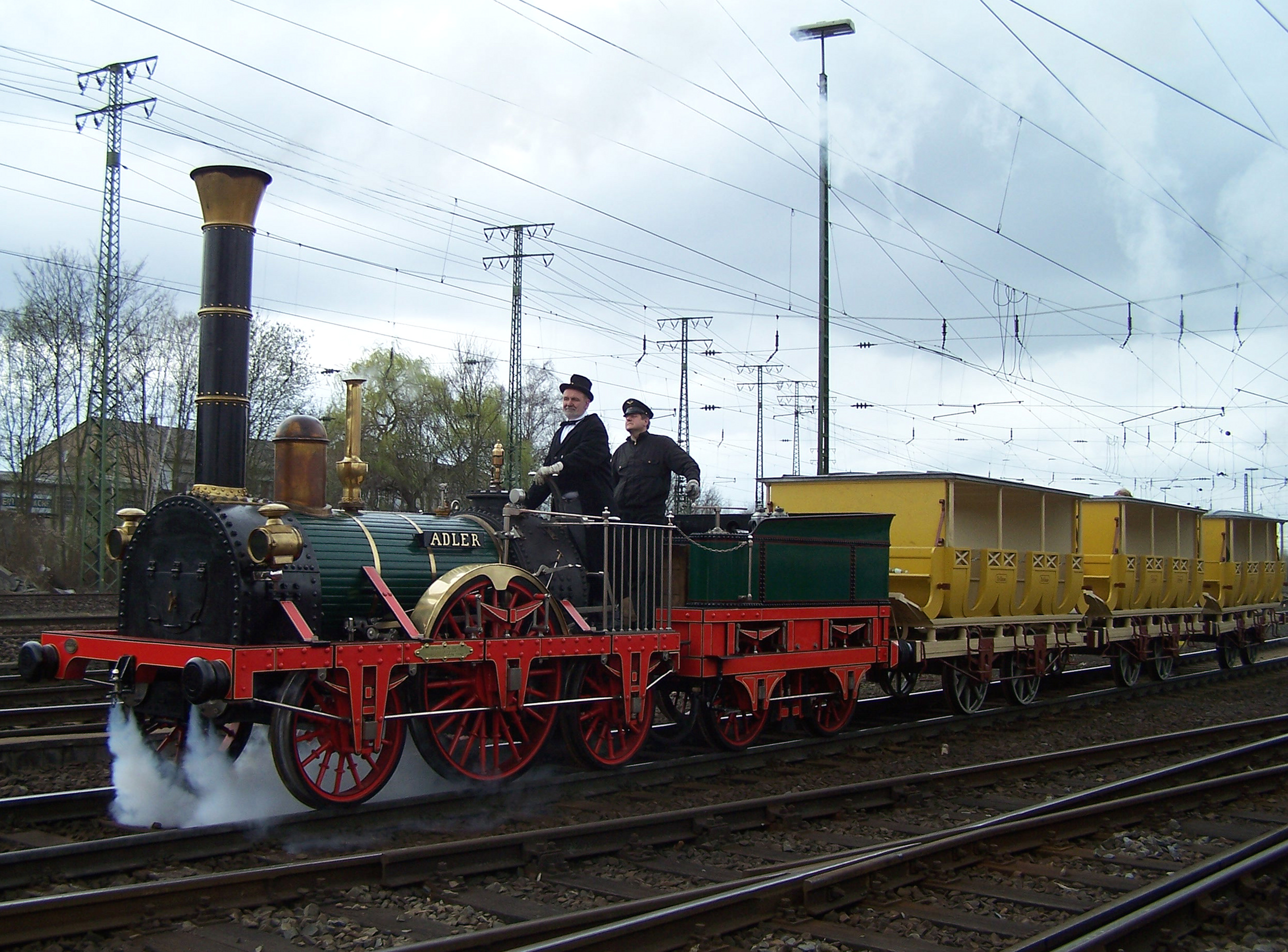
Nachbau der ersten in Deutschland betriebenen Dampflokomotive Adler von Robert Stephenson

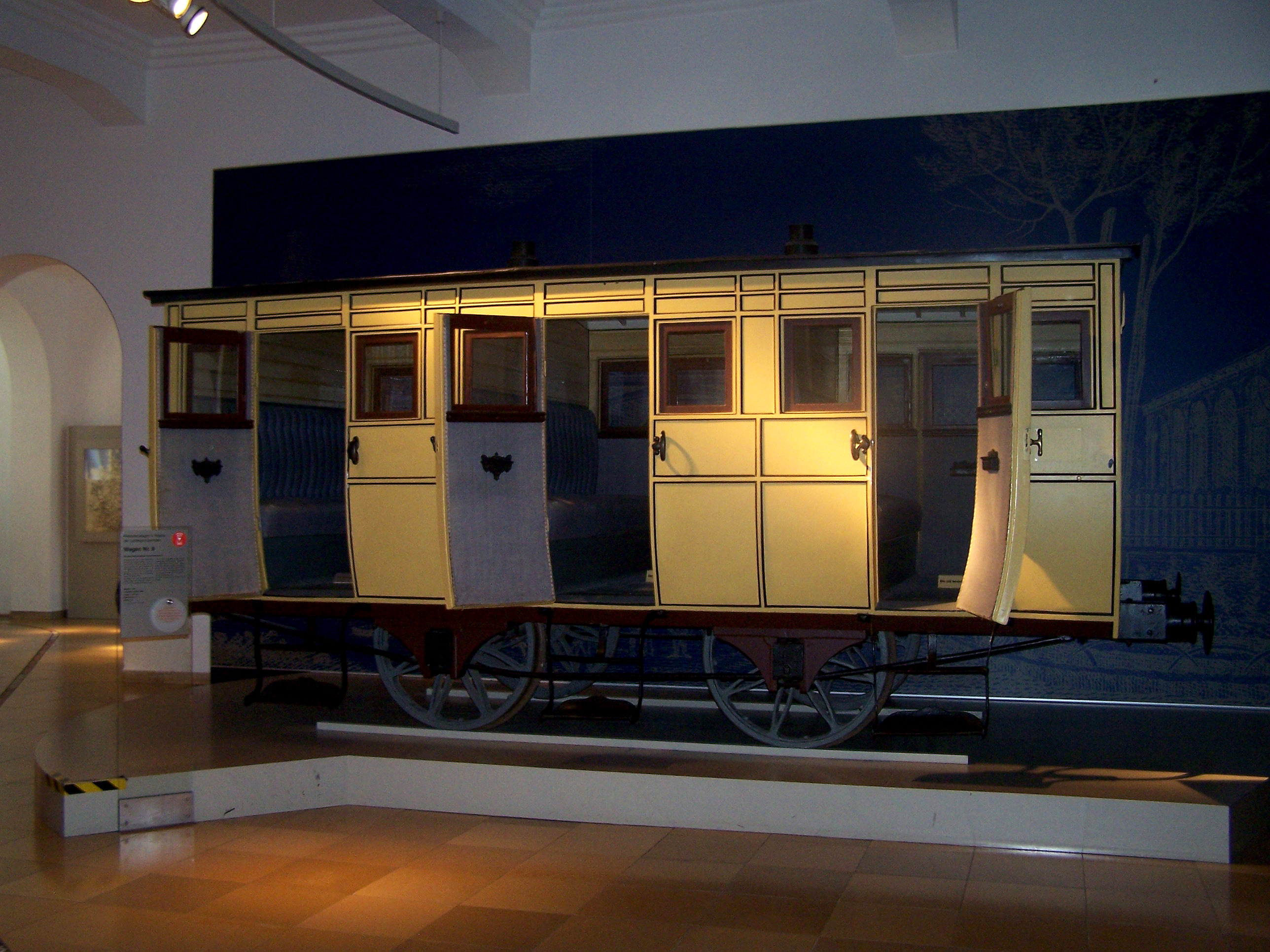
Einer der ersten Personenwagen der Bayerischen Ludwigsbahn von 1835 im Original, entstanden unter der Leitung des Ingenieurs Paul Camille von Denis

- Johann Friedrich Krigar baut 1815 in der Königlichen Eisengießerei Berlin eine Kopie der Dampflokomotive von John Blenkinsop für die Königshütte in Oberschlesien. Bei der Ankunft der zerlegten Maschine am 23. Oktober 1816 in Gleiwitz stellt sich jedoch heraus, dass die Spurweite gegenüber dem Gleis zu klein bemessen ist. Außerdem erweist sich die Maschine als zu schwach, auch ein Umbau und eine Fahrt auf einer Versuchsstrecke bringen keine überzeugenden Ergebnisse. Die Maschine wird dann als stationäre Dampfmaschine bei einer Zinkhütte verwendet.
- Eine zweite, größere Lok wird von der Königlichen Eisengießerei Berlin für eine Kohlenbahn im Saarrevier 1817 fertiggestellt und im Februar 1819 auf dem Wasserweg über Hamburg und Amsterdam nach Geislautern bei Völklingen geliefert. Auch sie erfüllt trotz einiger Ausbesserungen und einigen Fahrten auf einem Probegleis die Erwartungen nicht; sie erweist sich als nicht betriebsfähig.
- Die 1835 als erste in einem deutschen Land auf der Ludwigseisenbahn verwendete Lokomotive Adler ist die 118. Maschine aus Robert Stephensons Werkstatt und hatte die Bezeichnung PATENTEE, da die Bauart unter Patentschutz stand. Sie hat die Achsfolge „1A1“, die damit lange Zeit der Standardtyp deutscher Bahnen wurde. Die ersten Personenwagen der Bayerischen Ludwigsbahn werden unter Leitung von Paul Camille von Denis erbaut.[59]
- 1838 baut Johann Andreas Schubert bei der Maschinenbaufirma Übigau bei Dresden die SAXONIA mit der Achsfolge „B1“, die ab 1839 erfolgreich auf der Strecke Leipzig-Dresden zum Einsatz kommt. Die Saxonia war die erste, funktionstüchtige, in Deutschland gebaute Dampflokomotive.[60]
- 1839 baute die Gutehoffnungshütte in Oberhausen-Sterkrade die erste Dampflok des Ruhrgebiets, die RUHR.
- 1840 stellt August Borsig im preußischen Berlin seine erste Dampflokomotive vor, die BORSIG 1. Diese zeigt sich in einer Wettfahrt von Berlin nach Jüterbog einer von Stephenson gebauten Lokomotive deutlich überlegen. Sie war ein Nachbau der englischen und amerikanischen Dampflokomotiven, die die Eisengießerei von August Borsig reparieren sollte.
- Für ihre schnellen Kurierzüge (Courirzug) ab den 1850er Jahren mit ausschließlich Abteilwagen führt die preußische Staatsbahn 1892 neue vierachsige Durchgangswagen mit vom Seitengang abgehenden Abteilen und wettergeschützten Übergängen zwischen den Wagen ein (Erfinder Edmund Heusinger von Waldegg 1817–1886). Von diesen neuen Durchgangswagen leitete sich die Bezeichnung Durchgangszug ab
- 1897 werden für die Preußische Staatseisenbahn die ersten Lokomotiven (eine S 3 und eine P 4) mit Flammrohr-Überhitzer geliefert.

#### Fahrzeugbestand
| Jahr | Lokomotiven Triebwagen Triebköpfe | Güterwagen Staatsbahn | Güterwagen Privatwagen | Güterwagen Gesamtbestand | Personenwagen |
| ---- | --------------------------------- | --------------------- | ---------------------- | ------------------------ | ------------- |
| 1950 | 13.700                            | 270.000               | 32.600                 |                          | 25.100        |
| 1990 | 8.900                             | 206.800               | 52.100                 |                          | 11.500        |
| 2000 | 13.700                            | 117.448               | 64.056                 | 181.504                  | 13.900        |
| 2005 | 13.200                            | 96.551                | 64.059                 | 160.610                  | 12.000        |

### Anfänge des elektrischen Betriebes
Deutschland spielte bei der Entwicklung des elektrischen Antriebs von Schienenfahrzeugen stets eine Vorreiterrolle, wozu vor allem Werner Siemens (ab 1888: von Siemens) sowie die von ihm gegründete Siemens & Halske und deren Nachfolge-Gesellschaften bis zur heutigen Siemens Mobility beitrugen. Auch andere Unternehmen, wie beispielsweise die 1891 in der Schweiz gegründete Brown, Boveri & Cie. AG (BBC) oder die AEG trugen maßgeblich an der Entwicklung der elektrischen Zugförderung bei.
- 1879 stellt Werner Siemens auf der Berliner Gewerbeausstellung die erste gebrauchstaugliche Elektrolokomotive vor.
- 1884 wird die von Siemens & Halske für die Frankfurt-Offenbacher Trambahn-Gesellschaft (FOTG) gebaute erste kommerziell betriebene öffentliche elektrische Straßenbahn in Deutschland von der Alten Brücke in Frankfurt-Sachsenhausen zum Mathildenplatz in Offenbach in Betrieb genommen. Die FOTG hatte eine Spurweite von 1000 mm (Meterspur). Als Stromabnehmer für die elektrischen Überkopf-Versorgungsleitungen wurden kleine Kontaktwagen mit Rollen verwendet, die auf den Fahrdrähten laufend an Verbindungsleitungen hinter dem Motorfahrzeug hergezogen wurden. Die beiden Pole der Gleichstrom-Fahrleitung verliefen jeweils in nach unten offenen Kupferrohren (Schlitzrohrfahrleitung). Die FOTG benötigte noch ein bahneigenes Kraftwerk, das auch erstmals elektrischen Strom an Unternehmen und private Haushalte in Oberrad lieferte.
- 1895 wird die Bahnstrecke Meckenbeuren–Tettnang als erste mit Gleichstrom betriebene Vollbahn in Deutschland in Betrieb genommen.
- 1899 schließen sich Siemens & Halske, die AEG, mehrere Banken, die preußische Administration und weitere Firmen in der Studiengesellschaft für Elektrische Schnellbahnen (St.E.S.) zusammen, um den elektrischen Bahnbetrieb bei hoher Geschwindigkeit zu erforschen. Für die praktischen Versuche wurde der 33 km lange Abschnitt Marienfelde–Zossen auf der Militär-Eisenbahn Marienfelde–Zossen–Jüterbog bei Berlin mit einer dreipoligen Drehstrom-Oberleitung versehen. Im Jahr 1903 erreichten mehrere Versuchsfahrzeuge Geschwindigkeiten über 200 km/h, davon je ein Drehstrom-Triebwagen von AEG und Siemens 210 km/h.
- 1905 wurde die Bahnstrecke Murnau–Oberammergau als erste mit Einphasen-Wechselstrom betriebene Vollbahn in Deutschland eröffnet. Die Strecke wurde mit einer Spannung von 5,5 kV und 16 Hz versorgt. Zunächst wurden nur elektrische Triebwagen eingesetzt, jedoch wurde bereits im gleichen Jahr erstmals in Deutschland eine Elektrolokomotive für den regulären Bahnbetrieb mit Einphasen-Wechselstrom eingesetzt. Bei dieser Lokomotive ist auch der Tatzlagerantrieb bemerkenswert, da die bisher im Ausland gebauten Vollbahn-Elektrolokomotiven mit Stangenantrieb ausgestattet waren.
- 1907 wurde von der preußischen Eisenbahndirektion Altona die Hamburg-Altonaer Stadt- und Vorortbahn mit einer Oberleitung für den elektrischen Betrieb versehen. Zur Anwendung kam Einphasenwechselstrom mit einer Spannung von 6,6 kV und einer Frequenz von 25 Hz. Die ersten Elektrotriebzüge bestanden aus zwei kurzgekuppelten motorisierten Abteilwagen. Ab 1934 wurde daraus die elektrische S-Bahn Hamburg. Auf der Berliner Stadtbahn wird am 8. August 1924 erstmals ein elektrischer Betrieb aufgenommen.
- 1911 wird mit der Strecke Dessau–Bitterfeld die erste für den Regelbetrieb mit dem noch heute verwendeten Einphasenwechselstrom (Bahnstrom mit 15 kV, 16 2⁄3 Hz – seit 1995: 16,7 Hz) elektrifizierte Fernbahn in Betrieb genommen. 1912 wird für das mitteldeutsche Netz das Bahnstromkraftwerk Muldenstein errichtet.
- 1912 wurde zwischen der Preußisch-Hessischen, der Bayerischen und der Badische Staatseisenbahn das Übereinkommen betreffend die Ausführung elektrischer Zugförderung getroffen, bei dem sich die Bahnen auf eine Bahnstromversorgung mit 15 kV und 16 2⁄3 Hz einigten. Dem Übereinkommen traten später auch die Staatsbahnen Österreichs, der Schweiz, Norwegens und Schwedens bei.
- 1914 startete das niederschlesische elektrische Netz auf der gebirgigen Hauptstrecke Nieder-Salzbrunn-Halbstadt im Versuchsbetrieb, mit eigener Bahnstromversorgung aus dem Bahnkraftwerk Mittelsteine.
- 1936 wurden auf der Höllentalbahn Versuche mit einer Bahnstromversorgung mit 50 Hz und dementsprechend ausgerüsteten Lokomotiven durchgeführt. Die Erkenntnisse dieser Versuche bildeten die Grundlage für die Elektrifizierung des nördlichen Streckennetzes der französischen Staatsbahn SNCF.

Anfänge des elektrischen Betriebs
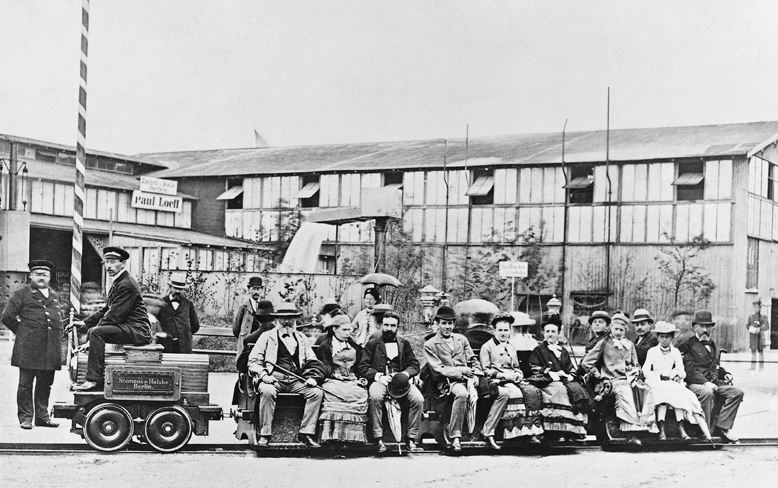
Elektrische Ausstellungsbahn von Siemens (1879)
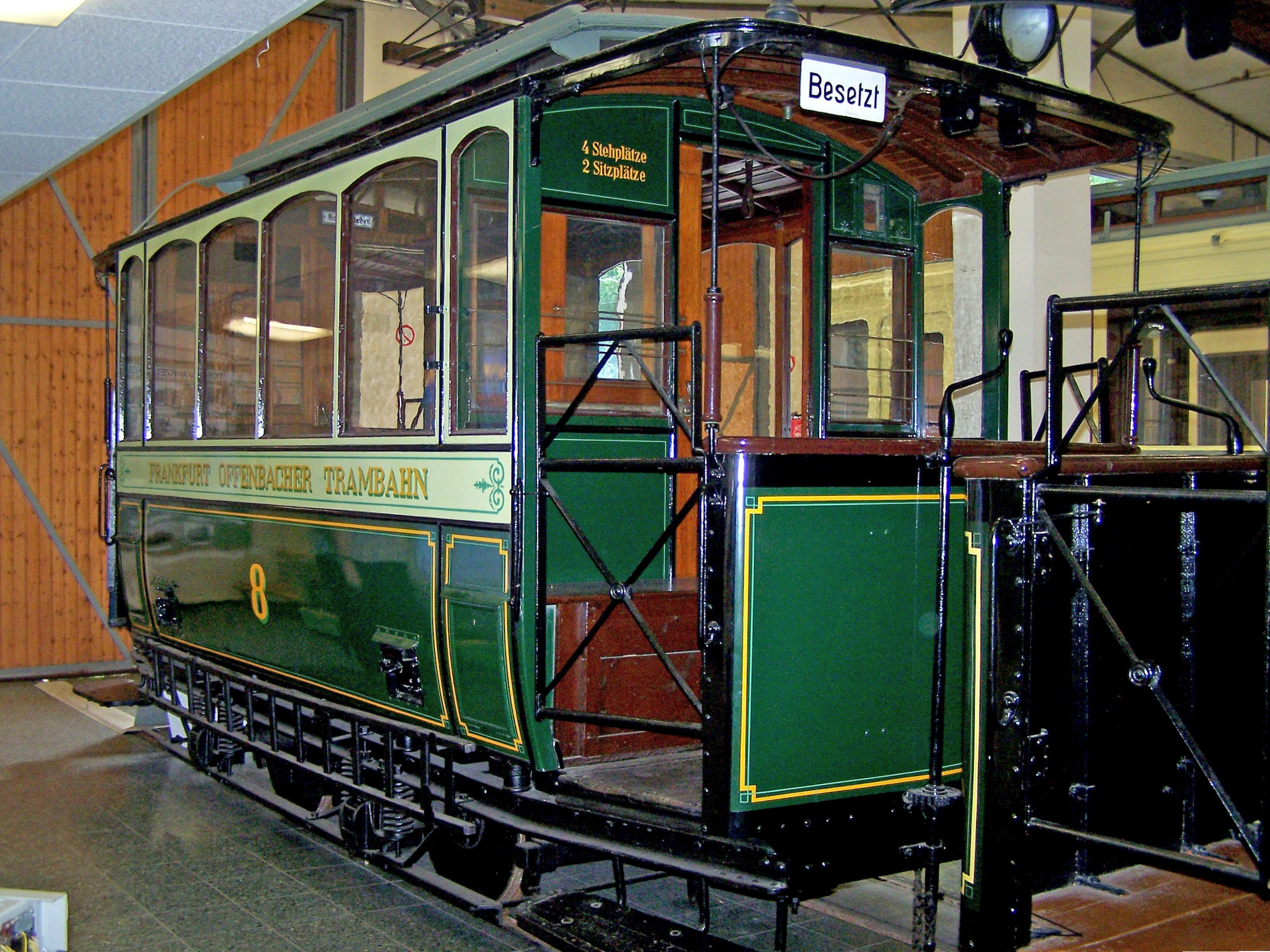
Ältester erhaltener elektrischer Triebwagen der FOTG (1884)
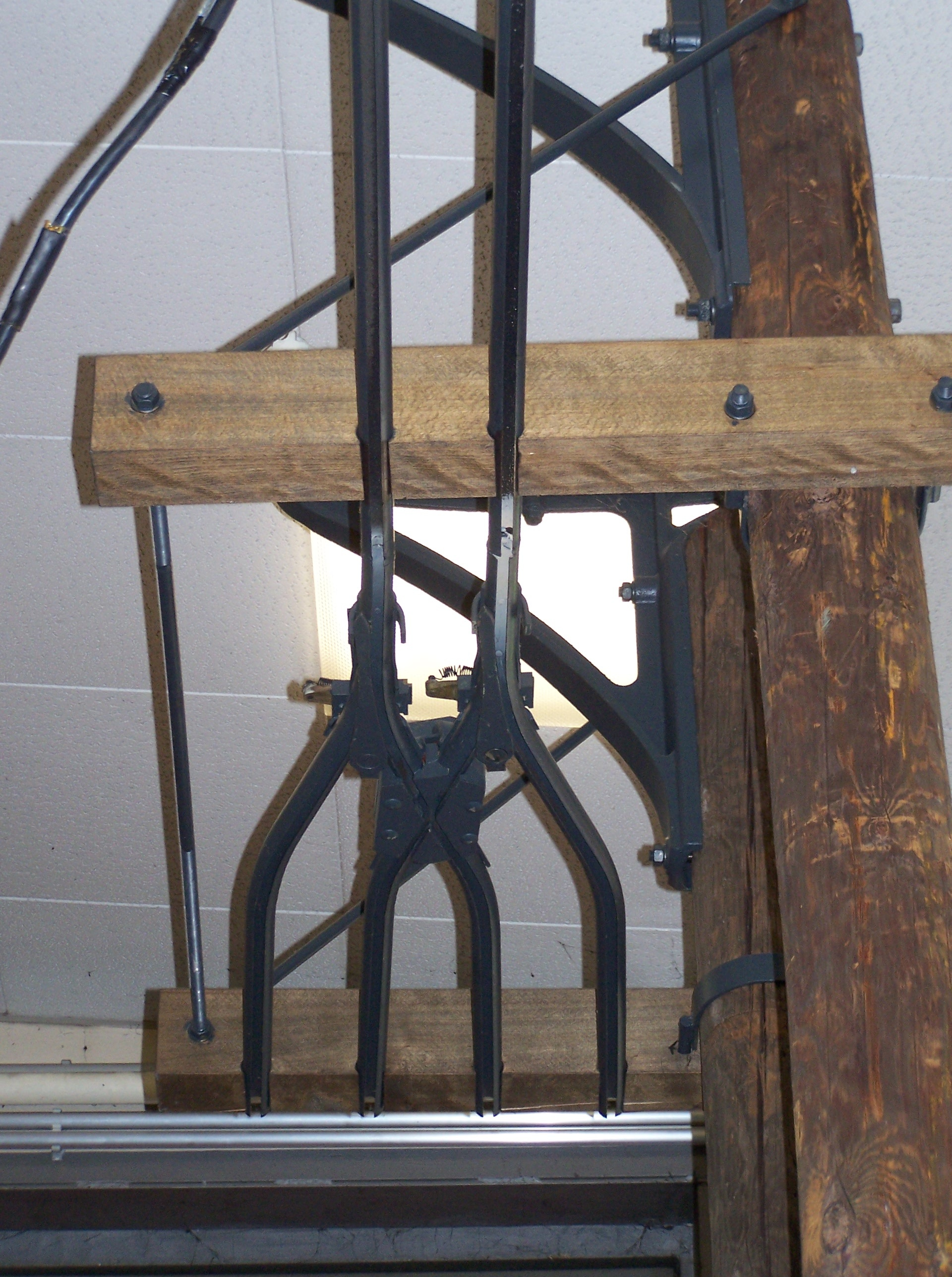
Weiche einer Schlitzrohrfahrleitung der FOTG im Museum (1884)
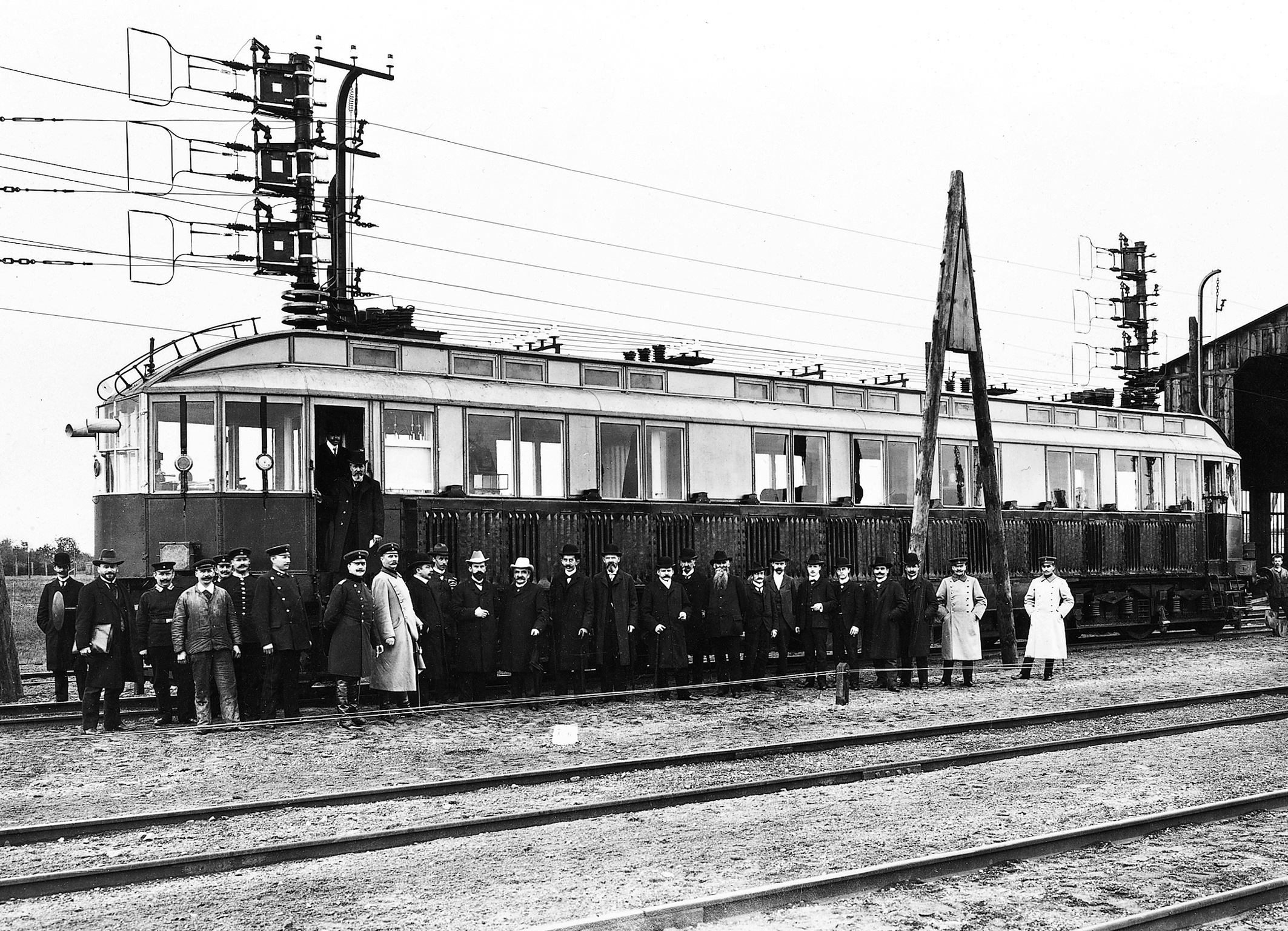
Siemens Drehstrom-Schnelltriebwagen (1903)
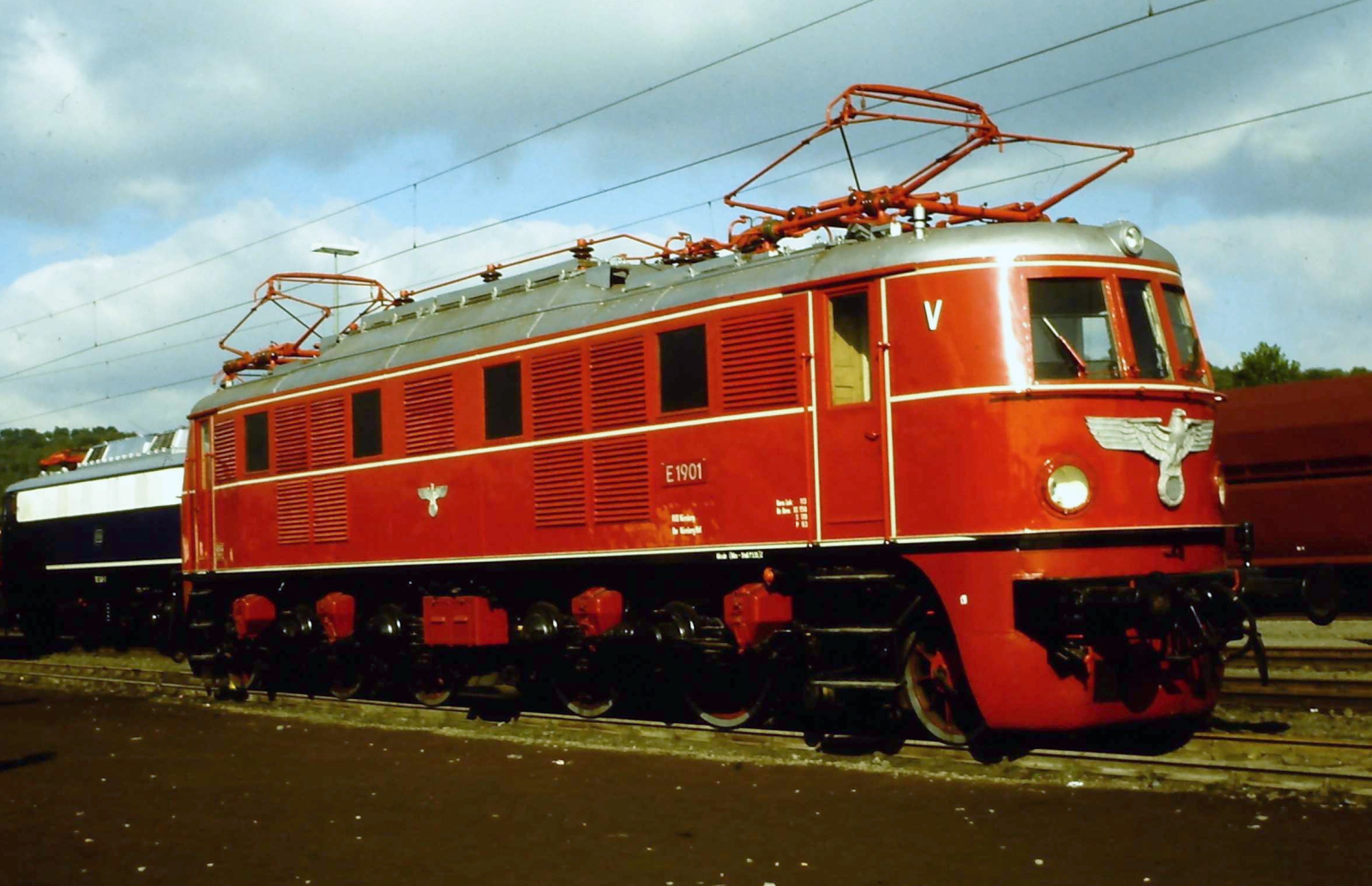
Schnellzuglokomotive E 19 der Deutschen Reichsbahn

### 1925: Die Einheitsdampflokomotiven
Nach dem Zusammenschluss der Länderbahnen zur Deutschen Reichsbahn umfasste der Lokomotivbestand der neuen nationalen Bahngesellschaft mehr als 200 verschiedene Typen und Bauarten von Dampflokomotiven. Eine freizügige Verwendung der Lokomotiven innerhalb des Bahnnetzes war damit erheblich behindert und die Wartung und Instandhaltung durch das Vorhalten sehr vieler unterschiedlicher Ersatzteile sehr aufwendig.
Hinzu kam, dass durch die umfangreichen Reparationsleistungen aufgrund des verlorenen Ersten Weltkrieges 1914–18 der Fahrzeugpark der deutschen Bahnen unabhängig von der Typenvielfalt erheblich reduziert war. Es ergab sich daraus ein Bedarf zum Neubau und sinnvollerweise auch einer Vereinheitlichung der neu zu beschaffenden Maschinen.
Wirtschaftliche Aspekte und die Absicht, die Hauptstrecken einheitlich für eine Achslast von 20 t auszubauen, führten dazu, nicht die bewährtesten Typen der Länderbahnen als Einheitsbauart für das ganze Reich nachzubauen, sondern neue Lokomotivtypen zu entwickeln. So entstanden die Einheitslokomotiven der Deutschen Reichsbahn, von denen die ersten im Jahre 1925 gebaut wurden. Im Zuge der ersten Nachkriegsjahre hatte die Reichsbahn allerdings noch in großem Umfang Lokomotiven der neueren Länderbahn-Baureihen nachbeschafft. Damit sollten die Verluste aufgrund der Ablieferung von Lokomotiven nach dem Waffenstillstand von Compiègne an die Entente ausgeglichen und außerdem Arbeitsplätze der Lokomotivindustrie gesichert werden. Die beginnende Inflation ermöglichte der Reichsbahn eine vergleichsweise billige Beschaffung. Resultat war, dass die Einheitslokomotiven zunächst nur in sehr geringem Umfang beschafft wurden und die erwarteten Kostenvorteile nicht eintraten, vielmehr die Typenvielfalt weiter erhöht wurde. Erst gegen Ende der 1930er Jahre war der Reichsbahn im Zuge der Aufrüstung des Dritten Reichs eine deutlich gesteigerte Beschaffung möglich.

### Einheits-Elektrolokomotiven und Elektrifizierung bei der DB

Gedenktafel für den 5000. elektrifizierten Streckenkilometer

Nach dem Zweiten Weltkrieg reichten in der Bundesrepublik Deutschland die vorhandenen Elektrolokomotiven für den Betrieb des süddeutschen Netzes zunächst aus. 1950 beschloss die Bundesbahn für die Ausdehnung des elektrischen Netzes die Neubeschaffung zweier Grundtypen, einer sechsachsigen Güterzuglok auf Basis der DR-Baureihe E 94, und einer Mehrzwecklok, die sich an die DR-Baureihe E 44 anlehnt. Die Führerstände sollten so gebaut werden, dass die Lokführer ihre Arbeit sitzend verrichten konnten. Ab 1952 lieferten alle namhaften Lokomotivfabriken in Deutschland zunächst insgesamt fünf Versuchslokomotiven der Baureihe E 10.0.
Das Versuchsprogramm zeigte, dass zwei Typen von E-Loks nicht ausreichten, um allen Leistungsanforderungen gerecht zu werden. Das überarbeitete Typenprogramm enthielt nun
- die Schnellzuglok E 10 (Baureihe 110) für den damaligen Fernverkehr mit einer Höchstgeschwindigkeit von 150 km/h,
- die Güterzuglok Baureihe E 40 (Baureihe 139/140) für 110 km/h, weitestgehend baugleich, jedoch mit anderer Getriebeübersetzung und dadurch einer höheren Zugkraft,
- die Nahverkehrslok Baureihe E 41 (Baureihe 141), leistungsschwächer für 120 km/h und
- die schwere Güterzuglok Baureihe E 50 (Baureihe 150) für 100 km/h.

Alle Lokomotiven des Einheits-Elektrolokomotiv-Programms folgen einheitlichen Konstruktionsgrundsätzen. Die Drehgestelle sind geschweißte Kasten-Konstruktionen mit Drehzapfen. Bei der E 50 sind sie dreiachsig (mit asymmetrischer Achsanordnung zwecks besseren Kurvenlaufs) ausgeführt, sonst zweiachsig. Die ebenfalls geschweißten Lokkästen unterscheiden sich im Wesentlichen nur durch ihre Länge und die Anordnung von Seitenfenstern und Lüftergittern. Der Rahmen stützt sich über Schraubenfedern und Gummielemente auf die Drehgestelle ab.
Später erfolgten vor allem Modifikationen der Schnellzuglok Baureihe E 10.12 für höhere Geschwindigkeiten bis 160 km/h (später Baureihe 112, heute Baureihe 113/114/115), die Baureihe E 10.3 verwendet den Lokkasten der E 10.12 mit stärker hervorgezogener „Bügelfalten“-Stirnfläche.
Als Nachfolger der Baureihe 110 wurde die DB-Baureihe 111 mit gleicher Leistung aber spurtstärkerem Getriebe und einer auf 160 km/h gesteigerten Höchstgeschwindigkeit gebaut. Für die Baureihe 150 wurde die DB-Baureihe 151 mit höherer Leistung und einer auf 120 km/h gesteigerten Höchstgeschwindigkeit aufgelegt.
In den 1960er Jahren wurde die Elektrifizierung des Streckennetzes forciert. Im Jahre 1963 war der Umfang der elektrifizierten Strecken auf 5000 km angewachsen.
1977 stellte die Deutsche Bundesbahn in Westdeutschland den Dampflokomotiv-Betrieb ein.

### Lokomotiven der DR

#### Diesellokomotiven

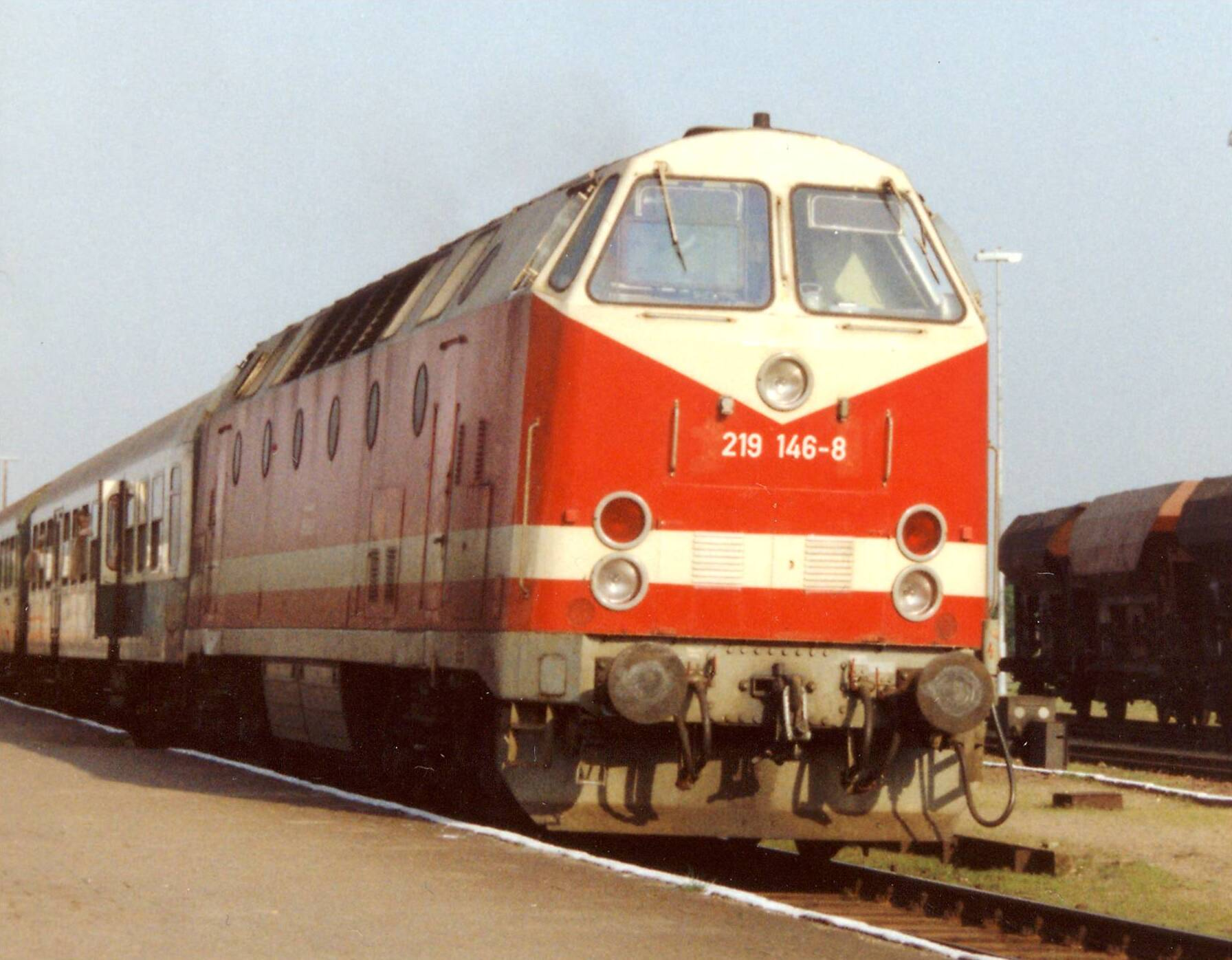
DR-Baureihe 119

Innerhalb des RGW wurde die Zuständigkeit für den Bau von schweren Diesellokomotiven (wegen der dort vorhandenen großen Produktionskapazitäten) vorrangig der Sowjetunion übertragen. Deshalb musste der Bau von mittelschweren Dieselloks V 180 (spätere Baureihe 118) in der DDR eingestellt werden. Die dafür aus Rumänien importierten Baureihe 119 – Spitzname „U-Boot“ – waren technisch so unzureichend und unzuverlässig, dass diese erst mit hohem Aufwand bis hin zum Motorentausch auf einen betriebstauglichen Zustand gebracht werden mussten. Die erste Generation der russischen dieselelektrischen Loks V 200 (Baureihe 120) war so laut, dass sie im Volksmund liebevoll „Taigatrommel“ genannt wurde. Da die Elektrifizierung bis in die 1970er Jahre nur sehr langsam vorankam, wurden zahlreiche russische Großdieselloks der Baureihen 130 bis 142 geliefert.

#### Elektrolokomotiven
1946 wurde das gesamte mitteldeutsche Netz (Magdeburg-Dessau-Leipzig) samt Lokomotiven von der Sowjetunion als Reparationsleistung demontiert. 1952 kaufte die DDR das Material zurück und konnte 1955 die Teilstrecke Halle-Köthen mit Vorkriegslokomotiven des schlesischen und mitteldeutschen Netzes wieder betreiben. Das Elektrolokbauprogramm im VEB Lokomotivbau Elektrotechnische Werke (LEW) „Hans Beimler“ in Hennigsdorf war u. a. mit den Baureihen 211, 242, 243 und für den schweren Güterverkehr mit der 6-achsigen Baureihe 250 erfolgreich. Die neuere Baureihe 243 aus den 1980er Jahren mit einer Höchstgeschwindigkeit von 120 km/h ist im Nahverkehr der Deutschen Bahn noch zahlreich im Einsatz, ebenso die parallel entwickelte Baureihe 212.

### Zugsicherung und Zugleitung
In Deutschland wurde das erste Stellwerk, von dem aus Weichen und Signale ferngestellt und zentral gesichert werden konnten, 1867 von der englischen Firma Saxby & Farmer in Stettin, damals noch mit Stellhebeln und Folgeabhängigkeiten der Hebel untereinander, in Betrieb genommen. Saxby & Farmer führten erst 1874 patentierte Verschlüsse in ihre Stellwerke ein. Für deutsche Bahnen entwickelten die Firmen Bruchsal, Jüdel und Zimmermann&Buchloh eigene Bauformen mit Registern querverschlossener Stellhebel und in mehreren Schritten entstandenen Fahrstraßen ein, die von anderen in Lizenz gefertigt oder mit modifizierten Details nachgebaut wurden. Die Maschinenfabrik Bruchsal der Ingenieure Schnabel und Henning führte senkrecht stehende Verschlussregister ein und experimentierte mit verschiedenen Kurbelwerken zur Fahrstraßenwahl. Die vielen, untereinander meist inkompatiblen Bauformen mechanischer Stellwerke führten insbesondere bei den großen Länderbahnverwaltungen, die ihrerseits schon aus der Fusion zahlreicher Gesellschaften entstanden waren, zu Schwierigkeiten bei der Instandhaltung. Unter Federführung der Preußischen Staatseisenbahn wurde deshalb schon zu Anfang des zwanzigsten Jahrhunderts an einer Vereinheitlichung gearbeitet. Auf der Grundlage der Bauform Jüdel entwickelten mehrere Hersteller das »mechanische Einheitsstellwerk«. Nachdem sich fünf im Jahr 1911 im Westen von Berlin errichtete Baumusteranlagen gut bewährt hatten, erklärte man diese »Bauform Einheit« nach einigen Veränderungen aufgrund der Betriebserfahrungen 1915 reichsweit für verbindlich. Bis Mitte der zwanziger Jahre wurden daneben noch Anlagen der Altbauarten errichtet, um noch lagernde Materialbestände aufzubrauchen. Stellwerke der Bauform Einheit wurden in der Folge von allen aktiven deutschen Signalbaufirmen geliefert. 1928 entstanden durch Fusion vieler Signalfirmen die Vereinigten Signalwerke, die als Sparte Signalbau der Firma Siemens weiterleben. Die Streckensicherung wurde wesentlich durch die Blockwerke der Firma Siemens & Halske eingeführt, die durch mechanische Sperren die Freigabe des Blockes durch den anderen Endbahnhof auf die Verschlussregister der eigenen Hebelbank übertragen und so die Signalabhängigkeit zu den Ausfahrsignalen herstellen.
Die erste serienreife Bauform elektromechanischer Stellwerke entstand 1896. Bei diesen werden zwar die Außenanlagen elektrisch und damit unabhängig von der Körperkraft des Personals betätigt, die Abhängigkeiten zwischen den Bedienungseinrichtungen werden jedoch noch größtenteils mechanisch realisiert. Über die Zwischenstufen der Bauformen 1901 und 1907 erreichte man mit der zur Einheitsbauform erklärten Bauform 1912 einen gewissen Abschluss bei Einreihenhebelwerken. Ab 1943 ersetzte man die Farbscheiben- durch Lampenüberwachung (E43). Zwei- und Vierreihenhebelwerke, die ab den 1920er Jahren entwickelt wurde, erreichten dagegen keine großen Stückzahlen.
Nach dem Zweiten Weltkrieg galt der Wiederherstellung der alten Anlagen der Vorrang. Die Relaistechnik der Fernmeldetechnik bot günstiges Ausgangsmaterial für neue Lösungen. Bei der C. Lorenz AG in Berlin entwickelte man daraus erschütterungsunempfindliche Signalrelais, mit denen neue robuste Stellwerksschaltungen entstanden.
1948 lieferte Siemens das erste voll einsatzfähige Gleisbildstellwerk (Relaisstellwerk) an die westdeutsche Bahnverwaltung. Siemens und die aus C. Lorenz nach Übernahme durch die amerikanische ITT Corporation später hervorgegangene Standard Elektrik Lorenz (SEL) entwickelten bis in die 1980er Jahre die Relaisstellwerke zur Standardausrüstung der westdeutschen Bundesbahn. Für die Deutsche Reichsbahn stellte seit 1951 das Werk für Signal- und Sicherungstechnik Berlin vergleichbare Technik her, bis dann ab dem Ende der 80er Jahre durch neu entwickelte Elektronische Stellwerke eine neue Stellwerksgeneration entstand, in der heutige Neulieferungen erfolgen.
Eine von außen gesteuerte Zwangsbremsung bei Überfahren eines „Halt“-Signals wurde schon seit den 1930er Jahren von der Deutschen Reichsbahn unter dem Namen „Indusi – Induktive Zugsicherung“ auf Hauptstrecken später von der Deutschen Bundesbahn flächendeckend eingesetzt und zur Punktförmigen Zugbeeinflussung (PZB) weiterentwickelt.
Seit 1975 wird die Linienzugbeeinflussung (LZB) bei Zügen mit Geschwindigkeiten über 160 km/h eingesetzt. Hierbei überwacht eine Streckenzentrale (Zentralrechner) die Zugfahrt über einen im Gleis verlegten Linienleiter. Über diese Verbindung melden die Fahrzeuge ihre Position und Geschwindigkeit an die Streckenzentrale. Diese berechnet für jeden Zug individuelle Führungsgrößen und zeigt dem Triebfahrzeugführer über die Führerraumanzeigen die Soll- und Zielgeschwindigkeit und die Entfernung zum nächsten Geschwindigkeitswechsel an. Im Fahrzeug wird die Einhaltung der Sollgrößen überwacht.
Seit 2001 schreibt eine Richtlinie der Europäischen Union eine Vereinheitlichung mit einem neuen Zugführungssystem vor, das sich unter dem Titel European Train Control System (ETCS) in ersten Probeinstallationen bewähren soll.

### Schnellverkehr und Hochgeschwindigkeitsverkehr

#### Geschwindigkeitssteigerungen bis 1914
- 1903 Die AEG und Siemens & Halske führen bei Berlin Schnellfahrversuche mit Drehstrom-Schnelltriebwagen durch, die erreichte Spitzengeschwindigkeit beträgt 210 km/h.
- 1907 Eine Lokomotive der Baureihe S 2/6 der Königlich Bayerischen Staatsbahn stellt mit 154 km/h einen neuen Geschwindigkeitsrekord für Dampflokomotiven auf.
- Mit dem Durchgangszug wird im Jahr 1914 die Reisegeschwindigkeit auf fast 90 km/h gesteigert. Gleichzeitig steigt mit wachsender Industrialisierung auch der Güterverkehr an und die Eisenbahn beherrscht fast den gesamten Fernverkehr. Mit Beginn des Ersten Weltkriegs im Jahre 1914 wird jedoch die Instandsetzung auf Notfallreparaturen beschränkt und die technische Fortentwicklung unterbleibt.

#### Schnellverkehr der 1930er Jahre

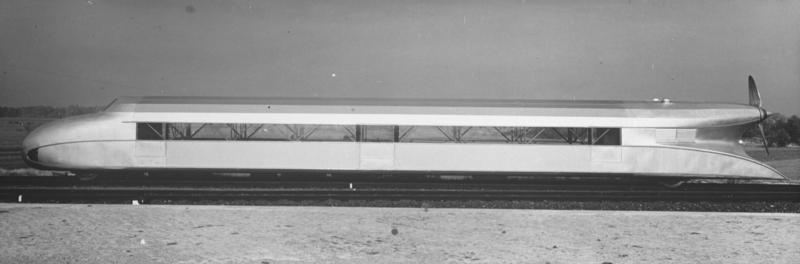
Schienenzeppelin im Oktober 1930 auf der Versuchsstrecke

Mit einem „Schienenzeppelin“ genannten Propellertriebwagen erreichte der Ingenieur Franz Kruckenberg auf der Strecke Hamburg-Berlin bei einer Versuchsfahrt am 21. Juni 1931 eine Höchstgeschwindigkeit von 230 km/h.
Ab 15. Mai 1933 verkehrte der Dieselschnelltriebwagen DR 877 – genannt „Fliegender Hamburger“ – der Deutschen Reichsbahn planmäßig zwischen Berlin Lehrter Bahnhof und Hamburg Hauptbahnhof. Für die 286 km lange Strecke benötigte er 138 Minuten – eine Fahrzeit, die danach erst im Mai 1997 von einem ICE der Deutsche Bahn AG wieder erreicht wurde. Jeder der beiden Teile des Triebzugs hatte einen Maybach-Zwölfzylinder-Dieselmotor mit daran angeschlossenem Gleichstrom-Generator und elektrischen Tatzlager-Fahrmotoren. Mit einer Leistung von 2 × 410 PS (2 × 302 kW) wurde eine Höchstgeschwindigkeit von 160 km/h erreicht. Der „Fliegende Hamburger“ war der Prototyp für die weiteren Schnelltriebwagen der Baureihe SVT 137, Bauarten „Hamburg“, „Leipzig“, „Köln“ und „Berlin“.
Der Henschel-Wegmann-Zug entstand als komplette dampfbetriebene Zuggarnitur der Deutschen Reichsbahn in den 1930er Jahren, bei der die Wagen von Wegmann & Co. und die zugehörigen Dampflokomotiven der Baureihe 61 von Henschel & Sohn, beide Unternehmen in Kassel, gebaut wurden. Sowohl die Lokomotive als auch die Wagen waren stromlinienförmig verkleidet. Fahrplanmäßig fuhr der Zug ab Juni 1936 zwischen Berlin Anhalter Bahnhof und Dresden in einer Fahrzeit von 100 Minuten – bis 2016 unübertroffen. Der Bau des Zuges war eine Reaktion der Lokomotiv- und Waggonbauindustrie auf die neuen Schnelltriebwagen und sollte zeigen, dass auch die Dampftechnik bei den neuen Geschwindigkeiten mithalten konnte.
Eine ähnliche Zuggarnitur wie der „Henschel-Wegmann-Zug“ wurde ab 7. April 1936 von der Lübeck-Büchener Eisenbahn als Doppelstockwagenzug zwischen Hamburg und Lübeck-Travemünde betrieben, deren zukunftweisende Neuerung bereits einen Wendezug-Betrieb beinhaltete.
1936 stellte die Lokomotive Nr. 002 der Baureihe 05 der Deutschen Reichsbahn mit 200,4 km/h einen neuen Geschwindigkeitsweltrekord für Dampflokomotiven auf. Die zulässige Höchstgeschwindigkeit für die stromlinienverkleideten Dampflokomotiven der Baureihen 01 und 03 wurde auf 150 km/h, die der 05 auf 175 km/h festgelegt.
Bis 1939 entstand ein 6000 Kilometer umfassendes Netz von Schnellfahrverbindungen.

#### TEE – Intercity – Eurocity
1954 wurde die Trans-Europ-Express-Kommission mit Sitz in Den Haag gegründet mit dem Ziel, ein europäisches Netz besonders komfortabler und schneller Züge aufzubauen, die nur Plätze der 1. Wagenklasse führten. Zu den Gründungsmitgliedern gehörte auch die Deutsche Bundesbahn.
1957 wurde der Zugbetrieb mit jeweils ländereigenen modernen Dieseltriebzügen aufgenommen, alle Züge hatten eine einheitliche rot-beige Lackierung. So ließ die Deutsche Bundesbahn auf mehreren „TEE“-Strecken ihren speziell gebauten Dieseltriebzug der Baureihe VT 11.5 fahren. Auf der Rheinstrecke Hoek van Holland–Genf fuhren ab 1965 mit dem „TEE Rheingold“ klimatisierte Wagen mit Elektroloks. An den Grenzen waren allerdings wegen verschiedener Bahnstromsysteme zeitraubende Lokwechsel fällig.
Ab 1971 wurden die TEE durch zunächst auch rein „erstklassige“ und im Zweistundentakt verkehrende InterCity (IC) ergänzt, hierfür wurden z. T. die nun als BR 601 geführten Triebzüge eingesetzt, wobei das „TEE“-Signet an den Enden durch ein „InterCity“-Signet überklebt wurde. Daneben kamen zunehmend auch Lok-bespannte Züge zum Einsatz. Auf einigen signaltechnisch hergerichteten Strecken und bespannt mit der neuen Lok der Baureihe 103 erreichten diese Züge Tempo 200 km/h.
1979 wurden die meisten TEE in Deutschland unter dem Motto „Jede Stunde, jede Klasse!“ durch InterCity mit zwei Wagenklassen ersetzt, die auf vier Linien in einstündigem Takt fuhren. 1987 wurden die letzten TEE-Verbindungen eingestellt. Gleichzeitig wurde mit dem EuroCity (EC) eine neue europäische Zuggattung für länderüberschreitende Qualitätszüge mit 1. und 2. Klasse eingeführt. Seit Dezember 2017 verkehrt sie unter der Bezeichnung EuroCity-Express auch auf einzelnen Relationen im Hochgeschwindigkeitsverkehr.

#### Hochgeschwindigkeitsverkehr

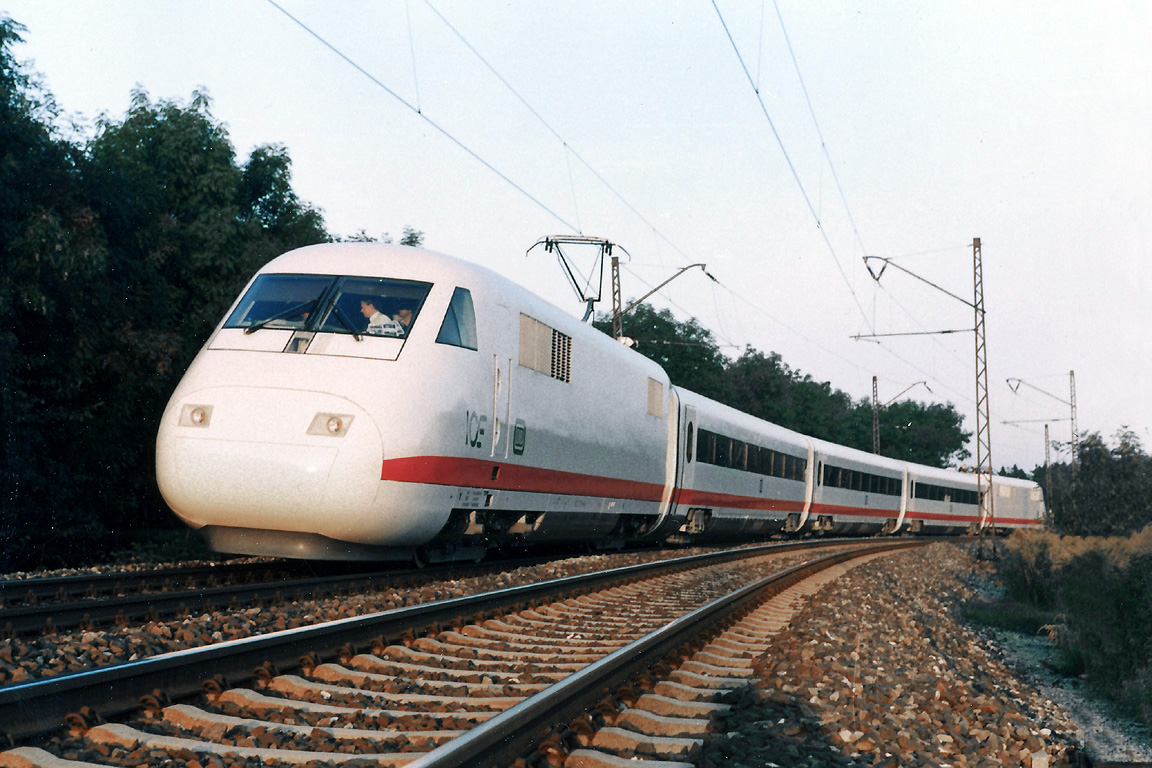
Der ICE-Vorläuferzug InterCityExperimental wurde 1985 in Dienst gestellt

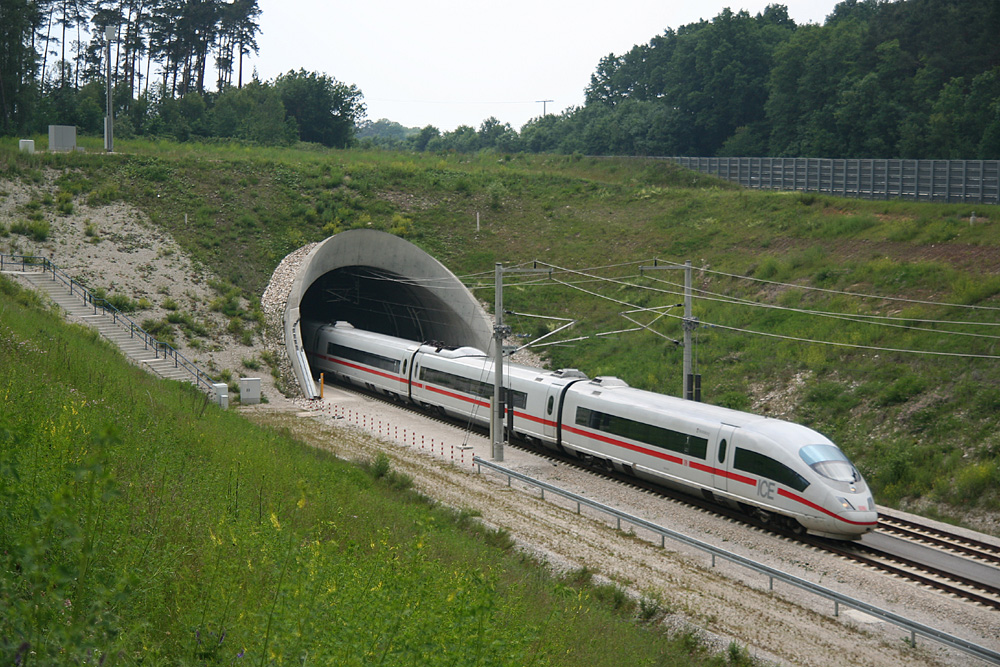
Zahlreiche Tunnel prägen das Bild der Neubaustrecken. Hier: ICE 3 vor dem Göggelsbuchtunnel, auf der 2006 in Betrieb genommenen Schnellfahrstrecke Nürnberg–Ingolstadt

Vor dem Hintergrund zurückgehender Marktanteile der Eisenbahn in Deutschland wurden ab den 1960er Jahren vielfältige Möglichkeiten geprüft, den Schienenverkehr zu stärken und das starke Verkehrswachstum auf den Straßen zu verlangsamen. Ein wesentliches Mittel zur Attraktivierung der Schiene wurde in der Beschleunigung des Eisenbahnverkehrs gesehen. Bereits 1965 verkehrten, zwischen München und Augsburg, erstmals einzelne planmäßige Reisezüge mit einer Höchstgeschwindigkeit von 200 km/h. In der Hochleistungs-Schnellbahn-Studie wurde Anfang der 1970er Jahre die Möglichkeit einer Nord-Süd-Magistrale geprüft. Dabei sollten insbesondere Lkw in geschlossenen Schienenfahrzeugen transportiert werden. Der erste Bundesverkehrswegeplan griff 1973 diese Überlegungen auf und schlug die Realisierung von rund 950 km schnell befahrbaren Neubaustrecken vor. Noch im selben Jahr begannen die Bauarbeiten an der Neubaustrecke Hannover–Würzburg, drei Jahre später folgte die Neubaustrecke Mannheim–Stuttgart.
Während diese beiden ersten neu gebauten Fernstrecken der deutschen Eisenbahn seit dem Zweiten Weltkrieg für Höchstgeschwindigkeiten bis 300 km/h trassiert wurden, war zunächst geplant, reguläre InterCity-Züge mit bis zu 200 km/h über diese Strecken verkehren zu lassen. Anfang der 1980er Jahre beschlossen Bund und Bahn, mit dem InterCityExperimental einen Hochgeschwindigkeitszug für den Schienenschnellverkehr in Deutschland zu entwickeln. Er wurde Ende 1985 in Dienst gestellt. Nach einer umfangreichen Serie von Versuchs- und Rekordfahrten stellte dieser Zug im Rahmen der ICE-Weltrekordfahrt am 1. Mai 1988 mit 406,9 km/h einen neuen Weltrekord für Rad-Schiene-Fahrzeuge auf.
Der planmäßige Eisenbahn-Hochgeschwindigkeitsverkehr in Deutschland wurde am 2. Juni 1991 mit der Inbetriebnahme des Intercity-Express-Systems aufgenommen. Die zunächst bis 250 km/h schnellen ICE-1-Triebzüge erzielten, über rund 430 km Neubaustrecken, Reisezeitvorteile von bis zu zwei Stunden, verbunden mit hohem Komfort. Auf den ersten ICE-Strecken erzielten die neuen Züge deutliche Fahrgastzuwächse gegenüber dem zuvor eingesetzten InterCity. Mit dem ICE-Unglück von Eschede ereignete sich am 3. Juni 1998 das schwerste Zugunglück in der Geschichte der Bundesrepublik Deutschland und gleichzeitig das schwerste Unglück in der Geschichte des Hochgeschwindigkeitsverkehrs auf Schienen weltweit.
Seit September 1998 wird mit dem ICE 2 die Schnellfahrstrecke Hannover–Berlin auch mit Tempo 250 km/h befahren. Mit dem ICE 3 wird die im Jahre 2002 eröffnete Neubaustrecke Köln-Frankfurt mit Tempo 300 km/h befahren. Auf dieser Strecke können, wie auf den französischen TGV-Strecken, wegen der bis zu 4%igen Steigungen keine anderen Reisezüge und auch keine Güterzüge fahren. Ende Mai 2006 ging mit der Schnellfahrstrecke Nürnberg–Ingolstadt eine zweite planmäßig mit 300 km/h befahrbare Strecke in Betrieb.
Mit dem ICE 3M wurde in Deutschland nach Jahrzehnten ein Mehrsystem-Fahrzeug gebaut, das auch in den Niederlanden und Belgien fahren kann, denn nur Österreich, die Schweiz, Norwegen und Schweden haben das gleiche Bahnstromsystem wie Deutschland. Seit Juni 2007 fährt die nachgerüstete Ausführung ICE 3MF auch im französischen TGV-Netz. Daneben gibt es dieselgetriebene ICE-TD- und elektrische ICE-T-Züge mit Neigetechnik, die ebenfalls im Auslandsverkehr eingesetzt werden (Schweiz, Österreich, Dänemark).
Ab Dezember 2013 wurde der Velaro D mit erheblichen Verspätungen in Dienst gestellt, der in Varianten auch in anderen Ländern Europas fährt. Ursprünglich wurde geplant mit diesem Zug durchgängige Verbindungen bis nach London anzubieten, mit einer Umsetzung auf absehbare Zeit ist nicht zu rechnen.
Im April 2011 bestellte die DB 130 Zuggarnituren der neuen Generation ICE 4. Ab Oktober 2016 startete der Probebetrieb, ab Dezember 2017 wurden die ersten Züge planmäßig eingesetzt. Die vollständige Auslieferung 137 Garnituren erfolgte bis März 2024. Sie sind als 7-, 12- und 13-Teiler ausgefertigt worden und damit variabel nach Fahrgastaufkommen einsetzbar.

## Filmberichte
- Stars der Schiene. Folge 13, Baureihe 58, Filmbericht: „Die Kohlenstaublok auf dem toten Gleis“
- Stars der Schiene. Folge 53, 100 Jahre Baureihe 38 DR, Beitrag über die Transportpolizei
- Stars der Schiene. Folge 51, Baureihe 57.10, Lehrfilm: „Kohleersparnis im Lokomotivbetrieb“